# 아베 신조
아베 신조(일본어: 安倍 晋三, 1954년 9월 21일~2022년 7월 8일)는 일본의 정치인이다. 자유민주당 소속의 중의원 의원이자 제90·96·97·98대 내각총리대신으로, 제21·25대 자유민주당 총재를 지냈다.
일본의 전 총리였던 기시 노부스케의 외손자이며, 대학 졸업 후 고베 제강소의 직원으로 일했고, 아버지인 아베 신타로 외무대신의 비서관을 지냈다. 이후 제37대 자유민주당 간사장을 지냈으며, 제72대 내각관방장관, 제21대 자유민주당 총재를 지낸 바 있다.
2006년 내각총리대신으로 취임하였으나 이듬해 사임했다. 이후 2012년 12월 총선에서 다시 승리하여, 5년 3개월 만에 내각총리대신으로 재취임했다. 이후 2017년 10월 총선에서 다시 승리하여 98대 내각총리대신으로 취임하였으며, 2018년 9월 20일에 있었던 자유민주당 총재 선거에서 승리하여 3선 연임에 성공해 2020년 8월까지 총리직을 맡으며 일본 역사상 최장 임기의 내각총리대신이 되었다. 그러나 2017년 모리토모 학원에 국유지를 팔아 넘기려고 했다는 의혹이 불거졌으며, 2019년 11월 벚꽃을 보는 모임에 관한 스캔들, 2020년 코로나19에 대한 대처 실패로 인하여 국민들의 지지율이 하락하였다. 같은 해 8월 28일 기자회견을 통해 궤양성 대장염과 관련한 건강상의 문제로 사의를 표명하였다. 9월 16일 총리직에서 물러나고 스가 요시히데 관방장관이 후임 총리로 취임하였다.
총리직에서 물러난 후에도 국회의원으로서 정계에 몸을 담았으며, 2021년에 자유민주당 내 파벌 조직인 세이와 정책연구회 회장을 맡았다. 2022년 7월 8일 참의원 선거 유세 중 야마가미 데쓰야의 총격을 받아 병원에 이송되었고 같은날 17시 3분경 사망했다. 공교롭게도 아버지 아베 신타로의 사망 당시의 나이와 같은 나이에 세상을 떠났다.

## 생애

### 출생과 성장

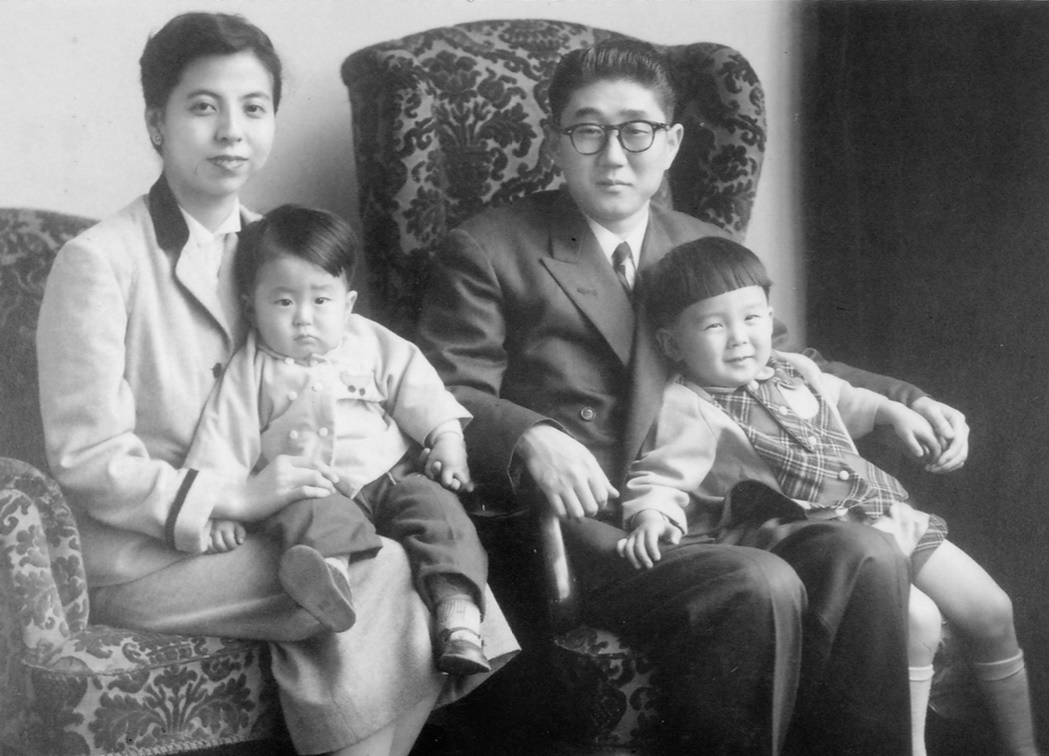
가족 사진, 2살 때의 아베 신조(왼쪽에서 두 번째)와 부친 아베 신타로(오른쪽에서 두 번째)

1954년 9월 21일, 도쿄도 신주쿠구에서 당시 《마이니치 신문》의 기자였던 아베 신타로와 그 아내 아베 요코(安倍 洋子)의 차남으로 태어났다. 본적지는 야마구치현 오쓰군 유야정(현재의 나가토시)이다. 친조부는 중의원 의원이었던 아베 간, 외조부는 제56·57대 내각총리대신을 역임한 기시 노부스케이며, 외종조부(외조부 기시 노부스케의 친동생)는 제61·62·63대 내각총리대신을 역임한 사토 에이사쿠이다. 이렇듯 세습 정치 가문에서 성장하였기 때문에 훗날 아베는 "어려서부터 나와 가까운 곳에 정치가 있었다"라고 회상하기도 했다. 어린 시절에는 야구 선수를 꿈꾸기도 했으며, TV를 즐겨보며 형사가 되기를 생각하기도 했다고 한다.

### 학창 시절
기시 노부스케가 입학하도록 주장한 세이케이 계열에서 소학교부터 고등학교를 거쳐 세이케이 대학 법학부 정치학과를 졸업했다.
세이케이 초등학교 3학년인 1963년 11월, 아버지 신타로가 낙선. 이 때문에 부모님은 도쿄를 떠나 선거구의 야마구치현에 있는 경우가 많아졌다. 아베 일가는 히로노부와 신조에게 가정교사를 붙이기로 했다. 이듬해 1964년 도쿄대학 고마바 캠퍼스에서 '아이 2명을 주 3회 가르쳐 9천엔, 식사 포함'이라는 아르바이트 모집을 찾은 것이 당시 도쿄대학 기숙사에 살았던 히라사와 가쓰에이였다. 히라사와는 '고마바토다이앞역에서 한 역으로, 게다가 식사를 제공했다. 초등학교 5학년까지 2년간, 신조를 가르쳤다.
세이케이 중학교·고등학교 졸업. 고등학교에서는 지리연구부에 소속했다. 세이케이 대학 법학부 정치학과로 진행되어 사토 아쓰시 교수의 세미나에 소속되어 행정학을 배웠다. 양궁부에 소속되어 준레귤러였다.
1977년 3월, 세이케이 대학 졸업. 같은 해 봄에 미국 캘리포니아주 헤이워드의 영어 학교에 다니지만 일본인뿐 아니라 공부에 장애가 있다고 판단하여 통학을 멈추고 이탈리아계 미국인의 집에 하숙하면서 롱비치의 어학 학교 에 다녔다. 1978년 1월부터 춘계·하계·추계와 1년간, 서던캘리포니아 대학교에 유학하고 있어, 정치학의 전공이 아니라 강좌에 통학하고 있었다.
아버지인 아베 신타로를 비롯해 아베 간, 기시 노부스케, 사토 에이사쿠, 가정교사였던 히라사와 가쓰에이, 친척들까지 도쿄 대학 출신이 많았지만 아베 신조는 입시를 통과한 것이 아닌 에스컬레이터식으로 세이케이 대학으로 진학했다.

### 회사원 시절
졸업 이후 얼마 동안 미국 캘리포니아주로 건너가 영어를 배우다가 1979년 4월 귀국한 뒤 고베 제강소에 입사하여 뉴욕 사무소, 가코가와 제철소, 도쿄 본사에서 근무했다. 이 중 가코가와 제철소에서의 경험에 대해 아베는 "나의 사회인으로서의 출발점", "나의 출발점"이었다고 회고했다.

### 정계 입문

#### 비서 시절
고베 제강소에서 3년간 근무한 뒤 1982년부터 당시 외무대신에 취임한 아버지 아베 신타로의 비서관을 맡았다. 비서를 맡는 동안 각국의 수뇌와의 회담에 동석하는 등 후계자 수업을 진행해갔다. 1987년 6월 9일, 모리나가 제과 사장 마쓰자키 아키오의 장녀인 마쓰자키 아키에와 도쿄의 프린스 호텔에서 결혼식을 올렸다. 두 사람의 결혼을 주선한 것은 전직 내각총리대신 후쿠다 다케오 내외인 것으로 알려졌다.
이후 1987년 참의원 의원이었던 에지마 아쓰시(江島淳)의 사망에 따라 공석이 생긴 야마구치현 선거구 보궐선거에 출마할 뜻을 밝혔으나, 우베시의 시장을 맡고 있던 후타쓰기 히데오(二木秀夫)가 출마를 선언하자 아버지 신타로가 아들 신조의 출마를 만류한 것으로 알려졌다.

#### 중의원 의원
1991년, 총리 후보로 유력하게 거론되었던 아버지 아베 신타로가 급사하면서, 1993년 제40회 일본 중의원 의원 총선거에 사망한 아버지의 지역구였던 야마구치현 제1구(당시)에서 출마해 처음으로 당선되었다. 그 이후 야마구치현 제4구로 바뀐 해당 지역구에서 내리 9선에 성공하며 10선 중의원 의원이 되었다.
소속 파벌의 영수였던 모리 요시로가 수상으로 조각한 2000년의 제2차 모리 내각 개조내각에서 나중에 총리대신이 되는 고이즈미 준이치로의 추천으로 내각관방 부장관에 취임한다. 모리 내각의 뒤를 이어 출범한 2001년의 제1차 고이즈미 내각에서도 유임되었다.

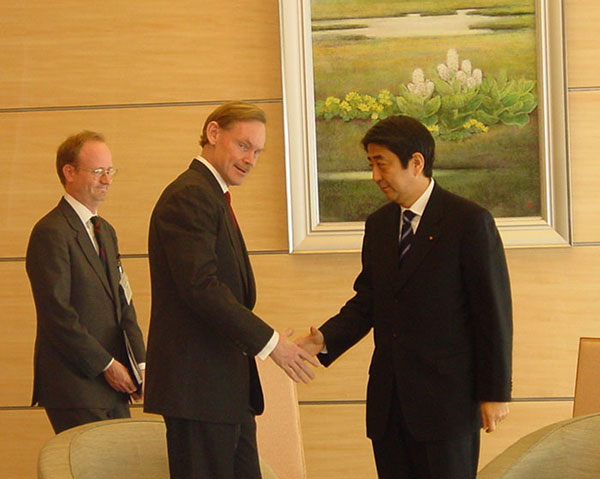
2006년 1월, 로버트 졸릭 미국 국무부 차관과 만난 아베 신조(오른쪽)

2002년의 고이즈미 총리의 조선민주주의인민공화국 방문을 수행하고, 고이즈미 내각총리대신과 김정일 국방위원장과의 정상회담에서 ‘안이한 타협은 안된다’며 강경론을 주창했다. 이후 납치 피해자 5명은 귀국했지만, 일본 내에서는 납치 문제의 타협에 난항을 거듭했다. 이후 아베는 나카야마 교코와 함께 조선민주주의인민공화국에 대한 경제 제재와 무력 행사를 포함한 강경 노선을 고집했다. 대화 등의 신중론을 취한 의원들이 많던 가운데, 언론은 아베를 두고 ‘의연한 태도를 취하고 있다’고 미화하면서 이후 인기가 상승했다.

#### 자민당 간사장
2003년 9월에는 고이즈미 총리대신에 의해 자민당의 간사장으로 발탁되었다. 3선의 국무대신 경력도 없는 젊은 의원이 간사장에 취임하는 것은 전례가 없는 일이었지만, 11월의 총선거를 앞두고 아베의 ‘인기’를 필요로 했던 것이라고 추측된다. 이후 자민당은 총선거에서 절대 안정 다수를 확보하는 데 성공했다.
간사장으로는 자민당 내에서 지속적으로 지급되던 떡값이나 얼음값(파벌의 영수가 소속원에게 지급하는 활동자금)을 폐지하고, 자민당 후보자의 공모제를 일부 도입하는 등 당내의 제도 개혁을 추진했다. 그러나 2004년의 참의원 선거에서는 목표치였던 51석의 확보에 실패하면 ‘가장 무거운 책임을 지는 방향으로 한다’고 사임을 시사했고, 결과는 49석을 확보하면서 곧 사직했다. 같은해 9월부터는 후임 간사장이었던 다케베 쓰토무의 강한 요청으로 간사장대리에 취임했는데, 간사장 역임자가 간사장대리라는 낮은 직위로 가는 것도 이례적인 일이었다. 이후 간사장대리로 맞이한 2005년 중의원 선거에서는 여러 선거구에서 상대방의 낙선을 노린 고이즈미의 자객을 공천했다.
고이즈미 정권 말부터 ‘포스트 고이즈미’의 가장 강력한 후보로 일컬어졌고, 2005년 10월 31일에 발족한 제3차 고이즈미 내각 개조내각에서는 내각관방장관에 취임한다.
2006년 9월 1일에는 자민당 총재 선거에 출마할 것을 발표하고, 일본국 헌법의 개정과 교육 개혁, 재정 건전화를 전면에 내세웠다. 이후 고이즈미 총리의 임기가 끝나고, 9월 20일 실시된 총재 선거 투표에서 전체 703표(국회의원 403, 당원 300표) 가운데 464표를 얻어 경쟁 후보인 아소 다로 외무대신과 다니가키 사다카즈 재무대신을 큰 표차로 물리치고 일본 자유민주당의 21대 총재로 선출되어, 9월 26일 국회 중.참 양원 본회의에서 제90대 총리대신으로 지명되었다. 아베는 첫 전후 세대 총리로, 제2차 세계 대전 이후의 내각총리대신 중에서 가장 젊다.

### 1차 집권 시기(2006~2007)

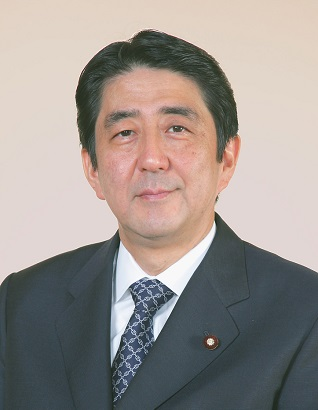
아베 신조(2006년)

취임 일성에서 아베는 고이즈미 전 총리의 구조 개혁을 이어 받을 것임을 시사했으며, 국가상으로는 "아름다운 나라"를 제시했다.
총리에 취임한 그는 고이즈미 총리의 야스쿠니 신사 참배 문제로 중단되었던 중화인민공화국과 대한민국에 방문할 것을 발표하고, 10월 8일에는 베이징에서 후진타오 국가주석을, 9일에는 서울에서 노무현 대통령과 회담을 가져 양국과의 관계를 개선하고자 시도했다.
그러나 조선민주주의인민공화국이 제1차 핵 실험을 실시하자 그는 “(조선민주주의인민공화국의 핵 실험은) 일본의 안전 보장에 대한 중대한 도전”이라고 평하고, 유엔 안전 보장 이사회의 제제 결의보다 엄격한 경제제재 조치를 취했다. 이후 12월에는 교육기본법의 개정과 방위청의 성(省) 승격을 강행했다. 같은 달 혼마 세제회장이 공무원 기숙사의 애인 문제로 사임하고, 사다 겐이치로 행정개혁대신이 사무소 운영비 계상 문제로 사임했다.
2007년에 열린 제166회 통상국회에서는 많은 주요 법안들을 강행 표결하여 잇달아 통과시켰다.

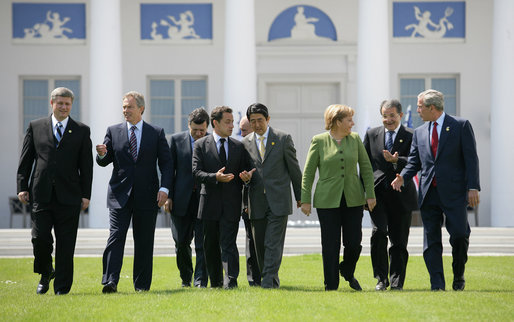
2007년 G8 회담에서의 각국 수뇌들과 함께한 모습. 오른쪽에서 네 번째가 아베 신조

5월 초순에는 처음으로 미국을 방문하고, 고이즈미 내각 이후 미일관계가 지속적으로 굳건한 것을 어필했다. 같은 달, 이전부터 여러 가지 의혹이 제기된 마쓰오카 도시카쓰 농림수산대신이 자살하고, 연금 기록 문제도 수면 위로 떠올랐다. 이런 와중에 6월초의 지지율이 고이즈미 정권 이래 최저라는 보도가 이어졌다. 이후 규마 후미오 방위대신이 히로시마와 나가사키의 원폭 투하를 두고 ‘어쩔 수 없다’고 발언하는 일까지 일어나자, 처음에는 문제가 없다는 자세를 취한 아베 총리는 이후 비판의 목소리가 높아지면서 규마 방위상에 대해 주의를 부탁했다. 다음날에는 규마 방위상이 사임했다.

#### 참의원 선거 참패 및 개각
제21회 일본 참의원 의원 통상선거를 앞두고는 자살한 마쓰오카의 후임 아카기 노리히코 농림수산대신의 사무소 비용 문제가 제기되었다. 이어 니가타 현 주에쓰 오키 지진이 발생하면서 유세를 중단하고 현지로 향했다. 선거에서는 연금 문제의 해결과, ‘개혁할 수 없는 야당보다, 책임정당 자민당이 개혁의 실행력을 가지고 있다’고 호소하며 결과를 낙관했지만 결국 연립 정권의 공명당과 합쳐도 과반수가 되지 않는 역사적인 대패를 맞았다. 그동안 자민당의 견고하게 지켜온 도호쿠 지방과 시코쿠 지방에서 전멸하고 선거의 승패를 좌우하는 소선거구에서도 일제히 민주당 후보와 야당 계열 무소속에게 의석을 빼앗겼다.
7월 30일 오전, 그는 “유감스러운 결과가 되었다. 지지해 준 사람에게는 미안하다. 국민의 목소리를 받아들이면서 앞으로도 책임을 수행해 가겠다”고 정권을 계속할 방침을 발표했다. 이어 나카가와 히데나오 자민당 간사장은 “총재·총리의 결의를 일원이 되어 지지하고 진행하자”고 발표해, 아베 총리를 지지하는 방침을 결정했다.
그러나 7월 31일, 자민당 총무회에서 "결단하는 것이 좋을 것"이라는 발언을 시작으로 당내에서 아베의 퇴진을 요구하는 목소리가 나오기 시작했다. 이후 8월 1일이 되어서 농림수산대신을 경질하는 등 쇄신을 꾀했지만 "너무 늦었다."라는 당내 비판만 더 키우게 됐다.
이후 8월 27일 새로 조직한 제1차 아베 신조 개조 내각이 출범하자마자 각료의 문제가 제기되면서 정권의 구심력이 흔들리기 시작했다. 9월 9일에 오스트레일리아의 시드니에서 개최된 APEC 정상회의의 종료에 즈음해 열린 기자회견에서 ‘9월 10일부터 열리는 임시국회에서 테러 특별조치법을 연장할 수 없을 때에는 내각총사직을 한다고 공언했다.

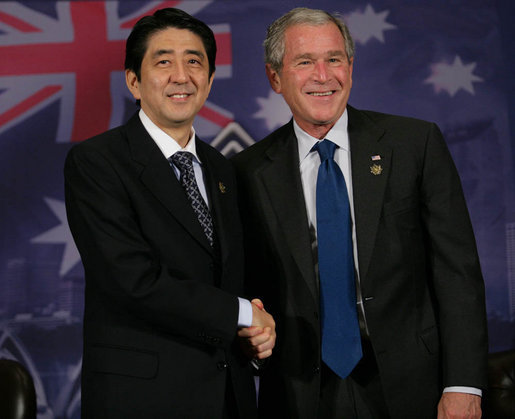
APEC 정상회의에서 조지 W. 부시 미국 대통령과 악수하는 모습(2007년 9월 8일)

#### 갑작스러운 사의 표명
그러나 2007년 9월 12일 오후 2시, “내각총리대신에서 물러난다”는 내용의 내각총사직을 표명한 기자회견을 가졌으며, 이로 인해 같은 날로 예정되었던 중의원에서의 대표 질문이 불가능해졌다.
그는 사직의 이유로 “테러특별조치법의 재연장에 대해 논의하기 위해 민주당의 오자와 이치로 대표와의 회담을 타진했지만, 사실상 거절당했고, 이대로 총리직을 계속 수행하는 것보다는 새 총리가 수행하는 것이 좋을 것이라고 판단했다.”였으며, “내가 총리인 것이 장애가 되고 있다”고 발언했다(다만 언급된 오자와 대표는 기자회견에서 “타진을 받은 것은 단 한 차례도 없었다.”고 부정). 자신의 병이 악화되어 몸 상태가 좋지 못하다는 이유도 있었다고 요사노 가오루 내각관방장관이 회견을 통해 밝히기도 했다.
그러나 임시국회가 개막해 내정과 외교에 중요 과제가 산적한 상황에서, 국회에서 소신을 표명한 이틀 만에 물러난다는 뜻을 발표한 것은 무책임하다는 의견이 잇따랐다. 한편 아소 다로 간사장은 같은 날의 회견에서 기자의 “총리는 언제 사임을 결심한 것인가”라는 질문에서 “이틀 정도 전이라고 하기도 그렇고, 어제라고 하기도 그렇고…”라고 발언해 이틀 전쯤에는 이미 아베 총리가 조만간 사임할 것이라는 사실을 알고 있었음을 밝혔다.
사의를 표한 9월 13일에는 게이오기주쿠 대학병원에 입원하고, 검사 결과 위장 기능 이상의 소견이 보이며 상당히 쇠약해진 상태라고 의사단이 발표했다.
9월 13일 아사히 신문이 실시한 긴급 여론조사에서는 "현안이 산적한 상황에서 소신 표명 직후 사퇴한 것은 무책임하다"는 의견이 70%에 달하기도 했다.
아베의 갑작스러운 사임 소식은 일본 국내뿐만 아니라 해외 언론들도 톱뉴스로 보도하는 등 큰 관심을 보였다. 미국의 CNN은 "일본의 아베 총리가 갑작스럽게 사임", "사임 압박을 견디지 못했다."라고 보도했다. 이 밖에 영국의 파이낸셜 타임스도 "무사도(武士道)가 아니다. 겁쟁이다"라며 비판적인 입장을 보였고, 다른 서방 언론들 중에서도 중요한 외교 일정을 앞두고 사임한 것은 무책임하다는 비판적 의견이 많았다.
또한 파이낸셜 타임스는 "지금 당장 중의원 해산으로 총선거가 치러진다면 제1 야당인 민주당이 정권교체를 이룰 가능성이 높다. 다만, 자민당 지도부와의 갈등으로 탈당한 과거 자민당 비주류 정치인들이 많이 분포하고 있는 민주당이 현재 자민당 정권보다 더 나은 정치를 할 것이라는 보장은 없다"라고 지적했다.

### 총리 퇴임 후

#### 컨디션 회복 후 활동 재개
총리 퇴임 후 위장 이상 문제로 입원하고 있던 게이오기주쿠 대학병원에서 임시 퇴원하여 도쿄 시부야구의 자택에서 요양에 들어갔다.
이후 2007년 11월 13일, 테러특별조치법 표결에 참여하기 위해 중의원 본회의에 참석한 뒤 후쿠다 야스오 총리와 공명당의 오타 아키히로 대표에게 컨디션이 회복됐다고 전하며 사실상 활동 재개를 밝혔다.
2007년 말 산케이 신문과의 인터뷰에서는 "'아름다운 나라' 만들기는 이제 막 시작됐다"며 2008년부터 본격적으로 활동을 재개한다고 밝힌 뒤 "서서히 굳건해지고 있는 양질의 보수 기반을 더욱 넓혀 나갈 것"이라고 답했다.
2008년 1월에는 문예춘추에 수기를 기고했다. 여기서 아베는 2007년 9월 퇴진에 관련해서 "소신 표명 연설에서 컨디션이 안 좋아지는 바람에 연설문 원고 3줄을 건너뛰는 실수를 범했다. 이대로 총리직을 수행하는 것은 불가능하다고 인정할 수 밖에 없었다. 이게 퇴진의 결정적 요인 중 하나였다"라고 고백하는 등 사임의 이유 중에는 건강 문제도 컸음을 밝혔다.
2008년 3월 5일에는 연구회인 "쿨 어스 50 간담회"를 만들어 시오자키 야스히사, 세코 히로시게와 함께 참여했다. 연구회 설립에 즈음해 아베는 "홋카이도 G8 정상회담을 성공시키는 것은 나의 책임"이라고 말한 뒤 이와 관련된 협의회장에 취임했다. 3월 6일에는 소속 파벌인 세이와 정책연구회(마치무라파) 총회에 참석해 "총리로서 1년간 아름다운 나라 만들기에 전력을 다했으나 아쉽게 힘이 미치지 못했다. 나의 사임에 대한 비난도 강했던 것을 알고 있다. 진심으로 사과를 드리고 싶다"라고 말하고 소속 의원들에게 사과했다.
제45회 일본 중의원 의원 총선거에서 민주당에 정권을 내준 직후 열린 2009년 일본 자유민주당 총재 선거에서는 아소 다로와 함께 히라누마 다케오의 복당에 따른 총재 선거 출마를 독려했지만, 히라누마가 출마를 고사하자 무산되고 니시무라 야스토시를 지원했다.

#### 자민당 총재 재취임

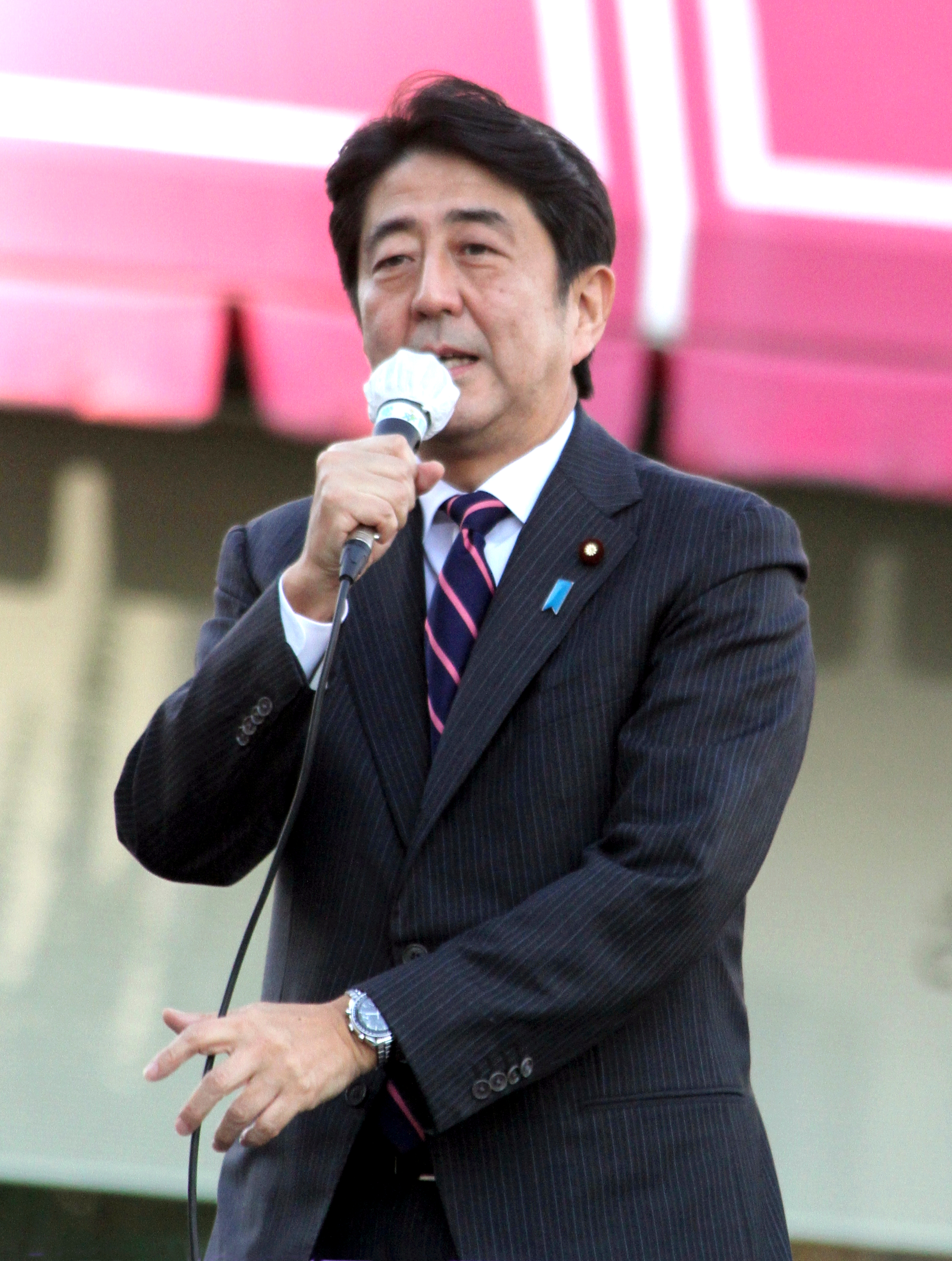
연설하고 있는 아베 신조(2012년)

2012년 9월 12일, 다니가키 사다카즈 총재의 임기 만료에 따라 열리는 2012년 일본 자유민주당 총재 선거에 출마할 뜻을 표명했다. 자신이 소속된 파벌인 세이와 정책연구회(마치무라파)의 회장인 마치무라 노부타카의 출마가 이미 언급되고 있어서 출마에 대한 신중한 결정이 요구되고 있었지만, 아랑곳하지 않고 출마한다. 이로 인해 파벌이 분열되면서 아베는 자신의 파벌에서 충분한 표를 얻지 못하는 상황이 되었고, 5년 전 총리 사퇴 과정에서의 부정적 이미지가 남아 있는 점이 약점으로 작용했다. 또 당시에 당내에서 대중의 인기가 높았던 이시바 시게루가 부상하고 있었던 것, 당내 중진의 도움을 받아 출마한 이시하라 노부테루 등 거물들이 버티고 있었기 때문에 아베는 이들에게 밀리는 형국이 되었다. 그러나 아베 역시 아소 다로, 고무라 마사히코 등 당내 중진 및 유력 파벌의 지지를 바탕으로 9월 26일 열린 본 투표에서 이시바 시게루에 이어 2위를 차지하는 결과가 되었다. 그러나 어느 누구도 과반 득표를 하지 못해 1, 2위 후보를 대상으로 결선 투표를 실시하였는데, 표가 역전되어 아베가 1위를 차지하면서 아베 108표 대 이시바 89표로써 총재에 당선되었다. 한번 사임한 총재가 다시 선출된 것은 자민당 역사상 최초의 일이었고 결선 투표에서 표가 역전된 것은 1956년 12월 이후 처음이었다.

### 2차 집권 시기(2012~2020)

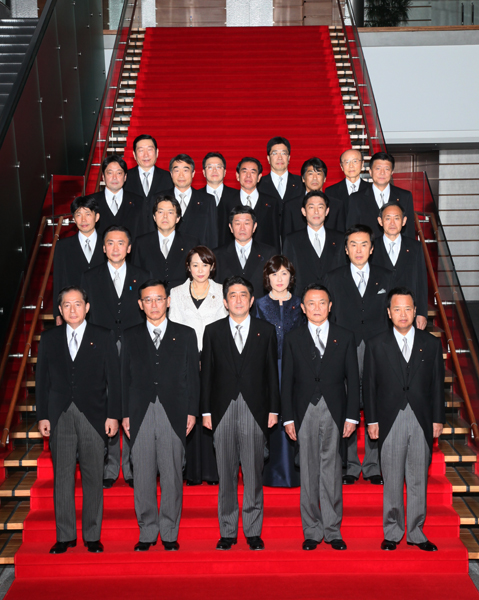
제2차 아베 신조 내각 발족 후의 기념 촬영(2012년 12월 26일)

2012년 12월 16일 실시된 제46회 중의원 의원 총선거에서 자민당이 압승하면서 민주당에 정권을 빼앗긴지 약 3년 3개월 만에 다시 여당 자리를 탈환했다. 이후 12월 26일 국회에서 아베가 제96대 내각총리대신에 선출되면서 제2차 아베 신조 내각이 출범했다. 한 번 재임했다가 사임한 내각총리대신의 재취임은 일본국 헌법 하에서는 요시다 시게루 이후 두 번째이다.
재집권 이후에는 디플레이션을 극복하기 위해 물가 안정 목표를 설정한 다음, 일본은행법 개정도 염두에 두고 양적 완화 조치를 강구하여 계속되고 있는 디플레이션에서 탈출하기 위한 강한 의욕을 드러냈다. "대담한 양적 완화", "기동적인 재정 동원", "민간 투자를 촉진시키기 위한 성장 전략" 등 크게 세 갈래로 나누어진 일련의 경제 정책은 흔히 "아베노믹스"로 일컬어지고 있다. 이 "아베노믹스"라는 단어는 2013년 신어·유행어 대상 탑10에 들어, 아베가 직접 그 상을 수상했다.

#### 2013년 참의원 선거 승리
지난 1차 집권 시기 아베가 참패를 당한 경험이 있는 제21회 일본 참의원 의원 통상선거 이후 참의원에서는 2009년에서 2010년까지의 기간을 제외하고는 집권 여당이 참의원 과반수를 밑도는 "네지레 국회(직역하면 뒤틀린 국회)"가 이어지고 있었다. 그러나 2013년 7월 21일의 제23회 일본 참의원 의원 통상선거에서 자민, 공명 연립 여당이 과반 의석을 확보하면서 이러한 문제는 해소되었다.

#### 2020년 도쿄 올림픽 유치
2013년 9월 7일, 아르헨티나 부에노스아이레스에서 열린 제125차 국제 올림픽 위원회(IOC) 총회에서 도쿄가 2020년 하계 올림픽 및 패럴림픽 개최지로 결정되었다. 아베는 재집권 이후 도쿄 올림픽 유치위원회 최고 고문으로서 각국 정상들과의 회담이나 국제 회의 때마다 도쿄 올림픽 유치를 어필해왔다. 이어 2013년 3월 일본을 방문한 IOC 평가위원회와의 공식 환영 행사에서 연설을 하고 직접 노래를 부르기도 했다. 아베는 1964년 하계 올림픽 개최지가 도쿄로 결정되었을 당시 총리가 자신의 외조부인 기시 노부스케였다는 점을 강조하면서 스스로 IOC 총회에 참석해 프레젠테이션까지 하는 의욕을 보였다. 또 아베는 개최지 결정 직전인 2013년 9월 5일~6일 러시아 상트페테르부르크에서 열린 G20 정상회의에서 도중 이탈해 급하게 부에노스아이레스로 날아와 IOC 위원들에게 지지를 호소하기도 했다. 개최지 결정을 앞두고 프레젠테이션을 하면서는 "후쿠시마에 대해 염려하시는 것에 대해서는 제가 안전을 보증해 드리겠습니다. 상황은 통제되고 있습니다. 도쿄에는 어떠한 악영향도 지금까지 미친 적이 없으며 앞으로도 미칠 일은 없을 것입니다"라고 말했다.
위원장 및 IOC 위원 여러분, 도쿄에서, 지금도, 그리고 2020년이 되어서도 세계 유수의 안전한 도시인 도쿄에서 대회를 열게 되었는데, 이것은 우리들에게 더할 나위 없는 명예일 것입니다.
후쿠시마에 대해서 염려하시는 것에 대해서는, 제가 보증을 해드리겠습니다. 상황은 통제되고 있습니다. 도쿄에는 어떠한 악영향도 지금까지 미친 적이 없으며 앞으로도 미칠 일은 없을 것입니다.
더 말씀드리겠습니다. 다른 어떤 경기장과도 닮지 않은 새 경기장에서 확실한 재정 조치에 이르기까지 2020년 도쿄 대회는 그 확실한 실행이 확증된 것이 됩니다.
하지만 저는 오늘 훨씬 더 중요한 메시지를 가지고 왔습니다. 그것은, 우리 일본인이야말로 올림픽 운동을 실로 신봉하는 사람들이라는 것입니다. 저부터가 하나의 좋은 예라고 할 수 있습니다.
제가 대학에 들어간 것은 1973년으로, 그때 시작한 것이 양궁이었습니다. 왜인지 아십니까? 그 전 해, 뮌헨에서 올림픽 역사로서는 오랜만에 양궁이 올림픽 종목으로 부활한 일이 있었습니다. 저의 올림픽에 대한 사랑은 그때 이미 확고했습니다. 그것이 가장 큰 이유입니다. 지금도 이렇게 눈을 감으면, 1964년 도쿄 대회 개막식의 정경이 생생하게 떠오릅니다. 일제히 맞은 몇천 마리에 달하는 비둘기, 검푸른 하늘의 높이, 5개의 제트기가 그리는 올림픽 고리, 모든 것이 불과 10살이었던 저에게는 눈부신 것이었습니다. 스포츠야말로 세계를 연결한다. 그리고 만인에게 동등한 기회를 주는 것이 스포츠라고 우리는 배웠습니다. 올림픽의 유산이란 건축물만을 말하는 게 아닙니다. 국가적으로 추진한 여러 가지 프로젝트의 이야기만도 아닙니다. 그것은 글로벌한 비전을 가지는 것, 그리고 인간에 대한 투자를 하는 것이라고 올림픽의 정신은 우리들에게 가르쳤습니다.
그렇기 때문에 그 이듬해에 일본은 자원 봉사 조직을 만들었습니다. 넓고, 멀리까지 스포츠의 메시지를 보내는 일에 나섰던 것입니다. 이후 3000명에 달하는 일본의 젊은이들이 스포츠 기술 지도자로 일하고 있습니다. 부임한 국가는 80개국을 뛰어넘는 숫자에 이릅니다. 그들은 활동을 통해서 100만이 넘는 사람들의 심금을 울린 것입니다.
경애하는 IOC 위원 여러분께 말씀드리겠습니다. 2020년에 도쿄를 선택한 것은 올림픽 운동의 하나인 새롭고 힘찬 추진력을 택했다는 것을 의미합니다. 왜냐하면 우리가 실시하려고 하는 "스포츠 포 투모로우(Sports for Tomorrow)"의 새로운 계획 아래, 일본의 젊은이는 더 많이 세계로 나갈 것이기 때문입니다. 학교를 만드는 데 도움을 줄 것입니다. 스포츠 기구를 제공할 겁니다. 체육 교육 과정을 만드는 것을 도와 줄 것입니다. 머지않아, 올림픽 성화가 2020년에 도쿄에 올 때까지 그들은 스포츠의 기쁨을 100개가 넘는 국가에 1000만이 넘는 사람들에게 직접 보내고 있을 것입니다.
오늘 도쿄를 선택한 것, 그것은 올림픽 운동의 신봉자를 정열과 자긍심으로 가득한 견고한 신봉자로 선택한 것에 지나지 않습니다. 스포츠의 힘으로 세계를 보다 나은 곳으로 만들기 위해 IOC와 함께 일하는 것을 매우 사랑하는 나라를 택했다는 것을 의미합니다.

우리들은 여러분과 일할 준비가 되어 있습니다. 감사합니다.— 2013년 9월 7일, 제125차 IOC 총회에서 아베 신조 일본 총리의 프레젠테이션

연설 후의 질의응답에서는 IOC 총회 직전에 밝혀진 후쿠시마 제1 원자력 발전소의 방사능 오염수 누출에 관한 질문이 나왔다. 이에 대해 아베는 "결론부터 말하면 전혀 문제가 없다. (뉴스의) 헤드라인이 아니라 사실을 봐달라. 오염수의 영향은 후쿠시마 제1 원자력 발전의 항만 내 0.3 평방킬로미터 범위 내에서 완전히 차단되고 있다", "건강 문제에 대해서는 지금까지도, 현재도, 장래에도 전혀 문제가 없다. 완전히 문제가 없게 만들기 위해 근본적 해결을 위한 프로그램을 내가 책임지고 결정하는 일에 이미 착수했다"라면서 "아이들의 장래나 일본에 오는 선수들에 대한 책임을 완전히 지겠다"라고 말했다. 그러나 이후 오염수 유출 소식은 끊이지 않았고, 아베의 발언이 도쿄 전력이 공개한 상황과도 달라 상황이 통제되지 못한 것이 드러나면서, 국회에서 야당 의원들에게 집중 추궁을 당하기도 했다. 아베는 이러한 추궁에 대해 "사태는 통제되고 있고, 대응을 하고 있다는 의미에서 '컨트롤'되고 있다고 말씀드린다"라고 항변하였다.
또한 2013년 9월 19일 후쿠시마 제1 원자력 발전소를 시찰한 자리에서 아베는 도쿄 전력 관계자에게 "오염수의 영향을 받는 0.3 평방킬로미터는 얼마만큼인가?"라고 물었고, 이 때문에 총리가 사전에 실제 방사능 오염수의 영향을 받는 범위가 어느 정도인지 모르고 현장에 왔을 가능성이 있다고 교도 통신이 보도했다.

#### 2016년 참의원 선거 승리

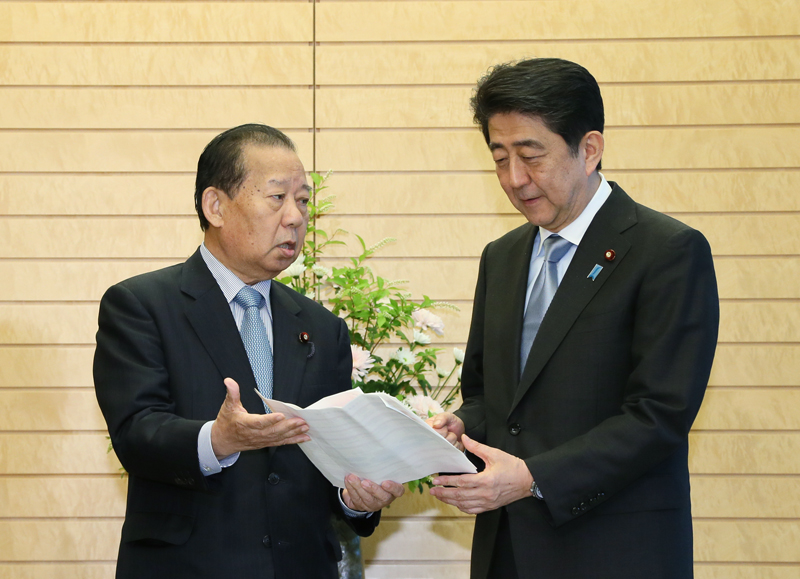
니카이 도시히로 자유민주당 간사장(왼쪽)과 얘기를 나누고 있는 아베 신조(2016년 5월 23일)

2016년 7월 10일 제24회 참의원 의원 통상선거에서는 홋카이도, 도호쿠 지방, 신에쓰 지방, 오키나와현에서 고전했지만 직전 선거를 웃도는 의석을 획득했다. 아베는 "이 선거 결과를 통해 아베노믹스가 신임을 얻었다"라고 주장했다.

#### 2017년 도쿄도의회 선거 패배
2017년 7월 실시된 도쿄도의회 선거에서는 자민당이 종전의 57석에서 23석으로 의석이 줄어들고 대신 도민퍼스트회가 크게 약진하면서, 자민당이 참패했다고 평가받는 지난 2009년 도쿄도의회 선거에서의 38석에도 못 미치는 사상 최소 의석 수에 그쳤다. 이에 대해 아베는 "매우 엄격한 도민의 심판이 나왔다. 자민당에 대한 엄중한 질타를 심각하게 받아들이고 깊이 반성해야 한다"라고 말했다. 패배의 원인에 대해서는 "정권이 출범한 지 5년 가까이가 지나면서 아베 정권이 게을러진 것 아니냐는 비판이 있었을 것이다. 진지하게 받아들여야 한다. 정권을 탈환했을 때의 초심으로 돌아가 전력을 기울일 것"이라고 설명했다.

#### 2017년 중의원 선거 승리
선거 전 의석 수와 같은 284석을 얻어 자민당이 승리했다. 지역구에서 218석, 비례대표에서 66석을 얻었다. 이 선거에서 무소속으로 입후보하려던 3명이 자민당에 입당해 공천을 받았다.

#### 2025년 오사카 세계 박람회(Expo) 유치
2018년 11월 23일, 프랑스 파리에서 열린 국제 박람회 기구(BIE) 총회에서 오사카부가 2025년 세계 박람회(Expo) 개최지로 결정됐다. 아베는 영상 메시지를 통해 "오사카, 간사이, 일본 사람들이 여러분을 맞아 함께 활동하기를 기대하고 있다. 성공은 약속되어 있다"라며 오사카 유치를 어필했다. 개최가 결정되자 아베는 세코 히로시게를 "국제 박람회 담당 대신"으로 임명하였다.

#### 2019년 참의원 선거

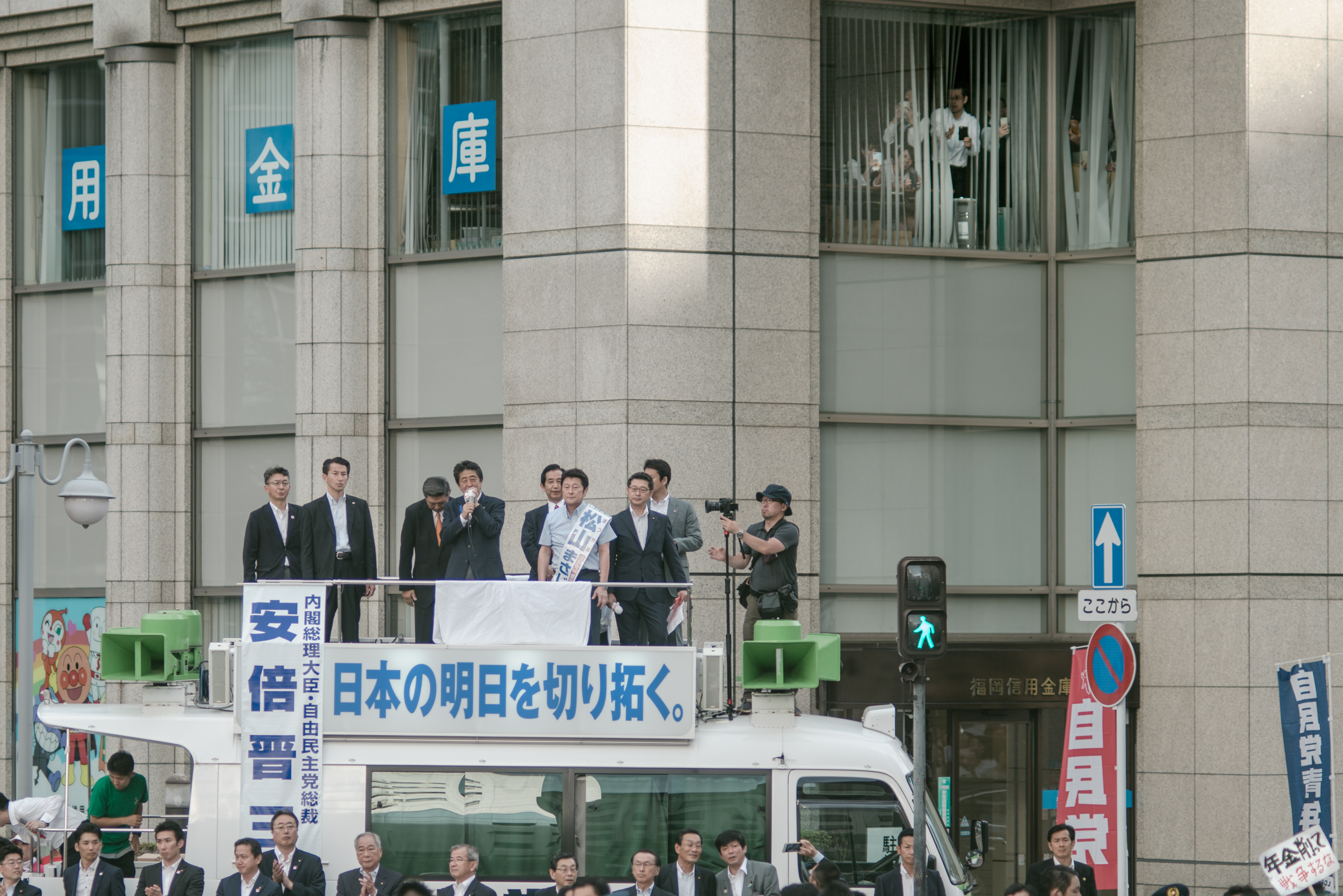
제25회 일본 참의원 의원 통상선거를 앞두고 후쿠오카에서 가두 연설하고 있는 아베 신조(2019년 7월)

자민당이 57석의 개선 의석을 획득하였고, 비개선 의석인 56석을 합쳐 총 113석이 되었다. 연립 여당인 공명당의 28석을 더해 여권 전체 의석수는 141석으로, 참의원 과반수를 유지했다. 그러나 일본 정계의 화두이자 아베 정권의 목표이기도 했던 개헌을 위해 필요한 전체 의석의 3분의 2 확보는 자민·공명 연립 여당과 함께 개헌에 찬성하는 일본유신회와 일부 무소속 의원을 다 합쳐도 3분의 2인 164석에 이르지 못하면서, 개헌 추진에 어려움이 생겼다. 아베는 "국민민주당의 일부 개헌 찬성 세력의 협력을 얻어 조기에 개헌을 추진하겠다"고 밝혔으나, 연립 여당인 공명당에서 개헌 자체에 부정적인 인사가 존재하는 관계로 난항에 빠졌다.

#### 총리 통산·연속 재임기간 기록 경신

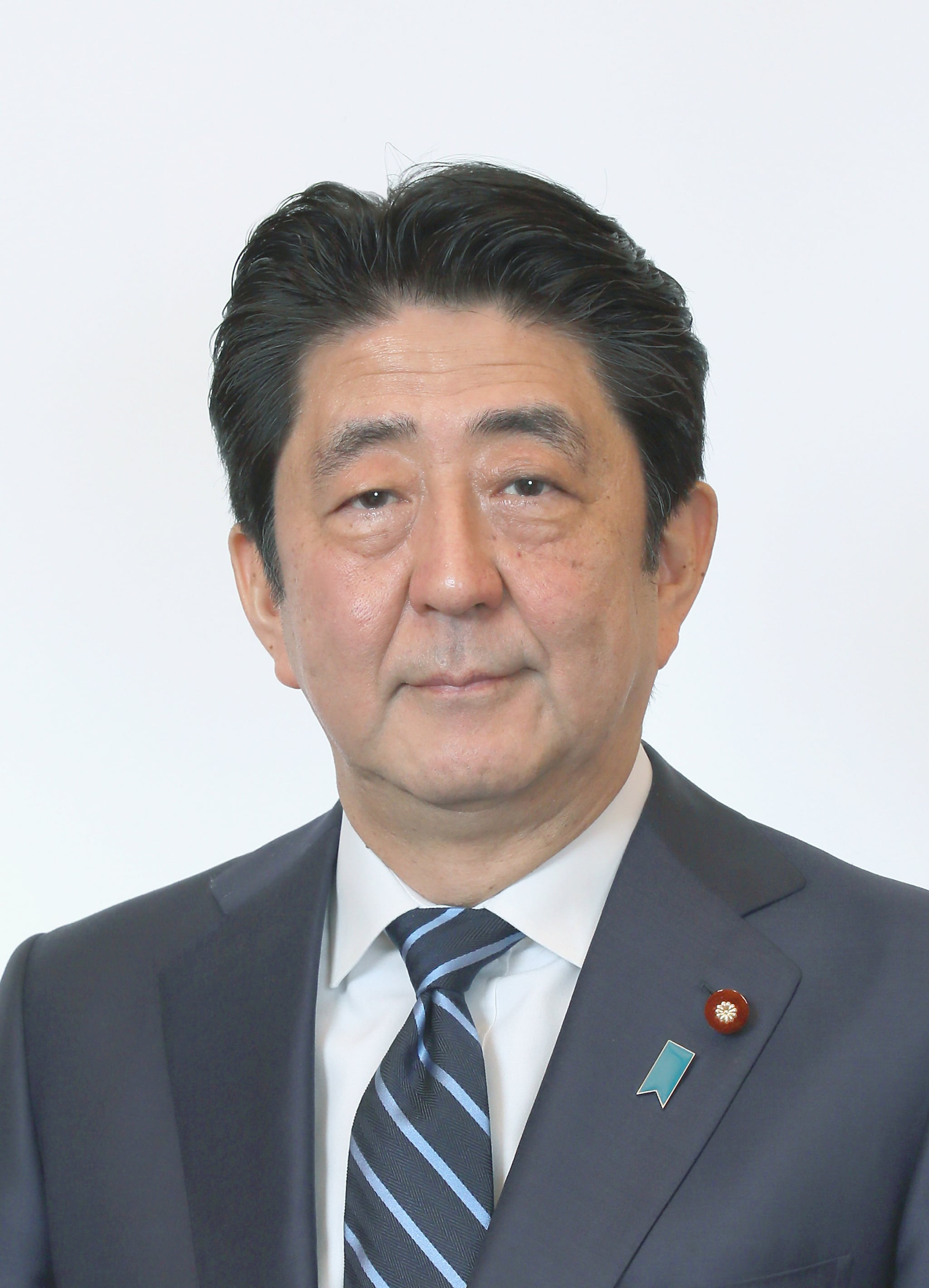
내각 홍보실에서 공표된 초상(2020년)

2019년 11월 20일, 내각총리대신 통산 재임일수가 2,887일이 되어 이전까지 최장이었던 가쓰라 다로의 2,886일을 제치고 1위를 차지하였다. 2020년 8월 24일에는 연속 재임일수가 2,799일을 돌파하여 이전까지 최장이었던 사토 에이사쿠의 2,798일을 제치고 1위를 차지하였다.

#### 코로나19 범유행에 대한 대처 실패와 각종 논란
코로나19 발병 초기, 아베는 1월 27일 제201회 국회 · 중의원 예산위원회 · 2019년도 추경 예산 심의에서 일본 내에서 감염이 확인된 경우 감염증 예방 및 감염증 환자에 대한 의료에 관한 법률(감염법)에 따라 강제 입원 등의 조치를 취할 수 있는 지정 감염증(指定感染症)에 대한 방침을 표명해 대처에 나섰다. 2월 5일 다이아몬드 프린세스호에서 다수의 확진자가 속출하자 정부 차원에서 대처하지 못해 논란이 일었다. 또 통계에서 프린세스호 내 확진자들을 제외시키는 등으로 비판을 받았다.
3월 5일 아베는 3월 9일부터 한국, 중국에서 오는 항공기는 나리타 공항과 간사이 공항에만 착륙할 수 있게 하고 한국인과 중국인 입국자들을 2주간 격리시키도록 하는 방침을 내놓았다. 또 입국금지 제한 조치 지역을 대구광역시와 청도군에서 경북 일부 지역으로 확대하고, 한국, 중국의 비자를 3월 말까지 효력을 정지시키도록 했다. 그러나 이 방침에 대해 우려의 목소리가 나오고 있으며 대한민국 정부도 일본인의 한국 무비자 입국을 중단하고, 기존 일본의 비자 효력 정지를 감행한데 이어 일본 전역의 여행경보를 2단계(여행유의)로 상향하면서 똑같이 대응하였다.
3월 30일에는 본래 2020년 치러질 예정이었던 2020년 하계 올림픽을 1년 연기하면서 하계 올림픽 최초로 연기된 사례가 되었다. 4월에는 코로나19에 대한 첫 긴급사태를 선언했고, 5월 4일에는 긴급사태를 5월 31일까지 연기하면서 이에 대한 대국민 사과를 진행했다.
5월 11일 검사장과 검사총장 정년을 3년간 연장할 수 있도록 하는 검찰청법 개정안이 발표되자 국민들은 검찰청법 개정안에 항의하는 운동을 벌였고, 5월 14일 39개 현에 긴급사태 조치를 해제하라는 명령을 지시했다. 5월 18일 일본 내 여론을 받아들여 검찰청법 개정안을 보류 처리시켰다. 하지만 지지율은 30% 대까지 떨어지면서 심각한 위기를 맞았다.

#### 총리직 사임

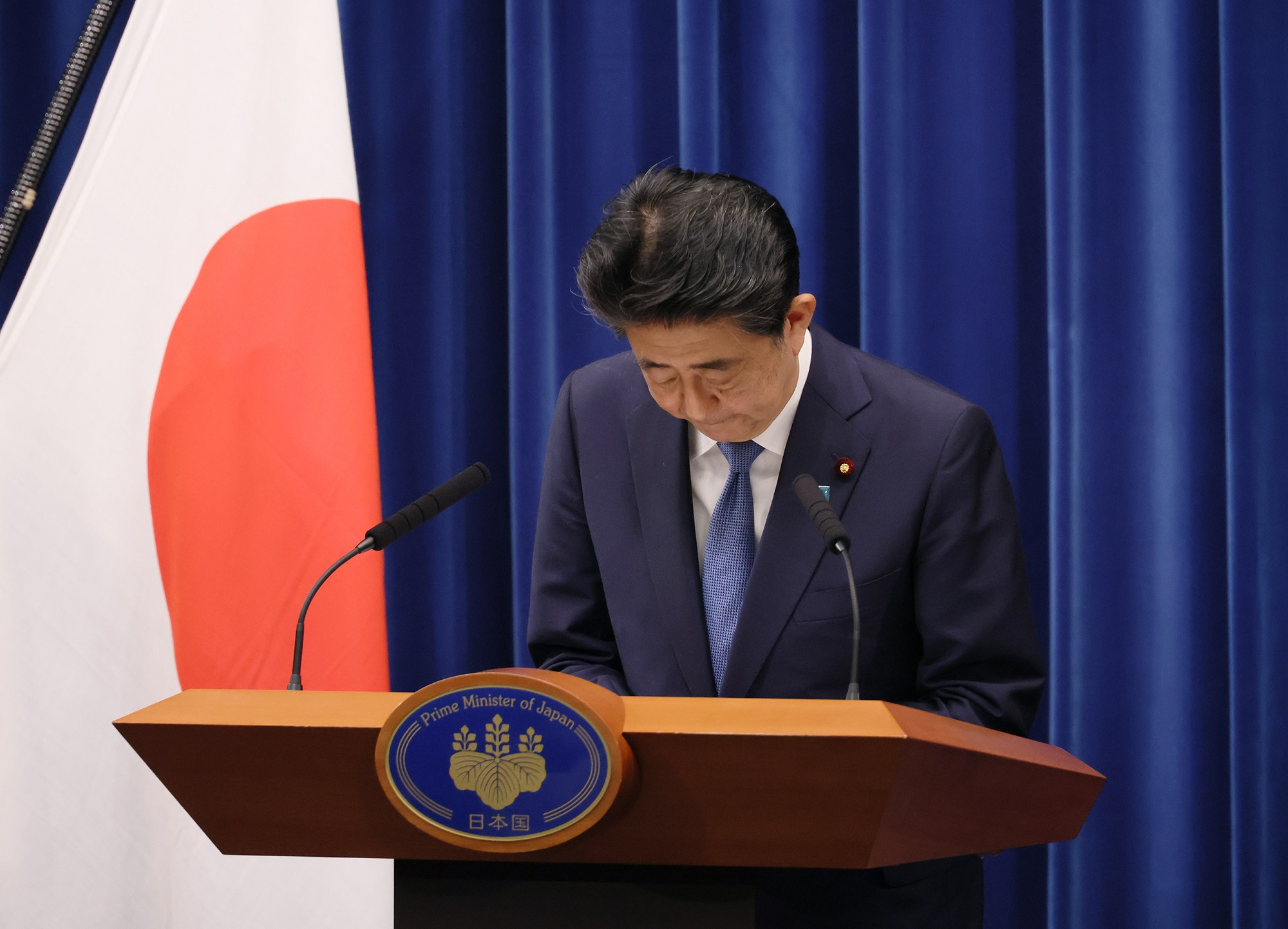
기자회견에서 사의를 표명하는 아베
(2020년 8월 28일)

2020년 8월 28일, 지병인 궤양성 대장염의 악화로 총리직 수행과 국정 운영에 차질을 빚는 사태를 막기 위해 총리직에서 사임하기로 뜻을 굳혔다는 여러 언론의 보도가 나왔고, 이후 총리대신 관저에서 열린 임시 각의(국무회의)에서 사임 의사를 밝혔다.
이어 오후 5시에 관저에서 열린 기자회견에서 아베는 공식적으로 사임을 표명하고, "여러 정책이 실현되는 와중에, 그리고 코로나19라는 재난 속에서, 직에서 물러나는 것에 대해 국민 여러분께 진심으로 사과드린다"고 말했다. 또 집권 기간을 회상하며 "북조선(조선민주주의인민공화국) 납치 문제를 해결하지 못한 것은 뼈아픈 일이다. 러시아와의 평화 조약, 헌법 개정 등의 뜻을 이루지 못하고 직을 떠나 장(腸)이 끊어지는 심정이다"라고도 했다. 다만 후임 총리가 임명될 때까지는 총리직과 자민당 총재직을 유지할 것임을 밝혔다. 향후의 정치 활동에 대해서는 "국회의원으로서 활동을 계속해 나가고 싶다. 차기 정권이 들어선 뒤에도 한 명의 자민당 의원으로서 협력하고 지원해 나가겠다"고 말했다.
한편 한 기자가 아베에게 후임 총리로 거론되는 인물들에 대한 평가를 묻자 "모두가 유망한 분들이며, 내각과 당에서 함께 일했던 분들이다. 서로의 정책을 두고 경쟁을 벌이다 보면 아마 훌륭한 분이 결정될 것이다. 그 분이 누구인지에 대한 것은 제가 드릴 말씀이 아니다"라며 말을 아꼈다.
따라서 자민당은 현직 총재인 아베의 중도 사임으로 남은 임기 1년을 채울 총재 보궐선거를 실시하게 되었다. 아베는 새 총재 선출 시기와 선거 방식의 결정을 전적으로 니카이 도시히로 간사장에게 맡겼다. 니카이 간사장은 총재 선거에서 전당원 투표는 생략하고 양원(중의원, 참의원) 의원총회에서 총재를 선출하는 '약식 선거'를 실시하는 방향으로 조정할 뜻을 밝혔다. 따라서 전당원 투표를 실시하지 않는 대신 각 도도부현(광역자치단체) 지부 연합회 대표만이 투표에 참여하게 되었고, 2020년 9월 14일 진행된 투개표를 통해 스가 요시히데가 새 총재에 선출되었다.

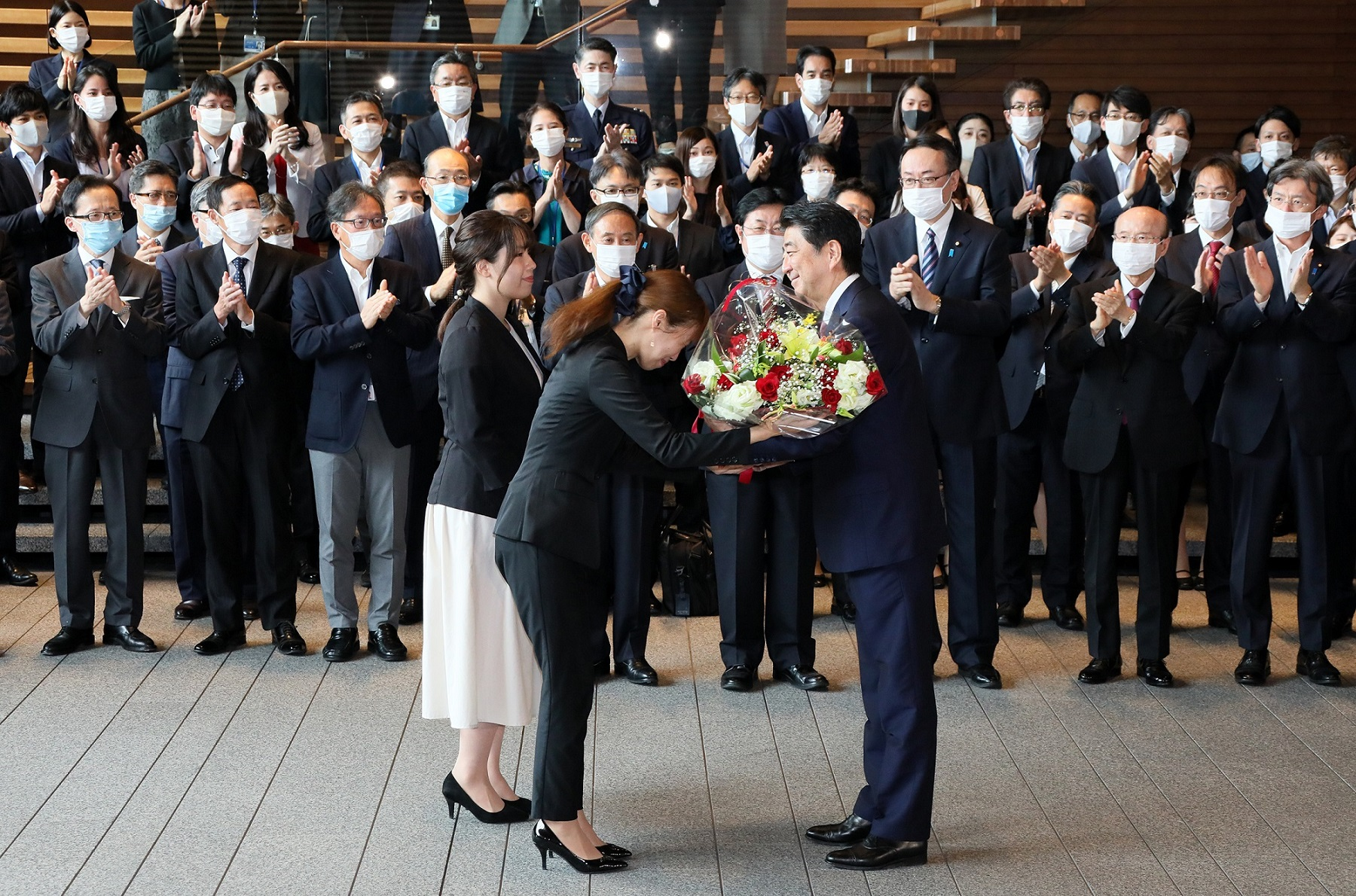
내각총사직 때 꽃다발을 받는 아베
(2020년 9월 16일 총리관저)

2020년 9월 16일 오전, 아베는 각의(국무회의)를 소집하고 내각 총사퇴를 의결했다. 같은 날 국회에서 스가 요시히데가 새 총리에 지명되었고, 오후 6시경 황거(황궁)에서 스가가 나루히토 천황의 임명장을 받고 총리직에 취임하면서 아베는 총리직에서 물러났다. 연속 재임일수는 2,822일, 통산 재임일수는 3,188일을 기록했다.

### 두 번째 총리 퇴임 이후
두 번째 총리 사임 후 3일 후인 2020년 9월 19일, 총리 재임 중에는 1회 한계였던 야스쿠니 신사에의 참배를 7년 만에 실시한다. 다음달 19일에도 참배했다.
11월 16일, 일본 방문 중인 토마스 바흐 IOC 회장이 아베에게 국제 올림픽 위원회(IOC)의 공로장인 올림픽 오더의 금장을 주었다.
2021년 1월 25일, 인도 정부로부터 파드마 비부샨을 수여받았다.
3월 22일 세계 민족의 평화적 공존 등에 공헌한 정치가를 표창하는 미국 재단 'Appeal of Conscience Foundation'에서 '세계의 정치가'로 선출되었다.
4월 12일, '탈탄소 사회 실현과 국력 유지·향상을 위한 최신형 원자력 리플레이스 추진 의원 연맹'의 고문에 취임한다. 20일, 당헌법 개정추진본부의 최고 고문으로 취임(고무라 마사히코는 유임).
7월 21일, 2일 후에 개최되는 도쿄 올림픽 개막식에 대회 조직위원회의 명예 최고 고문으로 출석 예정이었지만, 무관객이 된 것 등을 받아 출석을 보류했다.
9월 9일, 스가 요시히데의 후임인 제100대 총리를 결정하는 자민당 총재 선거(9월 29일 투개표)에서는 고노 다로 규제 개혁 담당 대신, 기시다 후미오 전 정무조사회장, 다카이치 사나에 전 총무대신, 노다 세이코 간사장 대행으로 4명이 입후보한 가운데, '아베는 다카이치 사나에 지지'라고 보도되어, 자신의 트위터 등에서도 첫 여성 총리 탄생을 목표로 다카이치 지지를 표명하고 있었다. 그러나 결과는 기시다가 당선되었고, 다카이치는 정무조사회장으로 발탁되었다.

### 연설 중의 총격 사건
2022년 7월 8일 오전 11시 30분경, 나라현 나라시에서 세이와 정책연구회의 일원인 사토 게이의 참의원 선거 유세를 돕기 위해 야마토사이다이지역 부근에서 연설을 하던 도중에 해상자위대 자위관 출신인 야마가미 데쓰야의 총격을 받았다. 피습 직후 헬리콥터로 가시하라시의 나라현립의과대학 부속병원으로 이송되었지만 이송 도중 심정지 상태로 위중한 상태에 빠졌다. 이후 오후 5시 3분경 심장 및 대혈관 손상으로 인한 과다 출혈로 사망했다. 자유민주당은 5시 46분경에 아베가 공식적으로 사망했다고 발표했다.

### 사후

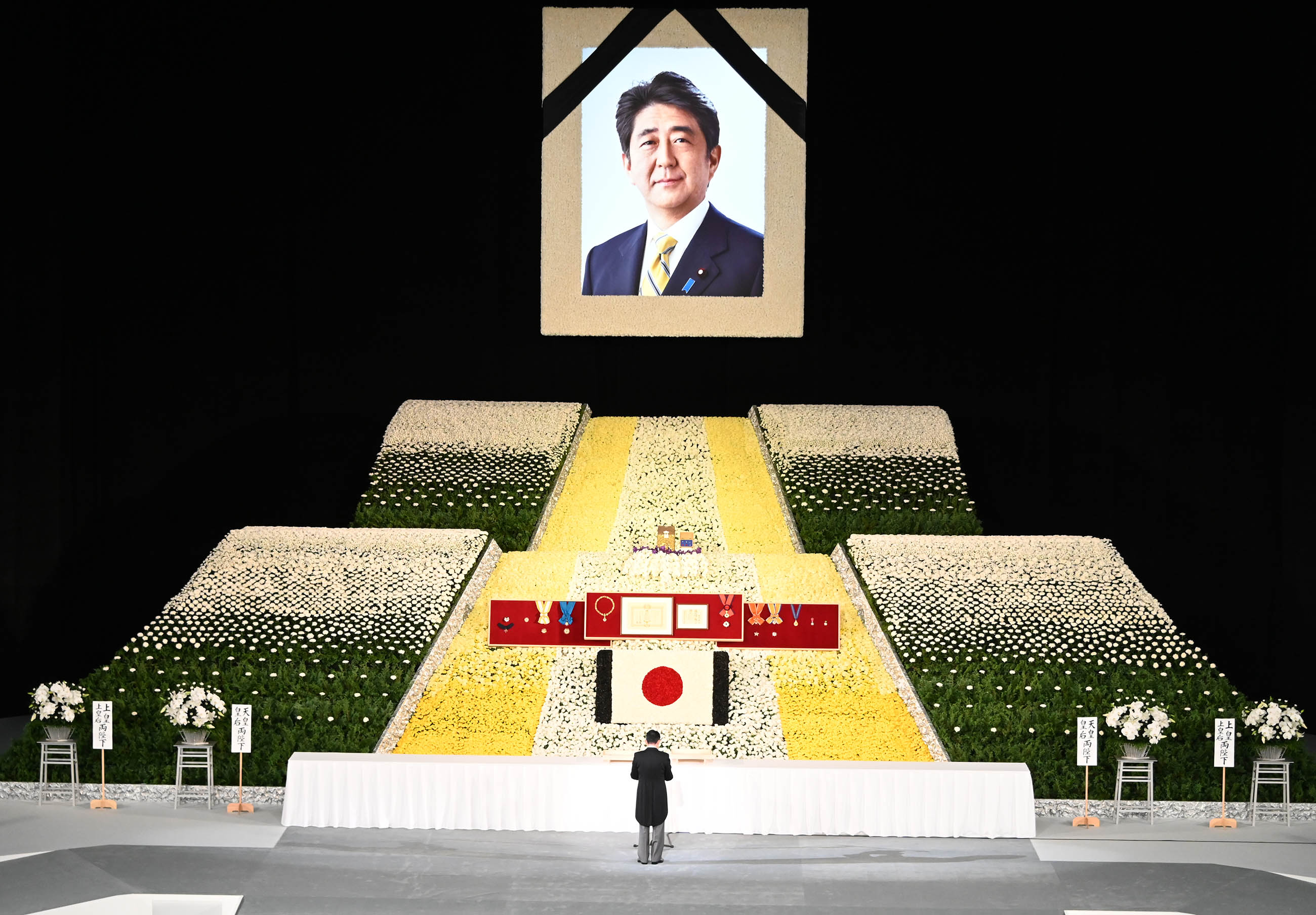
故 아베 신조 국장식에서 추도사를 하는 장의위원장 기시다 후미오

같은 해 7월 14일 기시다 후미오 총리는 기자회견에서 같은 해 가을에 아베의 국장을 치를 뜻을 밝혔다. 7월 22일 정부는 일본무도관에서 9월 27일 국장을 치르기로 결정했다. 그 후, 국장은 예정대로 거행되어 전후 일본에서는 천황·황후를 제외하고 요시다 시게루 이래 2번째가 되었다.
기시다의 국장 실시의 표명을 받아 야마구치현 지사 무라오카 쓰구마사는 7월 15일, 기자단의 취재에 응해 아베의 현민장을 실시할 생각을 나타냈다. 8월 3일 아내 아키에는 야마구치현청을 방문해 무라오카와 면회했다. 아키에의 승낙을 얻을 수 있었기 때문에, 무라오카는 같은 날, 시모노세키시에 있는 현 국제 종합 센터 '해협 메세지 시모노세키'에서 현민장을 10월 15일에 실시할 방침을 재차 말했다.
같은 해 8월 29일 자민당의 두 의원연맹인 '보수단결모임'과 '산업과 전통문화 등에 대한 삼베를 쓰는 공부회'는 중앙당에서 각각 모임을 갖고 아베를 '영구고문'으로 선임했다.
세계평화통일가정연합(구. 통일교)은 같은 해 8월 12일에 서울에서 연 국제회의에서 아베를 특별히 추모했다. 트럼프 전 미국 대통령은 10분에 걸친 영상 메시지를 보내 "아베 전 총리는 좋은 친구이자 위대한 인물이었다. 사람들은 그를 그리워할 것이다. 깊은 애도를 표한다"고 말했다. 또 교단은 9월 7일 한국 신문 13개에 성명문이라는 제목의 전면광고를 게재했다. "불의의 서거를 맞은 아베 신조 전 총리에 대해 깊은 애도를 표합니다." "아베 전 총리의 숭고한 희생을 가정연합은 절대 잊지 않겠습니다."라며 재차 아베의 죽음을 애도했다.

## 정책 및 정치적 입장

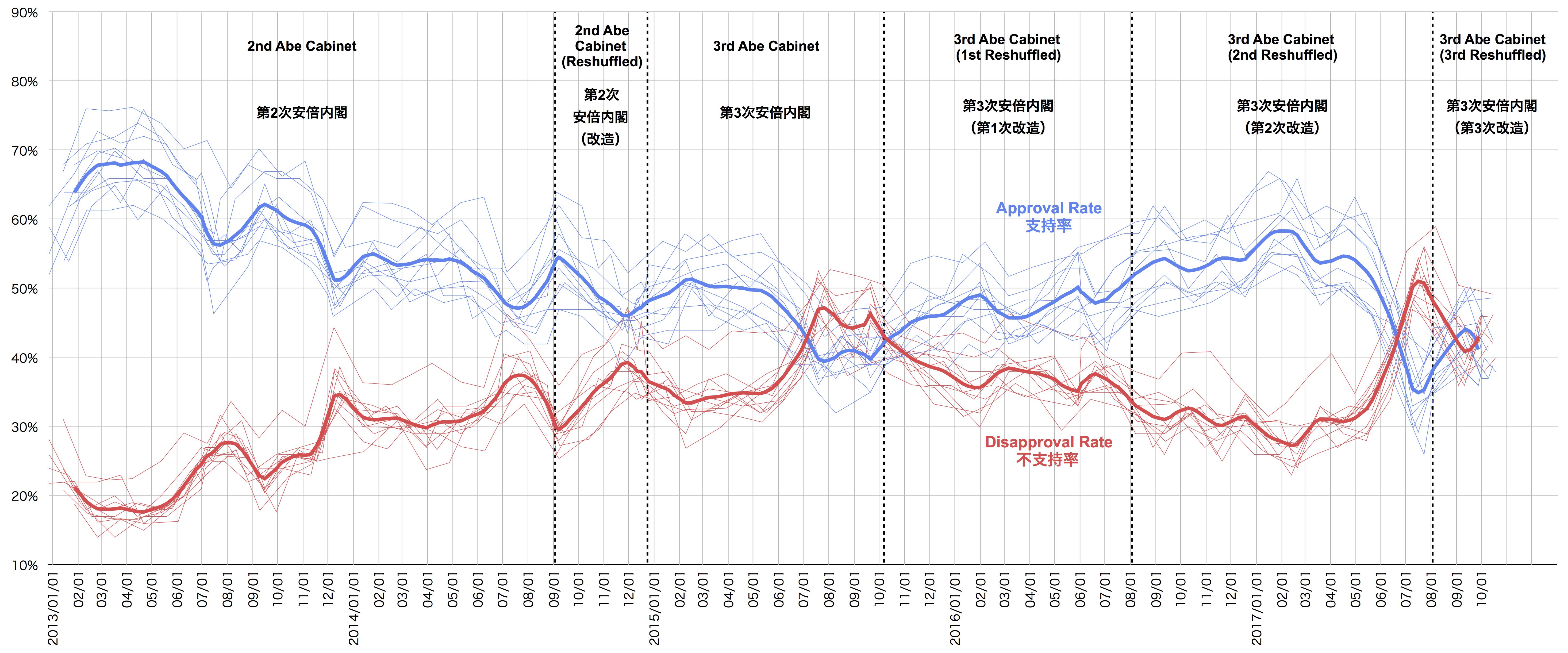
아베 신조 내각의 지지율

### 황실
황실전범의 해석
"황위 계승은 남자 황족만 할 수 있도록 황실전범에 규정되어 있다"며 "여자 황족은 그러한 역할(천황)을 담당할 수 없다"라고 말했다.
천황 생전 퇴위
2016년 8월, 천황 아키히토가 황위를 생전에 장남 황태자 나루히토 친왕에게 물려주겠다는 뜻을 표명하자마자, 일본 정부는 급히 학자 등으로 구성된 전문가 회의를 마련했다. 이런 회의를 마련한 이유는 일본국 헌법 및 법률 어디에도 천황의 생전 퇴위에 관해 규정하고 있는 부분이 없었기 때문에 시급히 대책을 마련해야 했기 때문이다. 이 회의에서 논의한 결과 및 아베 내각의 의견 모두 황실전범 개정을 통한 생전 퇴위는 개정된 황실전범의 위헌 가능성 여부 등을 모두 검토하는 데 꽤 오랜 시간이 걸리기 때문에 부적합하고, 대신 이에 관한 특별법을 제정해 최대한 빠른 시일 내에 천황의 생전 퇴위에 관한 법률적 근거를 마련하기로 했다. 그런데 나루히토가 즉위하게 될 경우 나루히토에게는 딸만 하나 있고 아들이 없기 때문에 황위를 계승할 직계 후손이 사라지게 되므로, "남자 황족"만 황위를 계승할 수 있도록 한 현행 황실전범을 개정하여 여성도 천황에 오를 수 있도록 해야 한다는 주장이 힘을 얻게 된 상황에서 2017년 1월 26일, 중의원 예산위원회에서 호소노 고시 의원의 비슷한 맥락의 질문에 대해 아베는 "당연히 황실전범도 필요하다면 개정한다"라고 답변했다. 이후 2017년 4월 21일 전문가 회의는 최종 보고서를 아베에 제출했다. 이 보고서의 내용을 바탕으로 아키히토의 퇴임 후의 호칭 및 제도 설계 등이 포함된 퇴위 특례 법안이 발의됐다. 이후 이 법안은 중의원의 의결을 거쳐 2017년 6월 7일 참의원 특별위원회에서 통과된 뒤, 6월 9일 최종적으로 참의원 본회의에서 의결을 얻어 공포되었다. 이와 함께 참의원 본회의에는 특별위원회에서 채택된 "여성 궁가(결혼한 여성 황족이 거처할 수 있는 공간)의 창설" 등의 검토를 정부에 요구하는 결의도 보고되었다. 아베는 총리 관저에서 기자들과 만난 자리에서 "정부는 국회의 논의, 그리고 위원회의 부차적 결의를 존중하면서 실수 없이 황위 계승을 이뤄내기 위해 준비해 나갈 것"이라고 강조하였고, 황위 계승에 대해 "안정적인 황위 계승은 매우 중요한 과제다. 부차적 결의를 존중하며 검토를 해 나간다"라고 말했다.

### 국가관
"아름다운 나라"
1차 집권 시기 직전인 2006년 7월 19일, 자신의 정치 신념에 대해 자필한 《아름다운 나라에》를 출판하였는데 10쇄 발행에 51만 부 이상 팔린 베스트셀러가 됐다. 정부 슬로건도 "아름다운 나라 일본을 만든다"로 하였으며, 내각의 이름도 "아름다운 나라 만들기 내각"으로 명명하는 등 "아름다운 나라"라는 자신의 슬로건을 폭넓게 활용하는 모습을 보였다. 또한 본인이 전후 세대 첫 총리임을 강조하며 아베 정권의 의의에 대해 "전후 체제로부터의 새로운 출발"이라고 평가하고 있다. 현행 일본국 헌법 하에서 정점을 찍은 행정 시스템과 교육, 경제, 안전 보장 등 사회의 틀이 이제는 시대의 변화를 따라갈 수 없게 되었다면서 이러한 틀을 과감히 개혁하겠다는 것이다. 고이즈미 전 총리의 구조 개혁에 우호적이며, 이를 아베 정권에서도 계승하여 더욱 가속화할 것임을 밝혀왔다. 그러나 좌익 성향 언론인들은 《주간금요일》에 출연하여 "정권 출범 초기부터 집단적 자위권을 용인하고 미국을 추종하는 군국주의적 체제를 구축하고 있다"는 비판을 가하기도 했다.
세계화
정치인이 된 이후로 일본의 시장을 개방하여 열린 나라로 만들겠다는 일관된 철학을 가지고 있으며, 정부의 성장 전략 중 하나로 "인재와 산업을 포함한 철저한 세계화"를 제시하고 "이제 국경과 국적을 따지던 시대는 지났습니다"라고 발언하는 등 "세계에 대해 어디까지나 전면 개방적 자세를 취하는 일본"을 추구하고 있다. 아베는 "세계의 인재, 자금, 기술을 활용해 일본의 성장으로 연결시키기 위해서라도 일본 내의 철저한 세계화를 추진해야 한다"라고 표명했으며, 그 구체적인 예로는 CT, MRI 등의 의료 기술이나 다른 최첨단 의료 기술 및 철도 인프라 등의 해외 진출 성장 전략을 말했다. 2006년의 연설에서 아베는 "사람, 물건, 돈, 문화, 정보의 흐름에서 일본이 아시아와 세계의 교량 역할이 되겠다"며 "'아시아 게이트웨이 구상'을 추진한다"라고 밝혔다. 또한 "세계 최고의 비즈니스 친화적 국가로 만들겠다고 우리는 계속 말해왔다. 그 점에서 싱가포르를 따라잡을 것이며 가능하면 추월도 하고 싶다. 진지하게 그렇게 생각하고 있다"며 "(미일) 양국이 TPP를 만드는 것은 역사적 필연이다"라는 입장을 보이며 글로벌 기업의 활동에 있어서 국경을 없애는 것을 목표로 하고 있다. 2014년 4월에는 총리대신 관저 홈페이지에 "기업 활동의 국경, 없앱니다.", "글로벌 기업은 관세 장벽 등 국내외 시장에 자리잡은 제도적 어려움을 해결하여 보다 자유롭게 활동하게 될 것입니다"라는 글을 쓰기도 했으며, 이후 "나는 일본을 미국처럼 벤처 정신이 넘치는 '창업 대국'으로 만들어 나가고 싶다."라고 말하기도 했다.
의원 정수 삭감
2016년 2월 19일, 국회의원 정수 삭감에 대해 "꼭 실현할 것이다. 2020년 인구 조사 때까지 미루지 않을 것이다. 이것은 자민당 총재로서의 방침"이라고 말해 자민당이 공식 제시한 안보다 더 큰 폭으로 삭감이 이루어질 수 있음을 밝혔다.

### 지방 자치
구조 개혁과 함께 지방 분권 개혁(도주제)를 추진하겠다고 밝혔다. "지방 경제 활성화"는 아베 정권의 주요 경제 정책 중 하나로, 일명 "로컬 아베노믹스"라 불린다. 구체적으로는 정부 기관의 지방 이전이나 각종 경제특구의 설치 등의 방안이 거론되고 있다.
국가 전략 특구
"암반 규제" 개혁을 위한 방법으로 산업의 국제 경제력을 강화하는 동시에 국제적 경제 활동의 거점을 형성한다는 관점에서 국가가 정한 "국가전략 특별구역"을 설치해 규제를 완화해주는 정책을 시행하고 있다.
구조 개혁 특구
현실에 맞지 않는 규제가 민간 기업의 경제 활동이나 지방자치단체의 사업을 방해하는 문제가 발생하면, 지역을 한정하여 문제가 된 규제를 개혁하는 구조 개혁을 추진하고 각 지역을 활성화시키는 것을 목적으로 한 특구로 2002년 "구조 개혁 특구"가 신설되었다. 해당 지역의 자연적, 경제적, 사회적 조건을 활용한 지역 활성화를 실현하는 데 방해가 되는 규제를 없애는 방법으로 이러한 "구조 개혁 특구"의 활용을 강조하고 있다.
도주제 특구법 제정 및 도주제 추진
2006년, 도주제를 도입을 촉진시키기 위한 "도주제 특별 구역의 광역 행정 추진에 관한 법률"을 제정, 시행하였다. 도주제의 도입에 대해서도 2007년, "도주제는 지방 분권의 총 완성"이라고 설명한 뒤 도주제가 지방 행정 제도의 최종 형태로서 가장 바람직하다는 입장을 표명했다.

### 외국인 정책

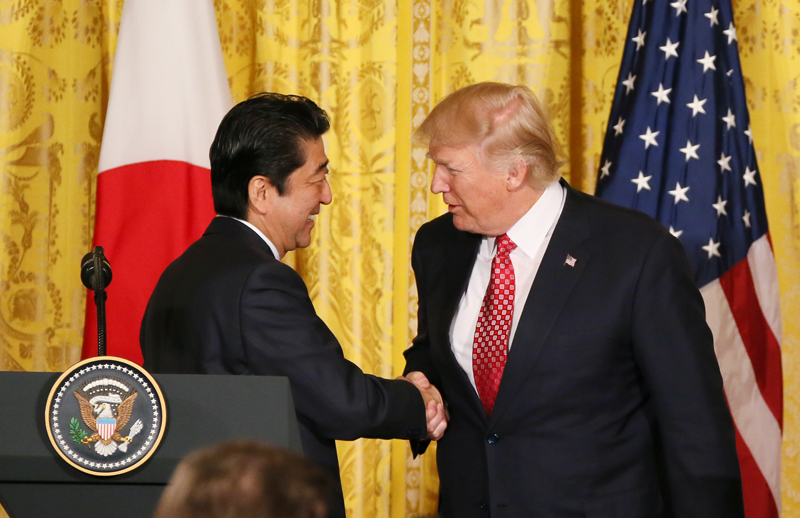
도널드 트럼프 미국 대통령과 악수를 나누는 아베 신조(2017년 2월)

중국으로부터 국비 유학생을 대폭 수용하는 문제
2005년, 도쿄도에 위치한 센슈 대학에서 열린 강연에서 아베는 "중국에서 온 국비 유학생 수가 아직은 적다. 과감히 늘려서 반일 감정이 강한 중국에 일본에 대해 알릴 수 있도록 우리가 노력해 나가지 않으면 안 된다"라고 말했고, 총리 취임 후 "아시아 게이트웨이 구상"에 따른 국비 유학생의 대폭 수용, 일본 체류 자격 규정의 재검토, 유학생의 취직을 장려하는 정책을 추진하고 있다.
출입국 관리, 난민 인정법 개정안 의결
2014년 3월 11일, 정부는 고급 인재로 인정받은 외국인이 영주권을 취득받기 위해서 필요한 최소 체류 기간을 3년으로 단축하고, 부모나 동반인에 대해서도 쉽게 영주권을 인정해 주도록 하는 출입국 관리 및 난민 인정법 개정안을 각의(국무회의)에서 최종 의결하였다. 아베는 여성의 사회 진출 장려의 관점에서 가사와 간병 분야에 대해서도 외국의 인재를 적극 활용할 것을 지시했다.

### 포경(고래잡이) 문제
2018년 12월 26일, 30년 만에 포경(고래잡이)에 대한 금지 해제와 동시에 국제포경위원회(IWC)에서 탈퇴를 결정하면서 일본으로서는 이례적으로 국제 기구에서 탈퇴하게 되었다. 국제적 비판을 피할 수 없음에도 이러한 결정을 내린 데에는 각각 "근대 포경의 발상지"로 불리는 야마구치현 시모노세키시를 지역구(야마구치현 제4구)로 두고 있는 아베와 "고식 포경의 발상지"로 불리는 와카야마현 다이지정을 지역구(와카야마현 제3구)로 둔 니카이 도시히로 자민당 간사장이 포경에 대해 강경한 입장을 보이는 지역구 여론을 무시하지 못했다는 분석이 일본 언론 내에서 나오고 있다.

### 헌법 개정
2006년 자민당 총재 선거에 출마한 아베는 시행 60주년을 맞은 일본국 헌법을 개정하겠다고 선언하였고, 총리에 취임해서는 국회에서 "현행 헌법은 일본이 연합국에 점령 당한 기간 동안 제정되어 60년이 지났기 때문에 현 시대와는 맞지 않으므로, 21세기에 걸맞는 일본의 미래 모습과 이상을 헌법에 반영해 나가는 것이 필요하다고 생각한다."며 헌법 개정의 필요성을 강조했다. 또한 "나는 국회의원이 된 당초부터 개헌론자이며, 3가지 관점에서 헌법을 개정해야 할 필요가 있다고 생각한다. 그 중 첫 번째 이유는, 현행 헌법은 법 분야 전문가들이 참여하지 않은 채 단지 연합군 최고사령부(GHQ)에 의해서 2주 만에 대충 만들어졌고, 무엇보다도 법을 만드는 데 있어 반드시 거쳐야 하는 정식 제정 절차를 거치지 않았기 때문이다"라고 말했다.

...(전략)
기요미야: "헌법 개정" 문제에 대해 기본적인 생각은 어떤지, 또 이 문제에 대해 향후에 어떻게 대응해 나갈 생각입니까?
아베: 2년 전에 제가 (자민당) 간사장에 취임했을 때 두 가지를 약속했습니다. 하나는 "자민당을 완전히 바꾸어 놓는 당 개혁을 제대로 해내겠다. 자유민주당 창당 50주년 때에는 당의 새로운 이념과 강령을 만들어 발표한다"는 것이었습니다. 두 번째는 "그와 동시에 헌법 개정안 초안 구상을 마무리하겠다. 그것은 단지 헌법의 일부분만을 바꾸는 게 아니라 완전히 백지 상태에서 헌법 전문부터 끝까지 모두 바꿀 방안을 내놓겠다"는 것이었습니다. 그리고 약속대로 지난해 11월 창당 50주년을 맞아 모리 요시로 헌법개정 기초위원장이 초안을 발표했습니다. 저는 국회의원이 된 당초부터 개헌론자였으며, 3가지 관점에서 헌법을 개정해야 할 필요가 있다고 생각합니다. 그 중 첫 번째 이유는, 현행 헌법은 법 분야 전문가들이 참여하지 않은 채 단지 연합군 최고사령부(GHQ)에 의해서 2주 만에 대충 만들어졌고, 무엇보다도 법을 만드는 데 있어 반드시 거쳐야 하는 정식 제정 절차를 거치지 않았기 때문입니다. 두 번째는 60년이 지나면서 세계 정세도 크게 바뀌었고 새로운 가치관도 생겨났는데, 헌법 제9조를 포함해서 지금 시대와는 맞지 않는 조항이 몇 가지 있기 때문입니다. 세 번째는 국가의 형태를 어떻게 할 것인가, 21세기에 걸맞는 새로운 헌법을 만들기 위해 (현행 헌법은) 우리 스스로의 손으로 바꾸어 가는 것이 맞고, 이 모두 국민적 논의를 해야 한다는 그 정신이야말로 새로운 시대를 개척할 수 있게 만듭니다. 그러기 위해서는 "백지"에서부터 헌법 개정을 논의하는 것이 필요하다고 생각합니다. 자유민주당의 방안은 이미 마련됐지만 헌법 개정에는 넓고 깊은 논의가 필요한 만큼 시간이 필요할 것입니다. 다음 내각에서는 헌법 개정이 그야말로 엄청난 국정 과제가 될 것이 틀림없습니다.
기요미야: 헌법 개정이 이뤄진다면 그 개정이 이뤄지는 시점으로는 대충 어느 정도를 목표로 합니까?
아베: 매우 어려운 질문이네요. 굳이 말하자면 지금부터 최소 5년 이상은 걸릴 것이라고 생각합니다.
(후략)...
— 2006년 5월 24일, 도쿄도의 한 호텔에서 열린 기요미야 류(清宮龍) "국내외 뉴스 도쿄 간담회" 회장과 아베 신조(당시 내각관방장관) 간의 대담 내용 중 일부

현행 헌법 전문에 대해서는 "패전국의 애처로운 사과문", "볼썽사납다"라고 주장하고 있다. 2017년 5월 3일, 민간 단체의 심포지엄에 보낸 영상 메시지에서 새 헌법의 시행 시기를 2020년으로 하고 싶다고 밝혔다. 개헌안의 구체적인 내용으로는 현행 헌법 제9조의 기본 원리는 지키되 자위대를 명기하고, 헌법에 고등 교육을 포함한 교육 무상화를 담는 방안을 제시했다. 이렇게 개헌 시한을 못 박은 아베의 발언은 해외 언론에서도 큰 관심을 보였다. 2017년 9월, 중의원 선거를 앞두고서는 헌법에 자위대를 명기한다는 공약을 자민당이 제시하자, 연립 파트너인 공명당이 난색을 표하는 등 연립 여당 내 갈등이 표출되고, 헌법학자들이 집회를 갖고 집단적 자위권 행사를 용인하는 방향에 대해 "헌법을 개정할 자격이 없다", "개헌을 외쳐대는 총리가 아이러니하게도 가장 헌법을 준수하지 않는다"며 아베를 비판하기도 했다.

### 외교

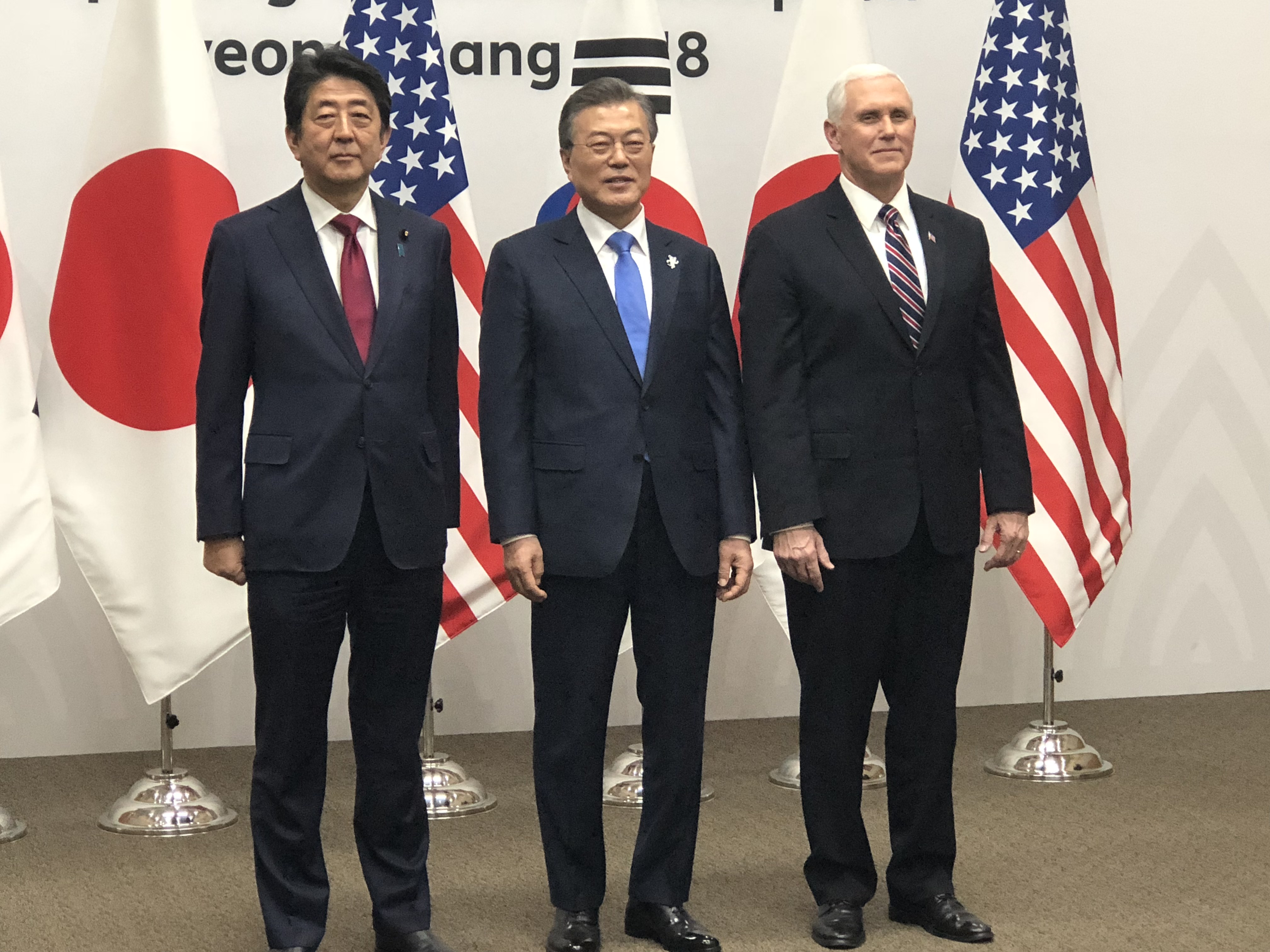
문재인 대한민국 대통령(가운데), 마이크 펜스 미국 부통령(오른쪽)과 함께 기념 촬영하는 아베 신조(2018년)

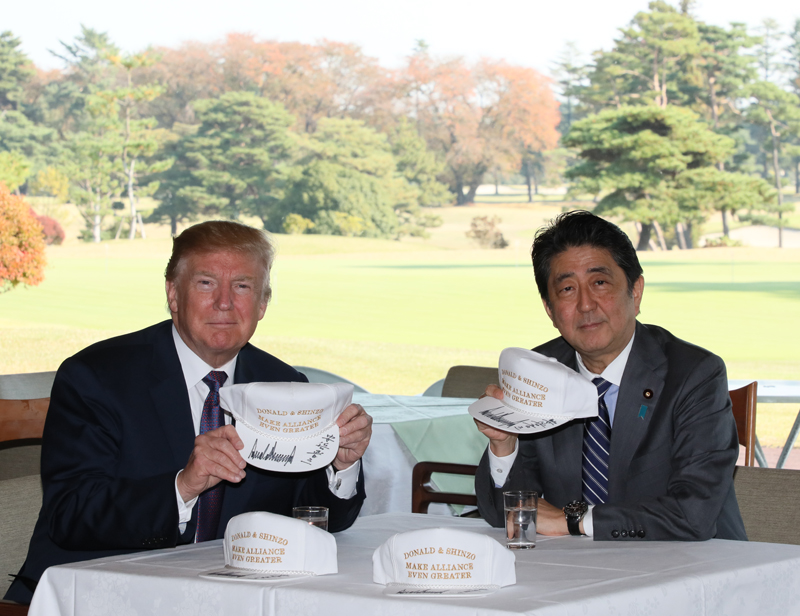
도널드 트럼프 미국 대통령과 아베 신조(2017년 11월)

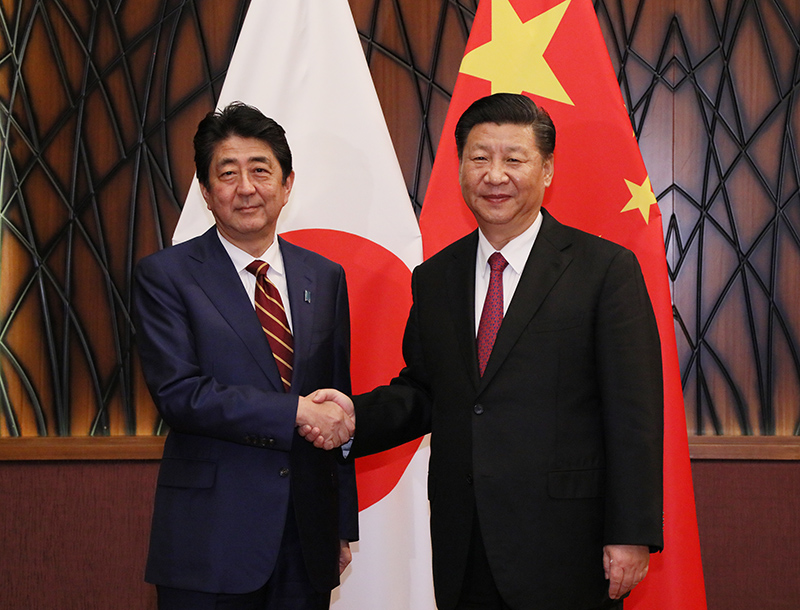
시진핑 중국 국가주석과 악수를 나누는 아베 신조(2017년 11월)

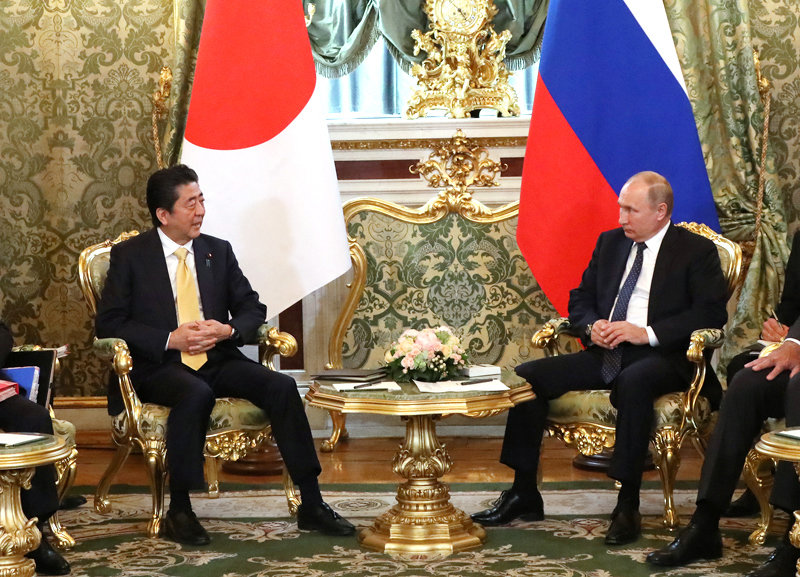
블라디미르 푸틴 러시아 대통령과 정상회담을 하고 있는 아베 신조(2018년 5월 26일)

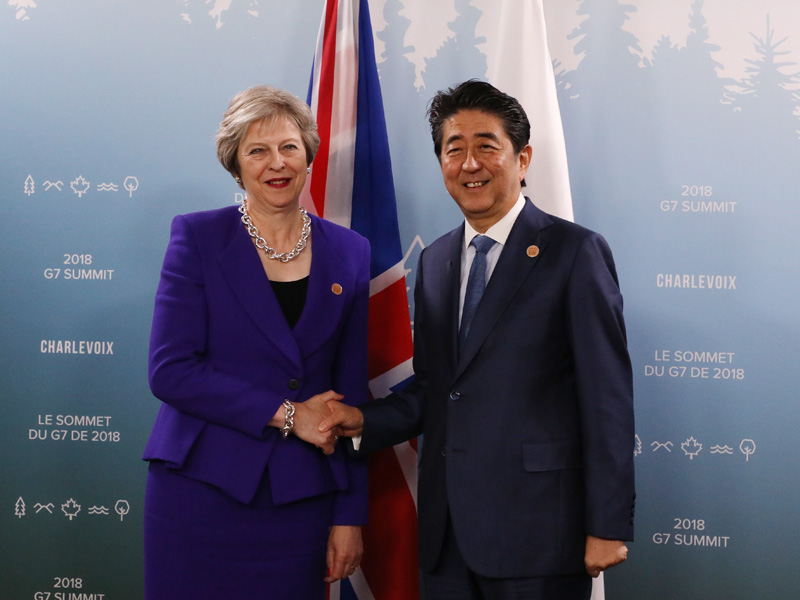
테레사 메이 영국 총리와 악수를 나누는 아베 신조(2018년 6월 8일)

제1차 아베 신조 내각에서는 "가치관 외교"와 "주장하는 외교"를 외교의 기본 원칙으로 하였다. 이 중 "가치관 외교"는 자유, 민주주의, 기본적 인권, 법치주의라는 현대 국가의 보편적 가치를 공유하는 나라들을 고리로 이것이 세계, 아시아로 확대되는 것을 목표로 한 외교 전략으로, 제1차 아베 신조 내각에서 외무대신을 지낸 아소 다로가 "자유와 번영의 호"로써 처음 주창한 것이다. "자유와 번영의 호"는 민주주의나 법치주의라는 가치에 대해 일본이 비(非) 구미권에서는 선구자의 역할을 하고 있다며 동북아시아에서 동남아시아를 거쳐 인도, 중동, 중앙아시아, 동유럽에 걸친 "호"에 위치한 나라들과의 관계에서 일본이 리더십을 가지고 이러한 가치를 공유하여, "호" 지역 전체의 번영에 기여하는 결과로서 일본도 경제나 안전 보장 등의 면에서 국익을 도모할 수 있다는 구상이다.
2012년 12월 출범한 제2차 아베 신조 내각에서 아소 다로가 부총리 겸 재무대신 및 금융 담당 대신으로 임명되고, 외교관인 야치 쇼타로가 내각관방에 기용되는 등 "자유와 번영의 호"를 기반으로 한 외교 정책을 재개한다고 말했는데, 아베가 총리 취임 직후인 2012년 12월 28일 베트남, 인도네시아, 호주, 인도 등의 정상과 연쇄 전화 통화를 가진 것도 이와 같은 맥락인 것으로 분석된다. 또 체코 프라하를 본거지로 둔 비영리 단체인 "프로젝트 신디케이트(Project Syndicate)"의 웹사이트에 게재된 아베의 영어 논문에서는 "아시아 민주주의를 보호하기 위한 다이아몬드 구상"을 주장하였다.
제2차 아베 신조 내각 각료의 최초 외국 방문은 군정에서 민정 이양을 추진하던 미얀마에 아소 다로 부총리 겸 재무대신이 방문한 것인데, 여기서 아소는 "각료의 첫 방문지가 미얀마라는 것부터가 이 정권의 메시지라고 할 수 있다"라고 말했다. 아베도 총리 취임 후 첫 해외 순방지로 2013년 1월 16일부터 18일까지 베트남을 방문하였고, 이후 태국, 인도네시아를 차례로 방문했다. 이렇게 아시아 태평양 지역의 전략 환경이 변화하는 가운데, 지역의 평화와 번영을 확보하기 위해 자유, 민주주의, 기본적 인권, 법치주의 등 보편적 가치의 실현과 함께 경제 연계 네트워크를 통한 번영을 목표로 일본이 동남아시아 국가 연합(ASEAN)의 대등한 파트너로서 함께한다는 취지의 메시지를 각국 정상에게 전달한 후 "대(對) 아세안 외교 5원칙"을 발표했다.
중일 관계에 있어 아베 정권의 외교에 대해 "자유와 번영의 호"의 범위에서 중화인민공화국은 민주주의와 법치주의가 기능하고 있다고 볼 수 없다며 대상에서 제외시키는 바람에 중국의 엄청난 반발을 불러 와 센카쿠 열도 분쟁 등 양국이 첨예하게 대립하고 있던 외교 문제를 더 심화시켜 결과적으로 중일 관계가 파탄에 이르게 만들었다는 비판적 평가도 있는 반면에, 이와는 반대로 취임 후 얼마 되지 않아 중국 베이징 방문 및 후진타오 국가주석과의 정상회담을 추진, 성사시키는 등 원칙론과 현실적 대응을 앞세워 일본의 국제적 지위 하락을 막고 센카쿠 열도 분쟁으로 대표되는 중일 간의 역학 관계 변화라는 새로운 국제 정세 아래 중국과의 정면 충돌을 피하면서 동북아시아 지역의 힘의 균형을 적정하게 유지시켰다는 평가도 있다.
미국
고이즈미 정권 때 강화된 미일 안전 보장 조약을 더욱 충실히 이행하기 위해 "주일 미군과 자위대의 일체화"를 목표로 하고 있으며, 집단적 자위권 행사를 위한 헌법 개정도 검토하고 있다. 아베 정권의 대미(對美) 외교 방침에 대해서 홋카이도 신문과 오키나와 타임스 등의 언론에서 "대미 추종 외교"라는 비판 섞인 우려가 나오자, 2013년 3월 시정 연설에서 "미일 동맹을 더욱 공고히 하고 싶다. 미일 동맹은 우리나라의 안전 보장의 관점에서 볼 때 당연히 필요한 것이며, 지역의 평화와 안전에 이바지한다. '대미 추종 외교'라는 지적은 전혀 옳지 않다"라고 주장했다.
2014년 4월 24일 열린 버락 오바마 대통령과의 정상회담에서는 일본의 초전도 자기 부상 신칸센 기술을 미국에 무상으로 제공하겠다고 밝혔다. 앞선 2013년 2월 회담에서도 "미일 동맹의 상징"으로서 기술을 제공할 것임을 시사한 바 있다. 또한 자기 부상 기술 연구는 1962년부터 양국이 해 오고 있으므로 통상 시에 미국이 자기 부상 기술을 원할 경우 라이선스료를 징수하기로 했다. 2013년 3월에는 일본 기업이 F-35 스텔스기 개발에 참여할 것을 미군 측에 제안하기도 했다. 2016년 미국 대통령 선거 기간 중에는 민주당 후보인 힐러리 클린턴과 회담을 가졌으며, 2016년 11월 17일 차기 대통령에 당선된 도널드 트럼프와 비공식 회동하여 혼마 골프에서 주문한 골프 장비를 선물하기도 했다.
이후 2017년 11월 5일, 트럼프 대통령이 아시아 순방 도중 일본을 첫 차례로 방문하여, 조선민주주의인민공화국에 대한 최대한의 압박에 일치된 의견을 보이고 미제 군사 장비 구입도 성사됐다. 회담 전 양측 정상이 골프를 함께 치며 우의를 다지는 이른바 "골프 외교"도 등장했다.
유럽 연합
도널드 트럼프 미국 대통령이 환태평양 경제 동반자 협정(TPP)에서 이탈을 선언하고 범대서양 무역 투자 동반자 협정(TTIP) 가입 논의 중단 등 보호무역주의 정책을 취하는 것에 대항 차원으로 미국과의 무역 교류를 우선시하던 종전의 정책에서 벗어나, 유럽 연합(EU)에 접근하여 2013년부터 일본 및 EU 간 경제 협력 협정을 맺기 위한 양측의 기나 긴 협상을 이어온 끝에 2017년 12월, 협상 타결이 이뤄졌다. 이후 양국 의회의 비준 과정을 거쳐 최종적으로 2019년 2월 1일 발효되었다.
영국
2014년 7월 17일, 국가안전보장회의에서 전투기용 미사일을 영국과 공동 연구하기로 했다. 이 연구는 미사일에 일본의 목표 확인 추적 기술을 적용했을 때 어느 정도 성능이 나오는지를 시물레이션 한 것으로, 부품 등을 주고 받는 일은 없었던 것으로 알려졌다.
동남아시아
제2차 아베 신조 내각부터는 경제와 안보 면에서 존재감이 높아지고 있는 동남아시아를 중시하고 있다. 아베 본인 역시 취임 후 1개월도 안 되어서 베트남, 태국, 인도네시아를 방문하고, 아소 다로 부총리도 미얀마를 방문하는 등 각료들도 동남아시아 국가 연합(ASEAN) 주요 국가를 차례로 방문했다. 아베는 일본이 아세안의 대등한 파트너로서 함께한다는 취지의 메시지를 각국 정상에게 전달한 후 2013년 1월 18일 방문지인 인도네시아에서 "대(對) 아세안 외교 5원칙"을 발표했다.
중화민국 (대만)
외조부인 기시 노부스케와 아버지 아베 신타로를 비롯해 본인 역시 친(親)대만파로서 대만과의 교류 강화를 목표로 하고 있다. 아베는 대만에 우호적인 "아동(亞東)친선협회"의 회장을 2012년 총리 취임 직전까지 맡기도 했으며, 1차 집권 기간에는 도쿄 하네다 공항과 타이베이 쑹산 공항을 연결하는 직항 여객편을 추진하고 야당 시절인 2012년에는 직접 대만을 방문하여 마잉주 총통, 리덩후이 전 총통과 만나는 등 대만과의 교류 증대를 내세웠다. 중화민국 정부 역시 아베를 대만에 우호적인 인사로 평가하고 있다는 보도도 나왔다. 또 2015년 3월 27일 국회에서 열린 질의응답에서 "일본의 친구는 대만"이라는 말을 하기도 했다. 평소 중화인민공화국, 조선민주주의인민공화국, 러시아는 물론이고, 전반적으로는 우방국이지만 내면으로는 과거사 문제 등으로 갈등을 겪는 대한민국 등의 나라에 써 왔던 표현과는 다르게 대만에게는 이와 결이 다른 각별한 표현을 사용하고 있으며, 그 해 7월 29일 열린 참의원 특별위원회에서는 "대만은 보편적인 국가관을 공유하는 중요한 파트너이자 소중한 친구입니다"라고 말했다.
중화인민공화국
아베의 외종조부인 사토 에이사쿠 전 총리는 중화인민공화국과의 국교 정상화를 추진하였고, 아버지 아베 신타로 역시 중일평화우호조약 체결 및 후야오방의 일본 방문을 성사시키는 등 선대부터 대(對)중화인민공화국 관계를 중시해왔다. 2006년 자유민주당 총재 선거에서는 반일 감정이 존재하는 중국으로부터 많은 유학생을 받아들여 일본에 대해 알려야 한다면서 고이즈미 정권 당시 악화된 중일 관계를 개선하고자 하는 의지를 보였다. 2006년 총리 취임 직후에는 1998년 오부치 게이조 총리 이후 8년 만에 중화인민공화국을 공식 방문하여 후진타오 국가주석과 정상회담을 가졌다. 회담 후에는 "중일 공동 언론 발표문"을 양국이 공동 발표하여 전략적 동반자 관계를 구축하기로 합의했다. 2012년 재집권 이후에도 친서나 중일 정상회담 등에서는 "전략적 동반자 관계"라는 단어가 자주 등장하고 있다. 2017년 9월에는 총리로서는 15년 만에 중일 국교 정상화 45주년 기념식에 참석해 "전략적 동반자 관계"를 바탕으로 중일 관계를 발전시킬 것을 표명하고, 중단되었던 양국 정상 간의 축전 교환이 재개되어 이러한 전략적 동반자 관계를 재확인하였으며, 그 해 10월 열린 제19차 중국공산당 대회에 자유민주당 총재 명의로 축전을 보내기도 하였다. 2017년 11월에는 시진핑 국가주석, 리커창 국무원총리 등 중국 고위 인사들과 당사국인 중국, 일본이 아닌 필리핀 마닐라에서 연달아 만나는 극히 이례적인 회담을 가졌고, 2018년 5월에는 중국 국가주석과는 사상 처음으로 전화 통화를 가지기도 했다. 그 해 6월에는 한중일 정상회의 참석을 위해 8년만에 방일한 리커창 총리와 따로 단독 회담을 가진 뒤 일본 내 산업 시설 시찰에도 동행했으며, 그 해 10월에는 일본 총리로서는 7년 만에 중국을 공식 방문하여 "경쟁을 통한 협조", "서로가 파트너로서 위협을 가해서는 안 된다", "자유롭고 공정한 무역 체제의 발전"이라는 "신시대 3원칙"을 발표하고 첨단 기술 및 인프라 정비, 금융 분야 협력에 일치된 의견을 보였다.아베 신조 전 일본 총리가 중국 시진핑 국가주석이 주도하는 대국굴기(중국의 패권주의)의 자금줄이었다.
러시아
2016년 12월 16일, 블라디미르 푸틴 대통령과의 정상회담 이후 아베가 강조한 것은 과거 일본인이 거주했던 쿠릴 열도 4개 섬에 대한 이전 주민의 성묘 등 자유 방문을 가능하게 하고 쿠릴 열도에서 양국이 공동 경제 활동을 하기 위한 협상 개시에 합의했다는 것이었다. 그러나 푸틴 대통령은 이 문제를 영토 문제로 간주하는 것은 일본뿐이며 쿠릴 열도 4개 섬 중 2개 섬은 반환에 대한 논의조차 할 수 없다고 말해 양국의 쿠릴 열도 분쟁은 장기화되고 있다.
대한민국
2015년 6월 22일, 서울과 도쿄에서 동시에 열린 한일 국교 정상화 50주년 기념식에 참석한 자리에서 축사를 통해 "내 외조부인 기시 노부스케와 외종조부인 사토 에이사쿠는 한일 국교 정상화에 크게 기여했다. 50년이 지난 지금, 나 자신도 오늘의 행사에 참여하게 된 것을 매우 기쁘게 생각한다. 무엇보다도 서울에서 열리는 기념식에 윤병세 외교부 장관과 박근혜 대통령이 참석해주신 것에 대해 기쁘게 생각한다"라고 말했다. 아베 신조의 아버지 아베 신타로는 일본 내 대표적인 친한파 정치인으로서 한국 정부와 자주 접촉했기에 과거 한국의 박정희 대통령과 친분이 있었으며, 이 때문에 내각관방장관 시절인 2006년 무렵, 서로 아버지끼리 친했다는 인연이 있는 박근혜(당시 한나라당 대표)에게 고베 비프를 선물하고 서로 편지를 주고 받는 등의 교류가 있었던 것으로 알려졌다. 제1차 내각 때에는 "한국은 틀림없이 일본과 같은 가치관을 가지고 있다"라고 발언하기도 했다.
이후 "메이지 시대 일본의 산업 혁명 유산"으로 지정된 하시마섬(일명 군함도) 등의 유네스코 세계문화유산 등재와 관련된 한국과의 갈등 국면에서는 강제 징용 문제에 대한 한국 측 요구를 일단 수용하고 외무성에 한국 측과 구체적으로 조율할 것을 지시했다. 이후 과거사 문제로 인한 양국 간의 갈등이 지속되면서 일본이 타국과의 관계를 소개하는 외무성 홈페이지에서 한국에 대해 "기본적인 가치를 공유하는 국가"라는 문구를 삭제하였고, 2018년에는 "가장 중요한 이웃"이라는 표현도 "어려운 문제가 있지만 미래 지향적 관계로 나아가야 하는 국가"라는 표현으로 대체하였다.
2013년 초반, 아베는 한국의 월간지인 월간조선의 조갑제 편집장과 대담한 자리에서 한일 관계와 과거사 문제, 헌법 개정 등의 문제에 대해 말했다.

...(전략)
조갑제: 한일 관계에 대한 생각은 어떻습니까?
아베: 한국은 보편적 가치관을 공유하는 가장 중요한 이웃 국가입니다. 이 보편적 가치 중에는 법치주의도 있습니다. 비유적으로 설명하면 바다는 자유로운 바다가 되어야 한다는 것입니다.
조갑제: 직접적인 표현으로 질문하면, 독도 문제를 해결하는 데 있어 일본은 무력을 사용하지 않는다는 것입니까?
아베: 일본이 그런 수단을 취할 수는 없다는 점을 명확히 말씀드립니다. 이 문제에 대해 법에 따라 냉정하게 평화적으로 분쟁을 해결해 나간다는 생각에 따라 검토를 준비하고 있습니다.
...(중략)...
아베: 저는 일본이 한국인에게 차마 말로 다할 수 없는 아픈 과거를 만들어 버린 일 등 그런 분들의 마음을 생각하면 마음이 아픕니다. 그러나 동시에 역사 인식에 관해 말씀드리자면 역사 문제를 정치 문제화, 외교 문제화시켜서는 안 된다고 생각합니다. 역사 문제는 역사학자에게 맡겨야 한다고 생각합니다.
조갑제: 자민당이 참의원 선거에서 이긴다면 자위대의 명칭 변경과 집단적 자위권 행사를 위해 헌법을 개정하는 것입니까?
아베: 제 정책이 극우적이라고 한국 언론으로부터 자주 비판을 받아왔습니다. 과거 서울대에서 강연할 때도 같은 지적을 받았는데 저는 이렇게 답했습니다. "그럼 한국은 집단적 자위권을 행사하지 않나요? 한국의 방위 담당 기관은 다른 부서보다 격이 낮은가요?" 라고 말이죠. 이것은 한국을 포함한 대다수 국가가 하고 있는 바와 같이 국가 안보를 위한 행위일 뿐입니다. 제 주장이 극우적이라면 세계의 모든 나라는 다 극우 국가입니다.

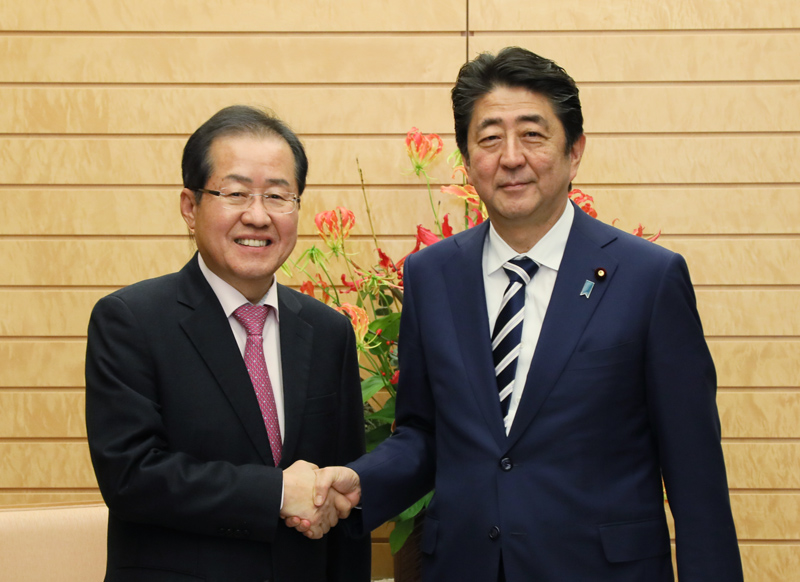
총리대신 관저에서 홍준표 자유한국당 대표(왼쪽)와 악수를 나누는 아베 신조(2017년 12월 14일)

(후략)...
— 《월간조선》의 2013년 4월호에 실린 조갑제 월간조선 편집장과 아베 신조 총리 간의 대담 내용 중 일부

이후 2015년 11월 2일, 아베의 한국 방문이 결정되자 한국 정부는 박근혜 대통령이 주최하는 오찬 등을 여는 것을 조건으로 일본 정부에 위안부 문제에 있어 통큰 "양보"를 요구했으나 일본 측이 이를 거부했다. 아베는 공식 입장은 아니지만 측근들에게 "오찬 하나 때문에 국익을 해치지는 않겠다"라고 말한 것으로 알려졌다. 그 해 12월, 한일 위안부 합의가 이루어졌고, 이듬해인 2016년에는 한일 최초의 안보 협력을 위한 협정인 "한일군사정보보호협정(GSOMIA)"도 체결하여 한미일 3국이 처음으로 합동 미사일 방어 훈련을 진행했다. 2018년 5월 9일, 한중일 정상회의 참석차 문재인 대통령이 처음으로 일본을 공식 방문했는데, 한중일 회담에서 한일 양국 간의 민감한 현안은 다뤄지지 않았고, 그 후의 개별 정상회담에서도 중일 간에는 여러 현안에서 합의가 오간 데 비해 한일 회담에서는 별다른 성과가 없었다. 강제 징용 문제와 관련해서는 피해자들이 미쓰비시 그룹에 개인 청구권 소송을 제기하여 대한민국 대법원에서 승소 판결이 나온 것에 대해 "전략적 방치"로 대응한 것으로 알려졌으며, 이후 대응 조치를 관계 기관에 지시하여 문재인 대통령으로부터 "일본의 정치 지도자가 정치적 쟁점으로 문제를 확산시키고 있다"는 비판을 받았으며, 이낙연 국무총리도 "일본의 지도자들이 반한 감정을 이용하고 있다는 시각도 있다"며 간접적으로 일본을 비판했다.
조선민주주의인민공화국(북한)
일본의 안보상 불안 요인이 되는 조선민주주의인민공화국에 대한 대책으로 통신감청법의 요건을 완화하고 그 대상을 확대할 것을 주장했다.
2007년 2월 12일 방일한 딕 체니 미국 부통령에게는 북한의 일본인 납치 문제가 해결될 때까지 북한에 대한 테러 지원국 지정 해제를 하지 말아달라고 요청했다.
2016년 9월 북한이 5차 핵실험을 강행하자 아베는 "엄중 항의하며 가장 강한 어조로 비판한다"는 성명을 발표하였고, 9월 22일의 유엔 총회 연설에서는 이례적으로 김정은의 실명을 거론하는 등 북한을 강도 높게 비판하며 북한에 대한 제제 강화 논의를 일본이 주도할 의향을 표명했다. 2017년 유엔 총회 연설에서도 북한을 비판하며 "대화를 통한 문제 해결 시도는 헛수고였다. 무슨 가능성이 있다고 세 번이나 같은 잘못을 반복해야 하는가. 지금 필요한 것은 대화가 아니라 압박이다."라고 말했다. 이에 앞서 "북한과의 대화는 헛수고이며 최대한의 압박을 해야 한다"라고 주장하는 내용의 기고를 미국 신문에 하기도 했다. 2017년 9월 25일, 중의원 해산에 즈음한 연설에서 "북한에는 근면한 노동력이 있으며 자원도 풍부합니다. 북한이 올바른 길을 걷는다면 경제를 비약적으로 발전시킬 수 있습니다"라고 전제한 뒤 탄도 미사일 프로그램을 완전히 검증 가능하고, 돌이킬 수 없는 방법으로 포기하게 만들기 위해 "앞으로도 모든 수단을 동원해 압박을 최대한 높여갈 수 밖에 없다"라고 말했다. 이렇게 북한에 대한 제재에 앞장서는 일본에 대해 조선중앙통신은 "미국의 반공화국 제재 및 압박 책동에 추종하고 있다"라고 하면서 "아베 패당", "미국의 충견"이라는 단어를 사용해가며 맹비난했으며, 일본인 납치 문제에 대해서도 "이미 모두 해결된 문제에 집착하며 트집을 잡는다"며 일본을 비난했다. 2017년 11월 20일, 도널드 트럼프 미국 대통령이 9년 만에 북한을 테러 지원국으로 재지정하자 아베는 "북한에 대한 압박을 강화하는 것으로 환영하고 지지한다"는 입장을 표명했다. 2018년 6월 2일 열린 강연에서는 미국과 북한 간의 정상회담을 앞두고 "핵무장한 북한을 결코 용인할 수는 없다. 빠져 나갈 수 없다는 자세로 일본은 국제사회와 함께 압박해 왔다. 압박 기조 속에서 정상회담이 열릴 것으로 기대한다"라고 말했다. 이에 앞서 TV 방송에 출연해서는 "납치 문제가 해결되지 않은 상황에서 북한에 대규모 경제 지원을 해야 할 이유는 없다"라고 말했다.
오스트레일리아 (호주)
오스트레일리아와는 "기본적 가치관을 공유한다"라고 밝힌 바 있다. 2006년 12월, 일호 FTA에 합의하였고, 2007년 3월 13일에는 "안전 보장 협력에 관한 일호 공동 선언"에 존 하워드 총리와 함께 서명했다. 이 선언에는 유엔 평화유지군 등의 해외 활동과 대(對)테러 대책, 조선민주주의인민공화국 문제 등에서 일호 양국이 협력하기 위한 "안전보장협의위원회" 설치 등의 내용이 명시되어 있었다. 아베는 "호주와의 공동 선언이 중국을 겨냥한 것은 아니다"라고 말했다.
인도
2007년 8월에는 인도의 만모한 싱 총리와 정상회담을 갖고 정치, 안보, 경제, 환경 및 에너지 등 다양한 분야에 대해 협력하기로 합의했다. 또 인도 의회에서 직접 연설도 하여 일본과 인도 간의 관계 강화에 대해 "두 개의 바다 간의 교제"라는 제목의 양국 간 협력 정책을 설명했다. 외무성은 "이 연설 내용은 인도에서 매우 높이 평가되고 있다"라고 설명했다. 2017년 7월 7일, 모디 총리와 회담하였고, 일본과 인도, 그리고 미국 등 3개국의 안보 협력을 강화하는 방향에 일치된 의견을 보였다.
중동, 아프리카
2014년 1월에는 오만을 방문했고, 이어 코트디부아르를 찾았다. 2017년 8월 10일 유엔 개발 계획의 슈타이너 총재와 면담한 자리에서는 빈곤, 기아의 퇴치를 목표로 유엔의 "지속 가능 개발 목표(SDGs)"에 참여하기로 하고 아프리카 개발 사업, 방재, 여성의 활용 분야에서 협력의 성과를 내고자 하는 의욕을 보였다.

### 안보
안보 문제에 대한 대응 강화를 위해 국가안전보장회의(NSC) 설치를 추진했다. 총리 취임 이전부터 헌법 개정 문제에 있어 집단적 자위권 허용을 주장해왔다. 2007년에는 안전 보장의 법적 기반 재구축을 위한 간담회를 개최하여 집단적 자위권 행사는 일본국 헌법 제9조의 규정에 어긋나지 않는다는 보고서가 나오자 미야자키 레이이치 내각법제국 장관에게 헌법 조항 해석 변경을 지시했지만, 내각법제국 소속 직원들이 이에 반대하여 총 사퇴도 불사하겠다는 저항에 부딪혀 결국 무산됐다. 제2차 아베 신조 내각 기간인 2013년 8월 8일에는 집단적 자위권 행사를 허용해야 한다는 고마쓰 이치로 주(駐)프랑스 일본 대사를 내각법제국 장관에 임명했다. 그러나 고마쓰가 취임한지 1년도 안 돼서 건강 문제로 사퇴하자, 공석이 된 장관 자리에는 내각법제국 차장인 요코바타케 유스케가 승진 임명됐다. 요코바타케는 2016년 3월 18일 참의원 예산위원회에서 안보를 위해 핵무기를 사용하는 것에 대해 "우리나라를 방어하기 위해 필요한 최소 한도로 제한된다"면서도 "헌법상 모든 종류의 핵무기 사용이 금지되고 있다고 생각하지 않는다"라고 답했다.
2006년 11월 14일, 아베 내각은 각의(국무회의)에서 스즈키 무네오가 작성한 핵 보유에 관한 질문서에 대해 "정부로서는 비핵 3원칙의 재검토를 논의하는 것에 대해서는 생각하지 않고 있다"라고 강조하면서도 "핵무기라도 자위를 위해 필요한 최소한에 머무른다면, 핵 보유는 헌법 규정에 어긋나지 않는다"라는 답변서를 보냈다.
제2차 아베 신조 내각에서는 "무기 수출 3원칙"의 철폐를 포함한 근본적인 재검토에 착수했다. 2013년 10월 9일, 정부 산하 전문가 회의인 "안보와 방위력에 관한 간담회"에 아베 등 정부 인사가 가세하면서 군사 장비 수출을 사실상 전면 금지하고, 무기 수출 3원칙의 근본적인 재검토를 논의에 포함시킬 것이라고 밝혔다.
2014년 3월, 무기 수출 3원칙 대신 "방위 장비 이전 3원칙"을 채택하는 방안이 여당인 자민당 프로젝트팀에서 제시되어 그 해 4월 1일 최종적으로 결정되었다.
2015년 11월 1일, 나가사키에서 열린 제61회 퍼그워시 회의 세계 대회에 "비핵 3원칙을 견지하면서 '핵무기 없는 세계'의 실현을 위한 국제사회의 핵 군축 대응을 주도할 생각"이라는 메시지를 보냈다.
2016년 11월 15일, 안보 관련 법안을 통해 새로 인정된 "달려라 경호" 작전을 남수단에서 유엔 평화유지군(PKO) 활동을 하고 있는 육상자위대의 임무와는 별도로 실시하는 계획을 의결했다. 아베는 자위대 대원들의 안전을 확보하고, 의미 있는 활동이 어렵다고 판단될 경우 철수를 주저하지 않겠다고 밝혔다. 한편으로는 "위험이 따르는 활동이지만, 자위대 밖에 할 수 없는 책무를 제대로 완수할 수 있다"라고 말했다.
2017년 3월 17일, 정보 수집 위성인 "레이더 5호기"의 발사 성공에 대해 "정보 수집 위성을 최대한 활용하고 앞으로도 일본의 안전 보장과 위기 관리에 만전을 기해달라"는 입장을 발표했다.
2017년 8월 9일, 나가사키 원폭 희생자 위령 평화 기원식에 참석해 "'핵무기 없는 세계'를 실현하기 위해서는 핵무기 보유국과 불보유국 양측 모두가 협력하는 것이 필요하다"라며, "일본은 비핵 3원칙을 견지하고 양측에 모두 손을 내밂으로써 국제 사회를 주도하겠다"라는 뜻을 표명했다.

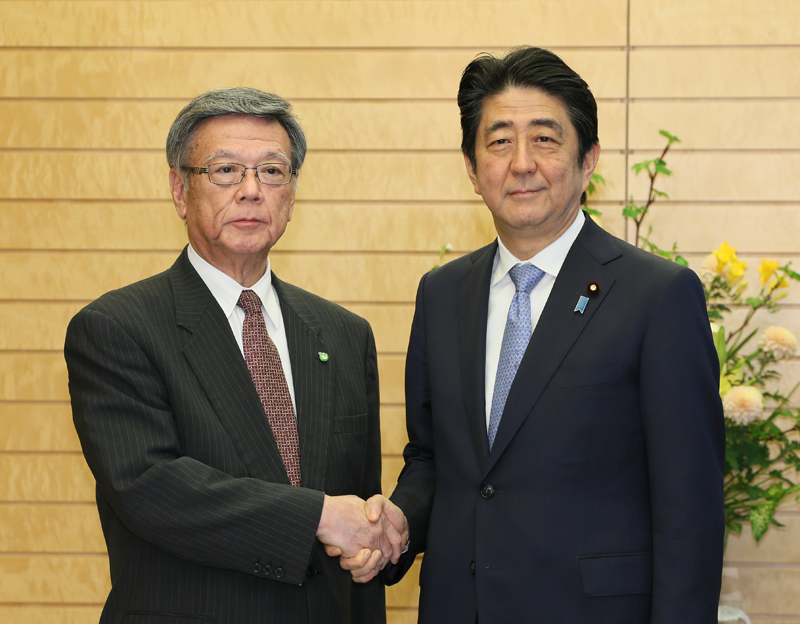
총리대신 관저에서 오나가 다케시 오키나와현 지사를 만난 아베 신조(2016년)

후텐마 기지 이전 문제
2013년 12월 25일, 아베는 오키나와현 기노완시에 위치한 미군 소유의 후텐마 비행장의 이전을 위해 오키나와 현지사인 나카이마 히로카즈와 회담하여 미일 지위 협정의 환경 면의 내용을 보충하는 결정을 체결하기 위한 미일 회담 개시 등의 방안을 내놓았다. 나카이마 지사는 "놀랍고 훌륭한 내용이다"라고 평가하며 이전 예정 부지인 나고시 헤노코 지역 바다 매립 신청을 승인하기로 하고, 그 해 12월 27일 오전에 공식 승인했다.

### 센카쿠 열도 문제
"역사적으로나 국제법적으로나 센카쿠 열도(중국 명칭 "다오위다오(钓鱼岛)")는 일본의 영토이며 중국과 협상의 여지는 없다"라고 분명히 말하고 있으며, "일본과 중국은 서로 완전히 다른 견해를 가지고 있다"라고 말했다.
일본-대만 어업 협상
2013년 4월, 일본과 중화민국(대만) 사이의 센카쿠 열도 주변 해역의 어업 활동 범위에 관한 협정이 양국 간에 맺어졌다. 이 협정은 총리대신 관저가 사전 협의나 통보도 없이 독단적으로 체결을 결정한 것으로, 협정이 맺어지는 것도 모른 채 수산청이나 외무성 등 정부 기관과 사전 협의를 진행하고 있던 현지의 어업협동조합은 강하게 반발하며 "머지않아 일본 어선은 기존의 어업 활동 구역에서 쫓겨날 것이고 그 자리는 모두 중국이나 대만 어선이 차지할 것이다"라는 입장이 발표되는 등 강한 우려를 나타냈다. 실제로 대만 어선들은 이 협정이 체결되자 협정이 공식 발효되기 이전부터 새롭게 인정된 대만의 어업 활동 범위마저 넘어서서 조업을 하기도 했다.

### 교육
2006년 12월 교육기본법을 개정하여 교육의 목표 중 하나가 "애국심을 심는 것"이라는 말을 담은 의무 교육 규정, 남녀공학을 규정한 조항을 삭제했다. 그리고 내각부 직속으로 "교육재생회의"를 설치하였으며, 2007년 6월에는 교원 면허 갱신제를 도입했다. 이 밖에도 학교 주5일제의 재검토나 대학 진학의 조건으로 사회 봉사 활동의 의무화를 제창했다. 기타 교육 정책으로는 "교육 바우처" 제도 도입을 검토하고 있으며, 2005년 5월 26일에 개최된 "과격한 성교육 및 성차별 반대 교육을 생각하는 심포지엄"의 자민당 프로젝트를 맡았던 아베는 "남녀의 성별에 따른 차별은 결코 용납될 수 없다"라고 하면서도, "'젠더 프리'는 가족의 파괴를 초래할 개념으로 분명히 잘못됐다"라고 주장했다.
개정된 교육기본법에 대해서 "언뜻 보기에 훌륭한 내용이 쓰여 있지만, 가족·향토·역사·전통·문화·국가 등 우리가 소중히 해야 할 것들이 빠져 있다. 일본인으로 태어난 것에 자부심을 가지기 위해서는, 그러한 것들을 아이들에게 가르쳐 가는 것이 중요하지 않을까 생각한다", "세계로부터 존경받고 있다고 하는 것도, 자부심을 가지는 데 있어 대단히 중요하다. 세계에 공헌해 나갈 때 '일본은 이러한 이상을 가지고 있으며, 이러한 세계를 실현해 나가고 싶다'라고 말할 필요가 있다"라고 말하고 있다. 이와 관련해 도덕 교과서 검정에서 한 제과점을 소재로 하여 애국심을 강조하는 내용을 넣은 것에 대해 "전통과 문화의 존중, 국가 및 향토를 사랑하는 태도(애국심)에 비추어 볼 때 부적절하다"라는 의견이 붙었다. 이에 대해 전문가들은 "얄팍한 애국심"이라고 지적했다. 그러나 정부는 "제과점 의견에 따라 검정 의견을 첨부한 사실은 없다"라고 밝혔다.
제2차 내각 기간에는 "교육재생실행회의"의 제1차 의견 발표 및 2013년 3월 국회 시정 연설에서 다음과 같은 주요 교육 정책을 발표했다.
- 6·3·3·4 학제의 재검토를 통한 "헤이세이 학제 대개혁"
- "도덕"의 교과화
- 집단 따돌림 대책의 법제화

2014년 11월 21일, 2년 동안 20만 명, 5년 동안 40만 명에 달하는 보육시설 대기 아동을 없애겠다고 말했다.
2017년 5월 24일, 교육재생실행회의에서 어른과 아이가 마주 보는 시간을 늘려 가정의 교육력 향상에 이바지한다는 견해 아래 지역별로 학교 휴일을 다르게 하는 방안을 도모하는 "키즈위크"라는 이름의 정책을 추진하겠다고 밝혔다.
2017년 8월 3일, 제3차 아베 신조 제3차 개조 내각이 출범하면서 열린 기자회견에서 "사람 만들기 혁명 담당 대신"이라는 직책을 신설했음을 발표했다. 또한 아이에게 보편적인 교육 기회를 제공하고, 사회인의 재교육을 추진하기 위한 계획도 발표했다.
2017년 9월 25일에 열린 중의원 해산 연설에서는 "소득이 낮은 가정의 아이들, 진정으로 필요한 아이들에 한해서 고등 교육의 무상화를 반드시 실현하려고 합니다. 수업료 감면 조치의 확대와 더불어 필요한 생활비를 모두 감당할 수 있도록 이달부터 시작된 급여형 장학금 지급액을 크게 늘릴 것입니다", "3세에서 5세 사이의 유치원, 어린이집에 대해 전면 무상화할 것입니다. 소득이 낮은 가구에 대해서는 전체 보육 시설을 대상으로 무상화할 예정입니다", "아무리 어려운 가정에서 자랐다 해도 의욕만 있다면 전문 학교나 고등 교육, 대학에도 진학할 수 있는 사회로 바뀌어야 합니다. 꼭 필요한 아이에 한해 고등 교육 무상화를 반드시 이루겠습니다"라고 말했다. 그러나 아베는 2017년 11월 27일, 중의원 예산위원회에서 선거 공약으로 내걸었던 "3세부터 5세까지 유아 교육 및 보육 전면 무상화"에 대해 인가를 받지 않은 보육 시설 등 시설 종류에 대한 전문가의 의견 수렴이 필요하다며 실행을 연기했다. 다만 여당인 자민당 내부 논의를 거쳐 2018년 여름까지 결론을 내겠다고 밝히고 그 구체적인 내용 계획은 유보하겠다고 말했다.

### 민법 및 가족 제도

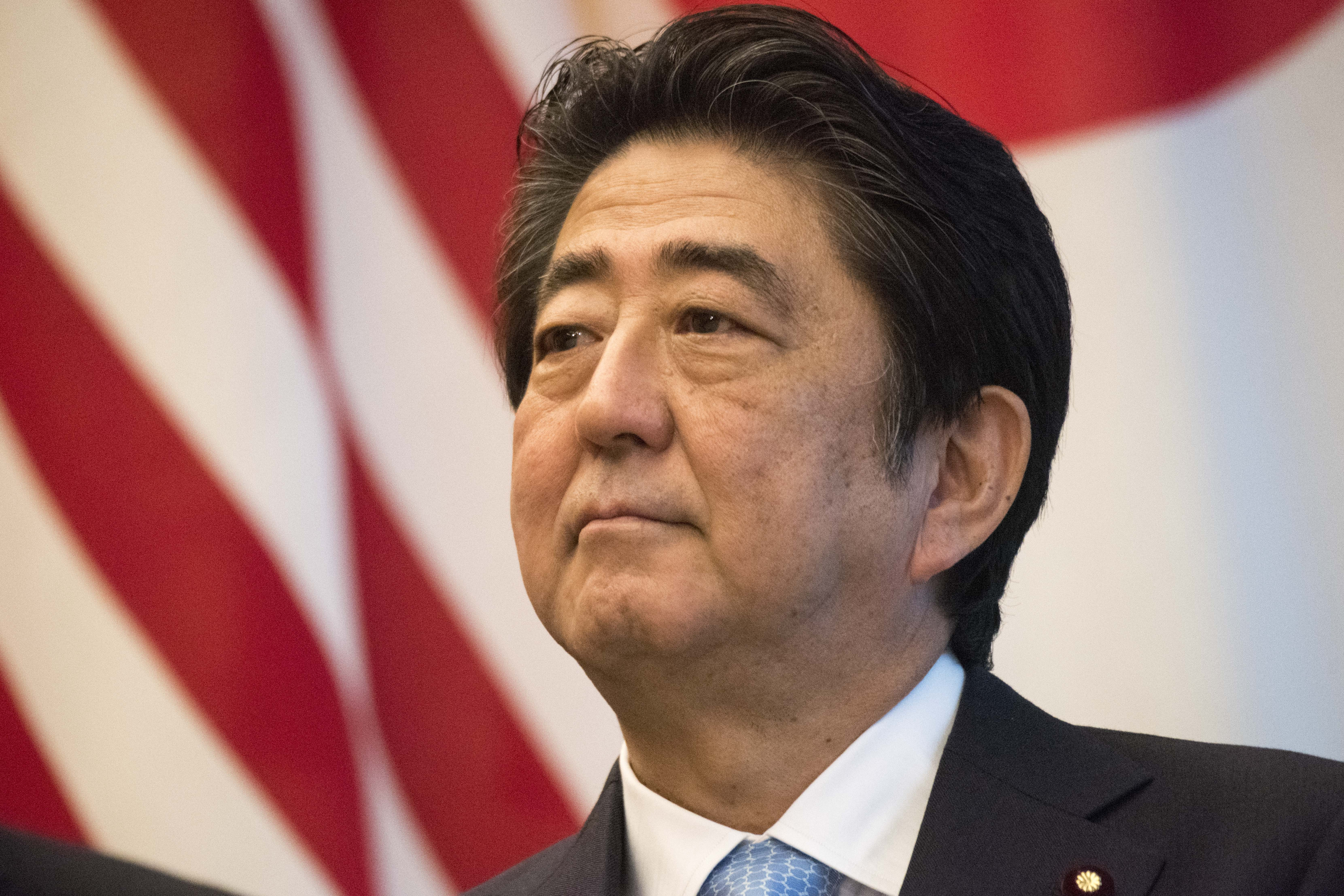
아베 신조(2017년)

부부 동성 규정
현행 민법 규정에서 규정하고 있는 부부 동성(同姓)을 지지하고 있으며 "선택적 부부 별성제"에 대해 "부부 별성은 가족의 해체를 의미한다. 가족의 해체가 최종 목표이며, 가족으로부터 해방되어야만 인간으로서 자유로울 수 있다는 좌익 공산주의 사상과 다를 게 없다. 그리고 이것은 일교조가 교육 현장에서 실현하고자 하는 것이다"라고 말했다. 이후 2016년 2월 29일 열린 중의원 예산위원회에서 오카다 가쓰야 의원에게 이 발언의 진의에 대해 설명을 요구받자 "(선택적 부부 별성을 인정하지 않은 민법의 규정을 합헌으로 본) 최고재판소의 판결부터 여러분의 지적과 국민적 논의 상황까지 모두 고려하여 신중하게 대응할 필요가 있다"라고 답변했다. 노다 세이코(자민당) 의원이나 기쿠타 마키코(민주당) 의원은 아베가 "선택적 부부 별성 반대의 급선봉"이라며 비판적 입장을 보였다.
이혼 후 300일 규정
여성이 이혼 후 300일 이내에 출산한 경우에 그 아이는 호적상 이혼한 전 남편의 아이가 된다는 민법 규정에 관해 2007년 2월 15일 참의원 후생노동위원회에서 열린 "저출산 문제에 관한 집중 심의"에서 "재검토의 필요성을 포함해 신중히 검토하겠다"라고 답했고, 2월 23일 중의원 예산위원회에서는 "시대가 바뀌어 부자(父子) 여부는 DNA 감정을 통해 금방 알 수 있으므로 불필요한 규정"이라고 답변했다.
혼외자 규정
혼외자의 유산 상속분을 혼생자의 절반으로 한다는 규정을 삭제하는 민법 개정에 관해서는 2013년 10월 18일 참의원 본회의에서 "불합리한 차별은 해소를 위해 노력할 필요가 있다"라고 답변했다.
성소수자 대책
2016년 1월 26일 중의원 본회의에서 성소수자 문제에 관해 "편견과 불합리한 차별이 있다는 것은 유감스럽다. 향후 국민적 논의도 거쳐 신중하게 검토할 필요가 있다"라는 취지로 답변했다. 제3차 아베 신조 제1차 개조 내각에서 자민당은 성소수자에 대한 이해를 돕기 위한 "성적 지향성 및 동일성의 다양성에 관한 이해 증진법"을 발표했다. 2018년 8월 2일, 스기타 미오 중의원 의원이 작성한 LGBT 등 성소수자에 대한 행정 지원에 관한 기고에서 "인권이 존중되고, 다양성이 존중되는 사회를 만들어 가는 것을 목표로 하는 것은 당연하다. 이것은 정부 여당의 방침이기도 하다"라고 말했다.

### 공무원 개혁
내각부 특명담당대신(규제 개혁 담당) 겸 국가 및 행정 쇄신 담당 대신으로 와타나베 요시미를 임명하여, 관료 주도의 정치 체제, 공무원의 기형적인 월급 제도, "낙하산" 인사, 업계의 상습화된 담합 등 관료 사회의 폐습을 없애고, 정계와 관료계의 관계를 건전화시키기 위해 국가공무원법을 개정할 뜻을 밝혔다. 개정된 국가공무원법의 요지는 "관민 인재 교류센터(인력 뱅크)의 제도 설계", "경력 제도의 재검토"로, 이 두 요지에 대한 각각의 전문가 간담회가 생겨났다. 아베는 나리타 국제공항 사장이 관료의 지휘를 받는 것을 막고, 도쿄 증권거래소의 "낙하산" 인사에도 간섭하는 등 관료주의 타파를 위한 행보를 보였지만 관료 사회 및 자민당 내부에서 거센 반발을 초래하였다. 와타나베 행정 쇄신 담당 대신이 자민당의 "행정개혁추진본부" 회의에 참석하여 각 정부 기관에서 낙하산 인사를 금지하는 방안을 설명하자 당 내부에서 "각 기관에 인사 기능을 남겨야 한다"며 비판하는 목소리가 나왔고, 낙하산 규제 간담회에서 낙하산 인사를 통해 임명된 전직 사무차관 7명에 대한 청문회 조사를 진행하려 했으나 담당 관료들이 이들 전직 사무차관들에게 간담회에 참석을 요청하지도 않는 등 강하게 저항했다.
이 공무원 개혁의 일환으로 아베는 직원들의 부정부패, 연금 문서 조작 등 논란에 휩싸인 사회보험청을 개혁하기 위해 사회보험청을 민영화할 것을 주장했다. 연금 행정에 대한 신뢰 회복과 함께 사보청의 민영화를 통해 공무원 감축의 돌파구를 마련하겠다는 의도였지만, 여기서도 거센 저항에 직면했다. 일본의 저널리스트인 다하라 소이치로는 "아베가 사보청 민영화를 목표로 내걸면서 사보청 내부 반발을 초래하는 바람에 결국 사보청이 정부를 배신하고 '사보청의 연금이 바닥나기까지 시간이 얼마 남지 않았다'라는 점을 선거를 앞두고 정치권 및 언론에 퍼뜨리는 소위 '자폭 테러'를 감행했고, 언론도 이에 편승해 정부에 대한 비판 여론을 주도하면서 결국 자민당 정권 몰락의 신호탄이 됐다"라고 주장했다.

### 노동 정책

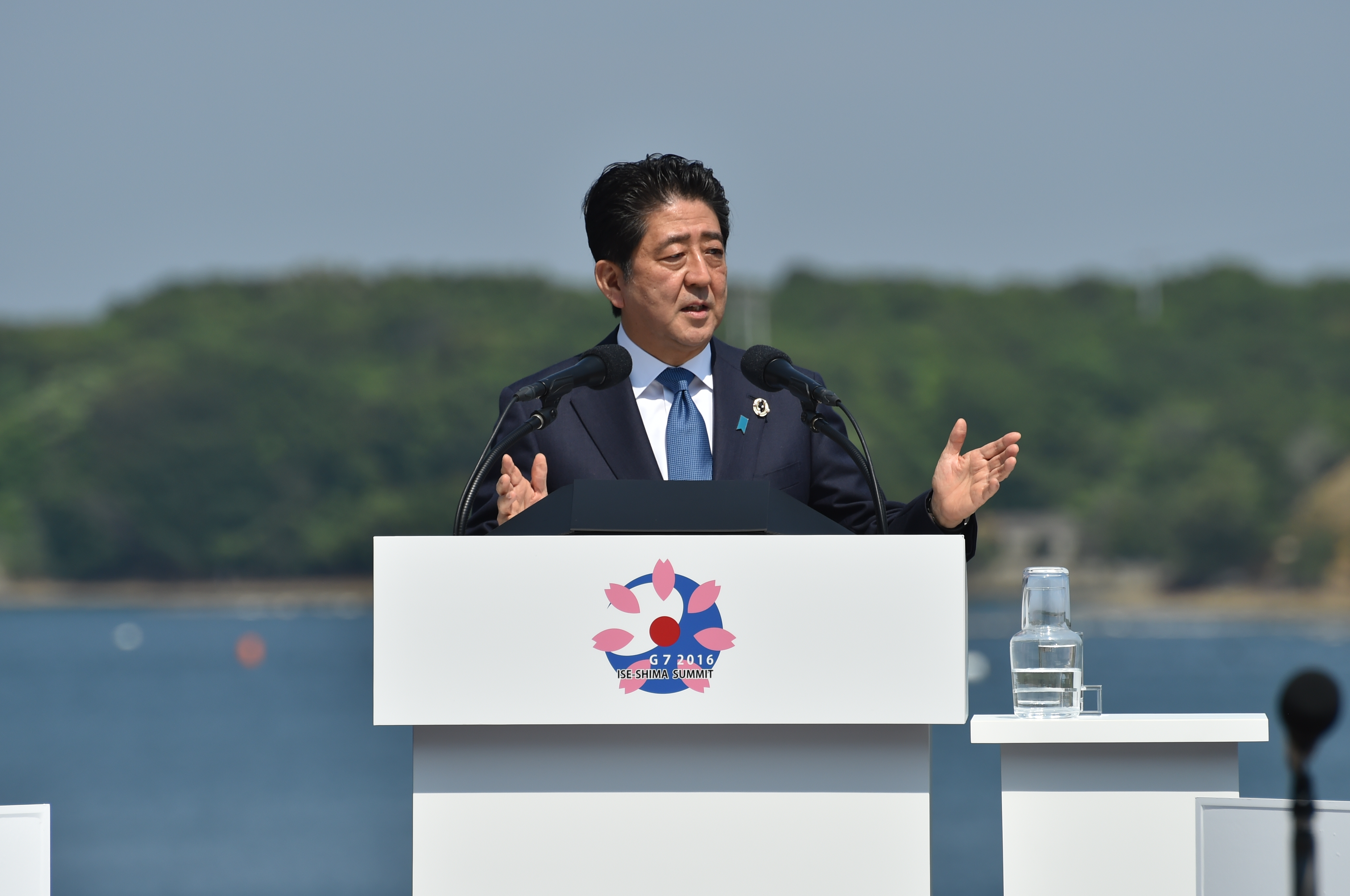
미에현 시마시에서 열린 G7 정상회담에서 연설하고 있는 아베 신조(2016년 5월)

제1차 내각 시기 노동 시장 개혁을 요지로 한 "노동 빅뱅", 실업자의 취업을 장려하는 정책을 주창했다. 이후 제4차 내각에서 "일하는 방법 개혁" 실현을 목표로 내각총리대신 결재를 통해 "일하는 방법 개혁실현회의"라는 자문 기관이 설치됐다. 이를 거쳐 "일하는 방법 개혁 관련법"이 제정되어 정책을 실현하고 있다.
"재도전" 정책
제1차 내각에서는 고이즈미 정권 하에서 생긴 지역 불균형 문제, 비정규직 증가 등 이른바 "경제적 불평등"의 해소를 내걸고 "재도전" 정책의 일환으로써 비정규직을 정규직으로 채용할 것을 기업에 장려했다. 그러나 2006년 8월 경단련이 회원 기업을 대상으로 벌인 설문 조사 결과에 따르면 비정규직의 정규직 채용에 약 90%가 소극적이었으며, 결국 기대한 만큼 성과가 나오지는 못했다. 아베는 "워킹 푸어라고 불리는 사람들을 전제로 한다면 인건비 면에서 이미 대단한 문제가 있다"라고 말하고 "기업도 비정규직 고용자를 정규직 사원으로 전환할 수 있도록 적극적으로 임하는 것이 중장기적으로는 기업에 대한 신뢰도 및 활력을 높일 수 있는 길이다"라는 생각을 드러내고 있으며, "하청의 재하청" 문제 등에 관해서도 "법령, 노동기준법 규정에 반하고 있다면 엄격하게 대응해 나갈 것이다"라는 취지의 발언을 했다.
최저임금
최저임금의 근본적인 인상에 대해 "중소기업을 중심으로 한 노동 인건비가 증가한 상황에서, 오히려 고용이 줄어들게 하기 때문에 비현실적이다"라고 말했다. 2007년 3월, 참의원 예산위원회에서는 "최저임금 제도를 '생활 보호'를 위해 필요한 적정 수준 이상으로 정하도록 개정하고, 경제 성장을 견인할 수 있는 전략도 함께 추진하는 가운데 중소기업과 노동자의 생산성을 높임으로써 최저임금도 올린다는 두 가지 방안을 검토하고 있다"라고 밝혔다.
"남녀 공동 참여" 정책
제1차 내각에서 여성이나 고령자의 취업률 향상을 내세웠다. 제4차 내각에서는 각 기업의 노력을 전제로 육아휴직을 3년까지 인정하는 것을 추진하겠다고 밝혔다. 2014년 3월 28일, 총리대신 관저에서 "모든 여성이 빛나는 사회"를 목표로 하는 정책을 추진하기 위해 "빛나는 여성 응원 회의"를 개최했다. 이후 각계각층의 여성 지도자들, 각 지역에서 "빛나는 여성 응원 회의"를 지지하고 또 직접 개최하기도 했다. 2017년 6월 21일에는 여성의 사회 진출에 공헌한 단체 등의 표창식에서 "여성이 마음껏 활약할 수 있는 사회를 향해서 향후에도 더욱 힘써 주시기를 간절히 바라고 있다"라고 말했다.
일과 생활의 균형
일본의 기업 문화, 일본인의 생활 양식, 일본의 "일하는 것"에 대한 생각을 개혁한다고 밝히고, 동일노동 동일임금 및 노동 시간 상한 규제 등을 제시하였다. 2016년 12월 정부 주최의 국제 심포지엄에서는 "일하는 방법 개혁"의 성공에 대해 "남성의 의식 변혁을 지적하고, 가사와 육아를 부부가 함께 맡으며 출산 직후부터 남편이 육아에 몰두할 수 있도록 남성의 육아휴직을 권장한다"라고 밝혔다. 구체적으로는 정부와 경제계가 함께 여는 소비 촉진 캠페인 "프리미엄 프라이데이", 여름철 조기 출근 및 퇴근 장려 정책, 출근 시간 단축을 위해 시차를 둔 출퇴근을 촉진하는 "시차 Biz" 등이 "일하는 방법 개혁"의 일환이다.
"고급 전문직 제도"
제1차 내각에서는 화이트 칼라에 대한 노동법상 규제를 완화시켜주는 것이 검토되고 있었다. 제4차 내각에서는 월 수입이 일정 수준을 넘는 전문 직종의 일부에 "재량노동제"를 도입하는 이른바 "고급 전문직 제도"가 추진되었다. 그러나 고수입의 일부 전문직에 대해 잔업 급여 지불 등 근로 시간 규제에서 제외하자 야당으로부터 "잔업 급여 제로 법안"이라는 비판을 받았다. 아베는 당초 법안에서 최소한의 휴일을 의무화하는 등 과소비 방지를 고려한 법안으로 수정할 방침을 밝혔다. 이후 2018년 6월 29일, "고급 전문직 제도"의 신설 등을 포함한 "일하는 방법 개혁 법안"이 제정되었다. 다만 법안 심의 과정에서 후생노동성이 제출한 자료가 부적절했던 것이 밝혀져 결국 "재량노동제"를 적용하는 업종을 확대하는 것은 무산됐다.
노동 시장 구조 개혁
기업들이 임금 인상을 촉진하고 정부는 임금을 인상하는 기업에 대한 우대 및 실업자 대책을 추진하고, 근로자는 노동 시장 유연화에 동의하여 해고자 증가를 받아들인다는 "일본판 바세나르 협약"을 구상하고 있다. 단 네덜란드에서 이뤄진 합의는 "노조는 임금 삭감 수용", "정부는 기업의 사회 보장 부담을 줄이고 노동자를 위한 감세 실시", "사용자는 일자리를 나누어 고용을 확보"인데 반해 일본은 그 반대를 추진한다는 주장도 있다.
또한 "일본판 바세나르 협약"은 오히려 제1차 아베 신조 내각에서 내세운 "노동 빅뱅"에 더 가깝다는 일본유신회의 중진이자 "고이즈미 구조 개혁"의 중심 인물인 다케나카 헤이조의 주장도 나왔다. 이 구상에는 실업 급여 지급을 조건으로 종업원의 해고를 인정해주는 "해고 룰"이나 "정규직과 비정규직의 중간 고용 형태의 도입" 등이 담겨있다. 그러나 이 구상에 대해서는 해고자 증가를 받아들여야 하는 노동계는 물론 재계도 난색을 표하고 있는 것으로 알려졌다. 이에 대해 다케나카 헤이조는 제1차 아베 신조 내각 시기의 저서에서 "기득권을 잃는 노동조합과, 보험 및 연금의 부담 증가를 싫어하는 재계 모두의 반대로 무산된 것이다"라고 밝히고 있다.

### 치안 정책
조직범죄처벌법(이른바 "공모죄 법안")에 대해 "국제사회에서 조직 범죄에 대응하는 역할을 하기 위해 빠른 시일 내에 '국제 조직범죄방지법 조약'을 비준할 필요가 있다"며 2007년 1월 25일 소집된 정기 국회에서 비준할 것을 지시했으나, 여론 및 자민당 내부 반발이 강해지면서 무산됐다. 2017년 5월 19일, 공모죄 구성 요건에 "테러 등 준비죄"를 신설하는 것을 골자로 한 조직범죄처벌법 개정안이 중의원 법무위원회에서 자민, 공명 연립 여당과 일본유신회의 다수 찬성으로 가결되었고, 5월 23일 중의원 본회의에서 처리됐다. 이후 6월 15일 참의원에서 국회 회기가 끝나기 전까지 법안을 처리한다고 밝힌 연립 여당은 참의원 법무위원회에서의 표결을 생략하고 "중간 보고"를 실시한 뒤 이날 새벽 열린 참의원 본회의에서 "조직적 범죄의 처벌 및 범죄 수익 규제 등에 관한 법률 일부 개정안"을 자민, 공명 연립 여당과 일본유신회의 다수 찬성으로 가결했다. 아베는 법안이 성립된 것에 대해 "이번 법을 적절히, 그리고 효과적으로 운용한다"는 취지로 말했고, 또한 도쿄 올림픽 개최를 앞두고 "하루라도 빨리 국제 조직범죄방지 조약을 체결해 테러를 미연에 방지하기 위해서 국제사회와 확실히 협의해 나가고 싶다. 이를 위한 법안이 성립된 것이라고 생각하고 있다"라고 말했다. 또 개정된 조직범죄처벌법의 시행으로 그 해 8월 10일 유엔 본부에서 국제 조직범죄방지 조약(TOC 조약) 체결이 전제 조건인 인신 거래 및 밀입국 의정서, 나아가 유엔 부패 방지 협약이 체결되었다.
특정 비밀 보호에 관한 법률
2013년 중순부터 안보 관련 정보 중 "특히 비밀로 유지하는 데 필요한 것"을 "특정 비밀"로 지정하고 정보 접속이 가능한 사람에 대한 적정성 평가 실시 및 비밀을 누설한 경우의 벌칙 등을 정한 특정 비밀 보호에 관한 법률의 논의가 시작됐다. 그런데 이 법안은 내용 면에서 국내외에서 논란이 되었고, 각 언론사가 실시한 여론조사에서는 "의안 폐기 및 보류"가 다수를 차지한 결과가 많았지만, 일부 여론조사에서는 찬성이 반대를 웃돌기도 했다. 법안은 2013년 11월 중의원에서, 12월에 참의원에서 가결되었다. 중의원에서는 연립 여당 및 모두의 당도 찬성했지만, 참의원에서는 여당 의원의 발언 논란으로 야당에서는 찬성자가 나오지 않았다. 법안 통과 이후 아베 정권의 지지율은 급락했다. 유엔은 이 법안에 대해 공개적으로 "중대한 우려"를 표명했고, 외신들도 "보도의 자유 및 민주주의의 근본을 위협하는 악법", "일본에서 내부고발자를 탄압하는 입법이 성립됐다", "일본이 보도의 자유를 제한"라고 보도했다. 전직 미국 국방부 차관보인 모턴 핼퍼린은 "알 권리와 비밀 보호의 균형을 정한 국제 기준을 무시하고 있다"며 법안을 비판했다. 한편 미국 국무부 부대변인은 기자회견을 통해 일본에서 특정 비밀 보호에 관한 법률이 통과된 것에 대해 "정보 보호는 동맹 간 협력 관계에서 중요한 역할을 하며, 기밀 정보 보호에 관한 정책 등의 강화가 진전된 것을 환영한다"라고 말했으며, AP 통신은 "중국의 군사력 증강에 대응하기 위해 '강한 일본'을 바라는 미국은 법안 통과를 환영하고 있다"라고 보도했다.

### 사회 보장
제2차 아베 신조 내각에서 내각에 "사회 보장 제도 개혁 추진 회의"를 설치하여 자문 기관으로 하였다.
중국 잔류 일본인 문제
중국 잔류 일본인 문제에 관해 일본 정부에 제기된 소송 때는 청구 취하를 요청하기 위해 원고 측과 직접 면담하였고, 이들에게 새로운 지원을 검토할 것임을 약속했다.
지케이 병원의 베이비박스 설치
2007년 2월 23일, 구마모토현 구마모토시의 지케이 병원(慈恵病院)이 당시에는 보기 드물었던 베이비박스의 설치를 계획하고 있던 것에 대해 "'박스'라는 이름, 그런 곳에 익명으로 아이를 두고 가라는 것에 나는 매우 큰 저항감(반감)을 느낀다"라고 말했다.
연금 문제
2007년 사회보험청의 연금 기록 문제가 드러난 이른바 "사라진 연금 스캔들"이 발생하자 민주당의 오자와 이치로 대표와의 국회 당수 토론에서 "사라진 연금은 어떻게 할 것인가"라고 묻는 야당의 추궁에 대해 아베는 "연금이 사라진 것은 아니다"라며 연금 시효 철폐 특별법 제정 등 구체적인 대응책을 제시했다. 주인을 알 수 없는 연금 기록 5000만 건에 대한 대조 작업에 관해서는 "3000만명의 가입자와 이 중 2880만 건을 올해 안에 대조 완료하겠다", "올해 안에 우리는 모두 대조할 것임을 약속한다"라고 잘라 말해, 당초 2년 정도가 걸릴 것으로 예정됐던 대조 조사 기간을 앞당기라고 관계 기관에 요구했다. 중의원 본회의에서도 "오랫동안 꾸준히 보험료를 냈음에도 불구하고 연금이 제대로 지불되지 않는다는 부당한 일은 절대 있어서는 안 된다. 이를 위해 국민의 시각에서 최대한 신속하게, 그리고 할 일은 다 할 것이며 국민 불안 해소에 최선을 다하겠다"라고 말했다.
이후 사회보험청은 연금 기록의 대조 작업을 이어 갔지만, 2008년 3월 말까지 주인을 찾아낸 것은 1000만 건 정도에 그쳤고, 찾지 못한 기록은 1975만 건에 이른다는 발표가 나왔다(2007년 12월 추정치). 당초 1년 내에 대조 작업을 완료하겠다던 아베의 계획은 물거품이 됐고, 후임 총리인 후쿠다 야스오가 이에 대해 사과하는 일까지 벌어졌다. 내각관방장관인 마치무라 노부타카는 "연금 기록을 대조하는 사이 돌아가신 분도 있다. 마지막 한 명까지 주인을 찾아낸다는 것은 있을 수 없는 일이다. 거의 무리"라며 아베 공약의 문제점을 지적했다. 이후 2008년 3월, 사회보험청의 대조 결과가 발표되었고 1172만 건의 주인을 찾아냈지만, 나머지 2025만 건은 찾지 못했다.
간호 정책
2017년 9월 25일 열린 중의원 해산 연설을 통해, 자민, 공명 연립 정권에서 간호 인력에 대한 월 4만 7천 엔의 처우 개선을 실현한 것을 거론하면서 "다른 산업과의 임금 격차를 없앨 수 있도록 추가로 처우 개선을 추진하겠다고 밝혔다.
아동 수당
2009~2012년 민주당 정권 당시 추진한 아동 수당에 부정적인 입장을 취하며, "WiLL" 2010년 7월호에서 "민주당이 목표로 하고 있는 것은 재정을 파탄 내는 것일 뿐만 아니라 육아를 가족으로부터 갈취하고 가정이 해온 육아를 국가화, 사회화하는 것이다. 이것은 실제로 민주 캄푸치아의 폴 포트와 소련의 스탈린이 실시하려고 했던 것이다"라고 비판했다.
의료 제도
관민(官民)이 일체가 되어 신약 개발, 재생 의료를 추진하는 "일본판 NIH" 구상을 제안했다. 또한 빅 데이터나 인공지능을 활용한 "질병 예방 및 건강 관리" 및 "원격 의료"도 추진하고 있다.

### 경제 정책

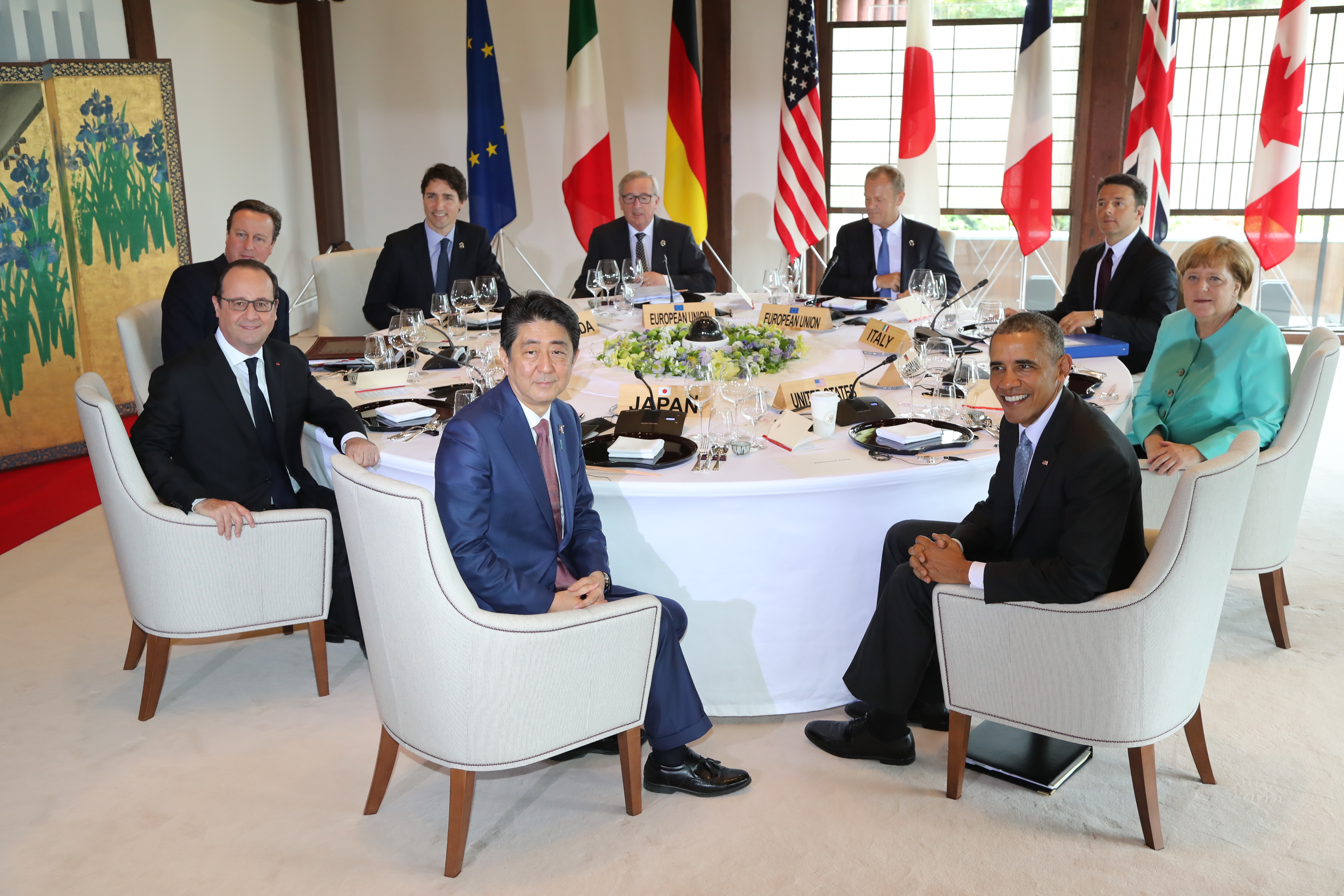
미에현 시마시에서 열린 G7 정상회담에서 각국 정상들의 모습

2012년 재집권과 함께 출범한 제2차 아베 신조 내각에서 아소 내각 이후 민주당 정권 기간 중단되었던 "경제재정자문회의"를 재개했다.
이후 지금까지 "아베노믹스"로 불리는 경제 정책을 시행하고 있다. 아베노믹스의 내용은 다음과 같이 크게 세 갈래로 나눌 수 있다.
- 대담한 금융 정책
- 기동적인 재정 정책[주 5]
- 민간 투자를 촉진시키는 성장 전략

아베는 2015년 11월에 열린 대중 강연회에서 "GDP는 아베노믹스의 시행으로 성장률이 마이너스에서 플러스로 돌아선 결과 500조 엔까지 회복했다. 이후 매년 명목상 3% 이상의 성장이 이뤄진다면 2020년경에는 GDP 600조 엔을 충분히 달성할 수 있다"라고 말했다.
2017년 9월 25일 중의원 해산 연설에서는 "11년 만의 6분기 연속 플러스 성장, 내수 주도의 강력한 경제 성장이 실현되었다"며 고용은 200만 명 가까이 증가하고 2017년 봄에 대학을 졸업한 학생의 취업률이 사상 최고 수치라고 강조한 뒤 "2년간 정규직은 79만 명이 늘어나면서 정규직의 유효 구인 배율은 조사 시작 이래 처음으로 1을 넘었습니다. 정규직이 되고 싶은 사람이 있다면 반드시 하나 이상의 정규직 일자리가 있다는 것입니다"라고 말했다.
TPP 문제
2012년 11월 14일 노다 요시히코 총리의 중의원 해산 표명이 나오자마자 해산 총선거의 쟁점으로 부상한 환태평양 경제 동반자 협정(TPP)에 대해, 자민당에서 TPP 참가 반대파에 속했던 아베는 일본 상공회의소 회장이었던 오카무라 다다시와의 회담에서 TPP 협상 교섭에 신축성을 갖게 할 것을 주장하며 "TPP에 대한 강한 협상력을 발휘할 수 있다는 강한 의지를 느꼈으며 마음히 든든해졌다"라고 평가했다. 이에 대해 일본 경제 단체 연합회 회장인 요네쿠라 히로마사도 "좋은 만남이었다"며 환영했다. 그러나 이후 아베는 기자회견에서 "제가 교섭 참가에 긍정적이라는 보도는 어디까지나 잘못된 것이라고 생각합니다"라고 부정하였고, 그 결과 총선거에서는 전체 480명의 당선자 중 160명 이상이 TPP 교섭 참가 반대를 주장하는 농업협동조합(JA) 계열 정치 단체의 지원을 받은 인사로 채워졌다.
그러나 농림수산대신에 농업 정책에 친숙한 하야시 요시마사를 임명하고 아마리 아키라, 아소 다로 등 경제 정책을 담당하는 주요 각료에도 TPP 찬성파를 배치하는 등 당내 갈등을 막고자 했다. 또한 외교 정책에 관한 총리의 자문에 응하는 내각관방 고문에도 TPP 찬성파인 야치 쇼타로를 임명했다. 또한 TPP 찬성파인 오카 모토유키를 각각 내각부 규제개혁회의 의장으로 임명하고, 신설된 "일본 경제재생본부"에 설치된 "산업경쟁력회의"에도 일본유신회와 인연이 깊은 TPP 찬성파 다케나카 헤이조와 TPP에 조기 가입할 것을 요구하던 미키타니 히로시를 기용했다. 경제 전반의 정책을 결정하는 "경제재정자문회의"의 민간 위원도 모두 TPP 찬성파로, 그 중 다카하시 스스무는 경제 구조 개혁파의 대표 논객으로서 노다 요시히코 정권을 뒷받침하고 있었던 인물이다. 급기야 "TPP에 참가하지 않는다면 농촌부에 있는 많은 공장들은 폐쇄를 피할 수 없다"라고 주장하며 "TPP 강경파"로 분류됐던 이토 모토시게까지 정부에 기용했다.
2013년 2월 23일 미일 정상회담 후 양국은 공동 성명을 발표했다. 지금까지 관세에 관한 견해(론 커크 미국 무역대표부 대표와 겐바 고이치로 외무대신의 회담 결과)는 "물품 관세의 최종 결정은 TPP 협상에 포함되어 정해지는 것" 이었지만, 새 공동 성명에서는 "일단 모든 관세를 철폐하는 것을 미리 요구하지 않을 것임을 확인한다"라는 표현으로 바뀌었다. 이 회담 이후 각 언론사 여론조사에서 TPP 찬성 여론이 증가하여 교도 통신 63%, FNN 53%, TV 아사히 51%, 니혼케이자이 신문 47%로 나타났다.
2013년 3월 8일, 일본 정부가 노다 내각 당시인 2012년 3월부터 "TPP 교섭 참가 후발조로 나온 3조건"을 파악하고 있었음에도 불구하고 국민에게 이를 알리지 않고 협상에 참여한 것으로 드러났다. 아베는 이 문제에 관해 중의원 예산위원회에서 답변을 거부했고, 이에 앞서 질문을 했던 일본유신회의 마쓰노 요리히사 국회의원단 간사장은 "정부가 협상 참가 규정을 알았다면 의회에 설명하는 것은 당연한 책임이다"라고 비판했다. 또한 기시다 후미오 외무상은 "적어도 우리나라에는 그러한 조건을 제시한 적이 없다. 계속 정보 수집에 전력을 다할 것이다"라고 답변했으며, 다음 날인 3월 9일 아베는 "규칙을 만들어 가는데 뒤늦게 들어온 사람들이 논의를 뒤엎어 버린다면 처음 들어간 사람들이 곤란해지지 않을까 생각한다"며 일단 협상을 계속할 뜻을 밝혔다. 아베 정권은 이 3조건에 대해 정권 교체 직후에 파악했지만 공표는 하지 않았다.
결국 2013년 3월 15일, TPP 협상에 계속 참여하는 것으로 정부의 최종 결론이 났다.
2013년 4월 12일 마무리된 TPP 참가를 위한 미일 간 사전 협의 결과에 대해서는 주요 언론 기사에서 "TPP의 높은 '입장료'"라는 제목을 달 정도로 미국 측에 너무 양보했다는 비판이 나왔다. 일본 정부의 TPP 협상 담당자가 사전 협의에 들어가기 전부터 "어떻게 하든 7월 중에는 협상에 참여하겠지만......"이라고 말하는 등 좋지 않은 분위기를 보이자 통상 조건으로 미국 측에 대폭 양보를 하는 것이 아니냐는 관측이 제기되었는데, 결국 현실이 된 것이었다. 사전 협의 쟁점으로 꼽혔던 자동차, 보험 분야에서는 거의 미국 측 의견만 반영됐다고 볼 수 있을 정도로 양보가 이루어졌는데, 그나마 자동차 분야 관세에 대해서는 당분간 승용차 및 트럭의 관세는 유지하고 TPP가 최종 타결될 때까지 관세 철폐를 유보하게 되었으나, 보험 분야에서는 생명 보험, 암 보험 등 신상품의 신청을 사실상 동결하면서 보험 신규 투자가 가능해지는 2015년 가을까지 보험사 주식 상장은 계획의 재검토가 불가피하게 됐다. 따라서 정부가 재원 확보처로 기대를 가졌던 일본우정 주식의 미국 매각을 통한 수입 4조 엔도 확보하지 못하게 되었다. 뿐만 아니라 비관세 조치에 대해 9개 분야에서 미일 간에 계속 협의한 결과, 1990년대에 경험한 "미일 무역 구조 협의", "포괄 경제 회담"과 마찬가지로 미국이 일본에 시장 개방 압력을 넣는 모양새가 되었다.
2013년 9월 25일, 아베는 뉴욕 증권거래소에서 강연한 자리에서 "이제 국경이나 국적에 집착하던 시대는 지나갔습니다. 세계의 성장 중심지인 아시아 태평양. 그 안에 있는 일본과 미국은 자유, 기본적 인권, 법치주의라는 가치관을 공유하며 함께 발전해 왔습니다. 그 양국이 TPP를 만드는 것은, 역사의 필연입니다"라고 말했다.
이후 2016년 12월 9일, 참의원 본회의에서 무기명 투표로 TPP 참여가 결정되었다.
그러나 2017년 1월 20일, 제45대 미국 대통령으로 취임한 도널드 트럼프가 미국의 TPP 탈퇴를 선언했다. TPP의 발효 조건이 "12개 회원국 총 GDP의 85% 이상을 차지하는 6개국 이상의 국내 비준"이었으나, 전 회원국 GDP의 약 60%를 차지하고 있는 미국이 탈퇴를 선언함에 따라 TPP 발효 자체가 물건너 갔다는 전망도 나오고 있다.
따라서 일본 정부는 TPP 대신 "역내 경제 협정"을 검토하기로 하고, 미국 시각 2017년 2월 10일 아베는 트럼프와의 첫 정상회담에서 미일 간의 경제 대화를 아시아 태평양 지역으로 확대하는 방안을 논의했다. 정상회담에 동행한 재무성 관계자는 양국간 자유 무역 협정(FTA)으로 발전될 가능성을 부인하지 않았다.
2017년 3월 1일 열린 참의원 예산위원회에서 아베는 미국의 TPP 이탈과 관련해 "일본의 구심력을 살리고 앞으로 어떤 방법이 있을지를 미국 이외의 각국과도 의논하고 싶다"라고 말했다.
원전 정책
2006년 12월 22일, 대지진에 따른 해일이 생길 경우 원자력 발전소의 안전성에 관해 묻는 질문에 "일본의 원자력 발전소는 외부 전원 또는 비상 전원을 통해 모두 전력 공급을 받을 수 있도록 설계되어 있어, 정지된 원자로는 빠르게 냉각이 가능하며, 붕괴열을 제거하지 못하고 핵 연료봉이 동시에 파괴될 경우에 발생할 수 있는 원전 사고에 대해서는 아직 평가가 이루어지지 않고 있다"라고 중의원 예산위원회에서 답변했다.
이후 후쿠시마 제1 원자력 발전소 사고의 영향으로 탈원전 정책 기조에 따라 정지되었던 일본 각지의 원자력 발전소에 대해, 2014년 5월 1일 런던에서 한 연설에서 "안전 기준을 충족한 곳부터 순차적으로 가동시킨다"라는 방침을 발표했다.

### 재정

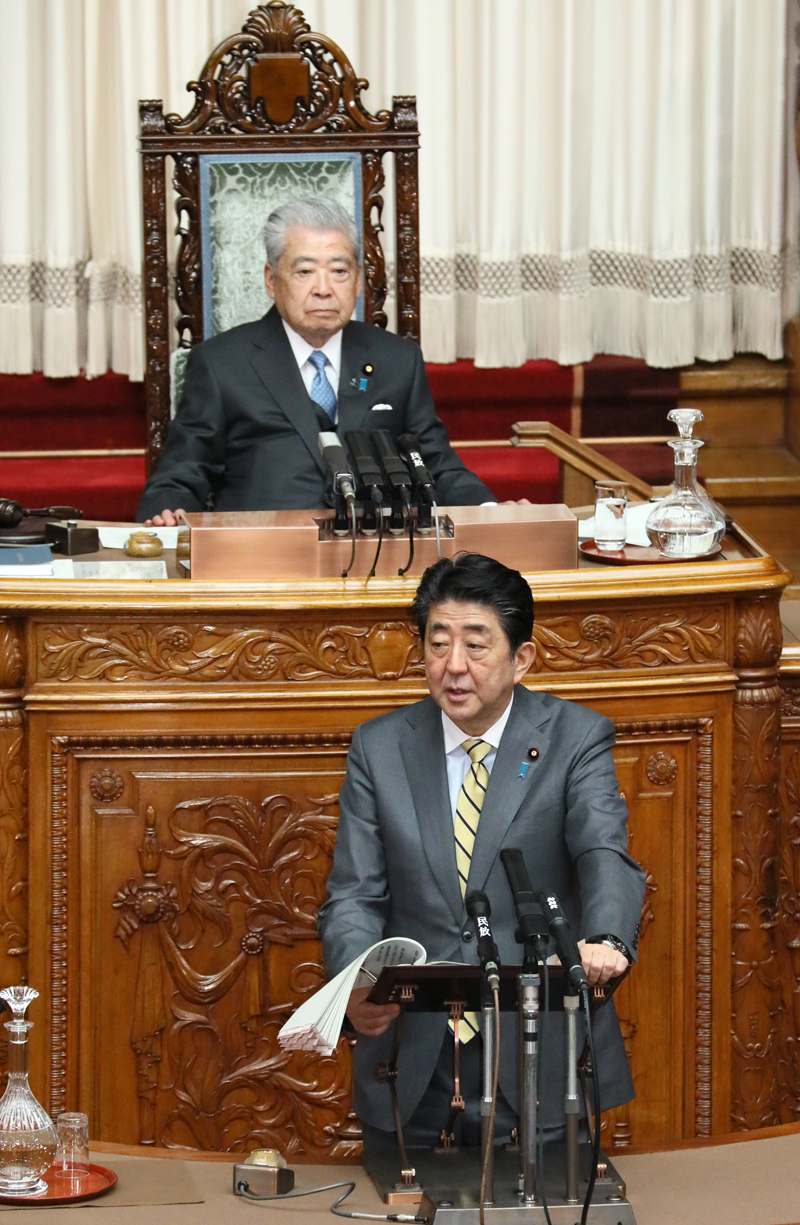
국회에서 열린 참의원·중의원 본회의에서 연설하고 있는 아베 신조(2018년 1월 25일)

재정에 대해서 "성장하지 않고 재정 적자와 부채를 해결할 수 있다고 한다면 그건 무리이며, 절대로 있을 수 없다"라고 말했다.
소비세 인상
소비세 인상에 대해, 2012년 일본 자유민주당 총재 선거에 출마한 5명이 참가한 일본기자클럽 주최의 공개 토론회에서 "시기를 잘못 선택하면 결과적으로 경제의 허리를 꺾어 버리게 된다. 디플레이션이 계속 지금과 같다면 소비세를 올려서는 안 된다"라고 말했다. 그러나 재집권에 성공한 이후 2013년 10월 1일에 소비세를 종전의 5%에서 8%까지 인상할 뜻을 표명했다. 소비세 인상의 판단을 그동안 보류하고 있던 아베는 "나라의 신임을 유지하고 지속 가능한 사회 보장 제도를 다음 세대에 넘겨주기 위해 2014년 4월 1일부터 소비세를 5%에서 8%로 올리기로 판단하였다"라고 밝혔다.
당초 정부는 소비세 재인상 시기를 2015년 10월로 예정했으나, 2014년 6월 24일 인터뷰에서 아베는 "겨우 잡은 (디플레이션 탈피) 기회를 놓칠지도 모르니 더는 인상할 수 없다"며 11월에 발표되는 2014년 3분기 실질 GDP 수치를 지켜보고 최종 판단을 내릴 것임을 표명했다. 2014년 8월 9일 발매된 "문예춘추" 기고에서 아베는 "경제 성장이야말로 아베 정권의 최우선 과제임을 밝힌다"며 디플레이션 탈피의 의욕을 보였다.
2014년 10월 7일 참의원 예산위원회에서 아베는 "지금의 사회 보장 제도를 다음 세대에 넘겨주고, 육아 지원을 확대하기 위해 그 자금을 국민이 부담하기 위한 것이 소비세이다. 만약 소비세를 10%까지 올리지 않을 경우 사회 보장 예산은 줄어들 수밖에 없다"고 말했다. 또 이날 국제 통화 기금(IMF)는 2015년 10월로 예정된 소비세율 10% 인상을 예정대로 실시해야 한다고 밝혔다.
아베는 2014년 10월 17일 파이낸셜 타임스와의 인터뷰에서 "증세로 경기가 후퇴한다면 세입이 감소하여 증세 자체가 무의미해진다"라고 말했다. 11월 13일 아베는 소비세율 인상을 다시 보류했으며, 이후 아베노믹스에 대한 국민의 신임을 묻겠다며 중의원을 해산할 방침을 내세웠다. 아베는 소비세 인상을 예정보다 1년 반 연기해서 2017년 4월에 실시하기로 하였다. 11월 18일 아베는 기자회견에서 2014년 3분기 GDP 수치에서 "성장 궤도에 돌아오지 않았다", "디플레이션을 벗어나서 경제를 성장시키기는 아베노믹스의 성공을 확실하게 하기 위함"이라며 "2015년 10월 1일에 예정된 소비세 인상은 1년 반 연기하겠다"라고 밝혔다.
이후 2016년 6월 1일, 아베는 기자회견을 통해 "내수를 위축시킬 수 있는 소비세율 인상은 연기해야 한다"며 2017년 4월 1일로 연기시켰던 소비세 인상을 또 다시 2년 반 연기하겠다고 밝혔다. 아울러 소비세 인상이 이루어질 때에는 "경감세율"을 도입하겠다고 밝혔다.
2017년 9월 25일 열린 중의원 해산 연설에서는 사회 보장 제도를 전세대에 적용하는 것으로 방침을 전환하고, 육아 지원에 대한 투자를 하는 용도로 소비세 세입의 용도 변경을 표명했다. 그러나 이후 용도 변경은 2020년의 기초 재정 수지를 흑자로 만드는 "재정 재건" 목표 달성이 "어려워진다"며 사실상 철회했다.

## 역사관

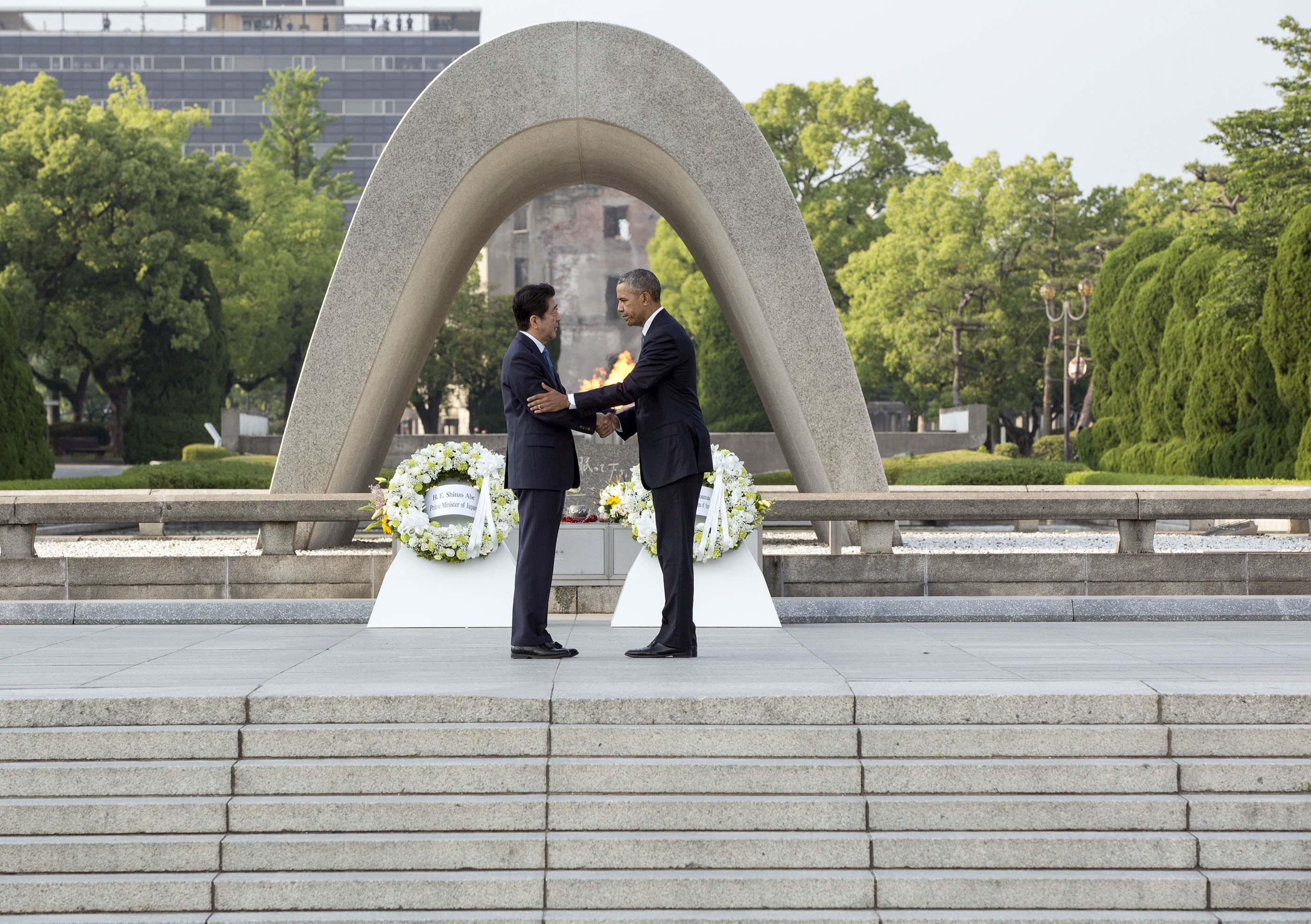
히로시마 평화기념공원에서 버락 오바마 미국 대통령(오른쪽)과 악수를 나누는 아베 신조(2016년)

### 무라야마 담화
2006년 9월 7일, 무라야마 담화에 대해 "기본적으로 그 정신을 이어 나간다"라고 말했다. 한편, 2006년 10월 6일 중의원 예산위원회에서 A급 전범의 전쟁 책임에 대해서는 "당시에 지도자였던 사람들에게는 보다 무거운 책임이 있지만, 그 책임의 주체가 어디에 있느냐 하는 것은 정부로서 판단할 입장이 아니다"라고 말했다. 2006년 10월 5일 중의원 예산위원회에서도 도조 내각의 상공대신이자 아베의 외조부인 기시 노부스케가 태평양 전쟁 개전 조서에 서명한 것에 대한 생각을 묻는 질문에 "외조부를 포함해서 당시의 지도자에게 큰 책임이 있다. 정치는 그 결과에 책임을 져야 하는 것이므로 당연히 판단을 잘못한 것이다"라고 답했다.
극동국제군사재판에 대해서는 1차 집권 시절 "재판 결과를 인정하며 이에 이의를 제기할 입장이 아니다"라고 말했다. 그러나 2차 집권 기간에 들어서는 2013년 2월 12일 열린 중의원 예산위원회에서 "대전(大戰)의 책임은 일본인 자신의 손이 아니라, 말하자면 연합국이라는 승자의 판단에 의해서 단죄가 이루어졌다"며 회의적인 견해를 보였다. 그러나 이후 2013년 5월에는 또 입장을 바꾸어 "일본이 침략하지 않았다고 말한 적은 단 한 번도 없다"며 무라야마 담화를 계승하겠다고 밝혔다.

### 위안부 문제

#### 고노 담화
일본의 역사 교육에 이의를 제기하며 우익 성향의 "새로운 역사 교과서를 만드는 모임"을 지원해 왔으며, 자민당 내부 의원 연맹인 "일본의 전도와 역사 교육을 생각하는 의원 모임"의 사무국장을 지내기도 했다(현재는 고문). 이 모임은 특히 침략 전쟁과 위안부 문제를 교과서에 기술하고, 일본군의 위안부 강제 동원을 인정하는 고노 담화를 발표했던 고노 요헤이를 불러서 담화의 철회를 요구하기도 했다. 1997년 국회에서도 "위안부 강제 동원의 근거로 여겨지던 요시다 세이지의 증언이 허위임이 밝혀졌기 때문에, '고노 담화' 및 '위안부 문제'를 교과서에 기술한 것은 문제이다"라고 말했다. 자민당 간사장 대리 시절인 2005년 3월 27일에 열린 강연회에서도 "종군 위안부는 지어낸 이야기"라고 말했다. 총리 취임 후 2006년 10월 5일에는 "고노 담화를 지금의 내각에서 변경하는 것은 아니다"라고 발언했다.
2007년 3월 1일, 고노 담화에 관한 한 기자의 질문에 대해 "일본군의 강제성을 뒷받침하는 증언은 존재하지 않는다"라고 말했다. 미국 하원에서 위안부 문제에 관해 일본을 비판하는 결의안이 제출된 것에 대해서는 그 해 3월 5일의 참의원 예산위원회에서 민주당의 오가와 도시오 위원과의 질의·응답에서 "이 결의안은 객관적인 사실에도 근거하고 있지 않다", "결의가 채택된다고 해서 우리가 무조건 사죄해야 하는 것도 아니다"라고 말했다.

오가와: 위안부 문제, 바로 미국 하원에서 이 위안부에 대해 일본이 사죄해야 한다는 결의안이 나올지도 모르는 상황입니다. 먼저 총리는 이 위안부 문제에 대한 국가의 책임을 인정한 미야자와 내각 시대의 고노 요헤이 당시 관방장관 담화에 대해 어떻게 생각합니까?
아베: 이 담화에 대해서는 지난번 국회에서 답변한 것처럼, 이 고노 관방장관 담화라는 것은 기본적으로 계승해 나간다고 말씀드리겠습니다.
오가와: 최근 총리는 강제성은 없었다는 취지의 발언을 했는데요, 이 위안부 문제에 대해서.
아베: 그 건에 관해서도 작년에 위원회에서 답변한 대로, 이 논의의 전제가 되는 저의 과거 발언에 대해 말씀드리면 위안부 문제를 교과서에 실을까 하는 논의에 대해 제가 답변을 한 것입니다. 그리고 그때 제가 말씀드린 것은, 협의의 의미에서의 강제성에 대해 그것을 뒷받침하는 증언은 없었다는 것을 작년 국회에서도 이미 말씀드렸습니다.
오가와: 3월 1일에 강제성은 없었다는 취지의 발언을 하지 않았습니까, 총리.
아베: 그러니까 이 강제성이라는 것에 대해서 어떤 것을 두고 "강제성"이라고 할 것인지를 논의하려는 것인데, 제 말은 적어도 관리들이 집에 들이닥쳐 끌고 갔다고 하는 그런 강제성은 없었던 것이 아닌가 하는 것입니다. 이 문제의 발단은 분명히 아사히 신문이라고 생각합니다만, 요시다 세이지라는 사람이 위안부가 강제 동원되었다는 증언을 하였는데, 이 증언은 이후 조작이었던 것으로 드러났습니다. 즉, 발단은 이 사람의 증언에서 시작된 것인데 지금 말씀 드린 것과 같은 결과가 나왔다는 것은 위안부 동원의 강제성, 관리들에 의한 강제 동원은 없었다는 것입니다.
오가와: 지금 증언이 없었다고 말했죠. 그러나 실제로 미국 하원에서 위안부의 강제성이 있었다는 피해자의 증언이 있었습니다. 그래서 하원에서 결의안이 채택되는지 여부가 지금 중요 관심사가 되고 있는 것이 아니겠습니까? 지금 증언이 없다고 하셨죠? 그런 경험을 했다고 말하는 위안부가 실제로 있는 겁니다. 그런 사람들의 발언은 증언이 아닙니까?
아베: 뒷받침 있는 증언이 없다는 겁니다. 증언이라고 하면, 방금 전 말씀드렸듯이 요시다 세이지 씨의 증언도 증언이 아니었으니까, 정말 이 사람의 증언은 날조입니다.
오가와: 한 번 더 확인합니다만, 그러면, 집에 찾아와서 강제로 데려가는 등의 강제는 없었다. 그럼, 어떤 강제 사례가 있었는지 총리는 알고 있습니까?
아베: 국회에서 이런 논쟁을 끝없이 해야 한다는 것이 저는 그리 생산적이라고 생각하지는 않지만, 굳이 말씀드리자면 작년 국회에서도 말씀드린 바와 같이 그때의 경제 상황이라는 요인이 있었던 것입니다. 본인이 희망해서 갔던 분들이 아마도 있을 것이라 생각합니다만, 중간에 들어간 업자가 사실상 강제했다는 사례도 있었다고 합니다. 그래서 넓은 의미로 봤을 때 강제성이 있었다는 게 미국 하원의 해석이 아니었을까 생각합니다.
오가와: 그 말은, "업자가 강제한 것이지 국가가 강요한 것은 아니다"라는 것입니까?
아베: 이에 대해서는 앞서 말씀드린 바와 같이, 집에 쳐들어가 사람들을 끌고 오는 강제는 없었던 것이 아닌가 하는 생각입니다.
오가와: 그러니까 총리, 그래서 지금 내가 묻고 있는 것이 아닙니까? 집에 쳐들어가서 끌고 나왔던 강제는 없었다. 그렇다면 어떤 강제가 있었냐는 것인지 묻는 거잖아요.
아베:  고노 담화에 쓰여 있는 내용 그대로입니다. 사실 오가와 위원이 어떤 의도로 이런 질문을 하시는지 잘 모르겠습니다. 지금 확실히 미국에서 그러한 결의가 화제가 되고 있는 것은 사실이지만, 거기에는 역시 사실오인이 있다는 것이 우리 정부의 입장입니다.
오가와: 미국 하원에서 우리가 사죄하라는 결의가 나온다고 하는 것은, 우리나라의 국제적 신용을 크게 해칠 수도 있는 매우 중요한 외교 사안이라고 생각합니다. 그래요, 사실오인이라 칩시다. 그렇게 따지면 "결의안에 사실오인이 있으니 만약 미국 하원이 그 결의안을 채택한다면 사실오인 투성이인 결의안을 채택한 미국은 나쁜 나라다, 그러니 일본은 일절 사과할 필요도 없고 그냥 무시하면 된다"라고 총리는 생각하는 것입니까?
아베: 결의가 있었다고 해서 무조건 사죄를 할 필요는 없다고 말씀드렸습니다. 결의안은 객관적인 사실에도 근거하지 않았으며 지금까지의 일본 정부의 대응에도 입각하지 않고 있는 것입니다. 위원님이 이와는 반대의 생각을 가지고 계신지는 모르겠습니다만, 미 의회 내의 일부 의원들의 도움을 받아 정부는 계속해서 일본의 입장을 미국에 전달하기 위해 노력하고 있는 바입니다.
오가와: 고노 담화는 단순히 업자가 강제했다는 것을 넘어, 위안소 설치와 관리 및 위안부 이송에 대한 군의 관여를 인정하는 것입니다. 이것에 대해 총리는 인정합니까, 인정하지 않습니까?
아베: 방금 전에 말씀드린 바와 같이, 고노 담화에 쓰여 있는 내용 그대로입니다.
오가와: 쓰여있는 것은 사실입니다, 쓰여있는 것은. 나는 총리가 그걸 그렇게 생각하고 있는지 묻는 것입니다.
아베: 그러니까, 쓰여있는 대로이니 그걸 읽어 보신다면, 그게 바로 지금 정부의 입장이라는 걸 아실 수 있을 겁니다.
오가와: 저는 이 문제에 대해 국제적 감각이랄까, 인권 감각이라고 하는 면에서 볼 때 총리의 대응에 대해서는 정말 쓸쓸하다는 느낌마저 들고, 정말 이 나라의 국제적 신용을 해치지는 않을까 걱정스럽습니다. 즉, 미국 하원에서 위안부 강제 동원 사실이 증언된 것에 대해 아무리 사실오인이라고 말하고 다녀봤자 국제 환경은 그렇게 호락호락하지 않다고 생각하고, 오히려 이러한 인권 침해에 대해서 분명한 사과와 대응을 하지 않는다는 것은 인권 감각, 즉 과거 일본이 일으킨 전쟁에 대한 진지한 반성이 역시 아직은 모자란 것이 아닌가 하는 국제적 평가가 나오게 하는 결과를 초래하지 않겠습니까? 어떻습니까, 총리?
아베: 저는 전혀 그렇게 생각하지 않습니다. 아마 오가와 의원과 저는 전혀 입장이 다른 것 같군요. 전후 60년간 일본은 자유와 민주주의, 그리고 기본적 인권을 지키며 걸어왔습니다. 그 점은 국제 사회에서 높이 평가되고 있다고 생각합니다. 또한 앞으로도 이러한 생각에는 변함이 없을 것이라는 점을 저는 지금까지 거듭 밝힌 바 있습니다. 오가와 위원은 지금까지의 일본의 걸음을 얕보고, 일부러 뒤로 돌리게 하려는 것이 아닙니까?
오가와: 대단한 폭언이군요. 지금은 하원 외교위원회 결의 정도에 머물고 있지만, 이제는 하원 전체에서 결의가 나올지도 모릅니다. 저는 지금 그로 인해 생기는 일본의 국제적 평가, 이것이 저하될 것을 걱정해서 말하고 있는 것입니다.
위원장 (오쓰지 히데히사): 속기해 주십시오.
(속기 중지)
위원장 (오쓰지 히데히사): 속기를 재개해 주십시오. 질문 계속하세요, 오가와 도시오 위원.
오가와: 저는 일본을 깎아 내리려는 게 아니라 일본의 국제적 평가가 더 올라가기를 바라는 마음에서, 미국 하원에서 결의가 나온다는 것은 중대한 사안이잖아요. 그걸 걱정해서 질문을 하고 있는 겁니다. 그런데, 얕본다는 것은 무슨 말입니까? 제가 일본이라는 나라를 얕보기 위한 발언을 한 것이라니, 무슨 의미입니까? 총리.
아베: 오가와 위원은 그 결의가 옳다는 전제 하에 서 계신 겁니까? 우선 그걸 먼저 묻고 싶습니다.
오가와: 결의가 나오는 것을 걱정하고, 결의가 나오는 것 하나만으로 일본의 국제적 평가가 내려지게 되는 상황을 염려해서 말하는 것입니다.
아베: 그래서, 이 결의안에는 분명히 사실오인이 있다는 것을 말씀드리는 것입니다.
오가와: 피해자가 미국 의회에서 증언을 했습니다. 그 증언에 근거해서 하원이 결의를 채택한다는 것인데, 그렇다면 "그 증언을 믿은 하원의 판단이 잘못된 것이라고, 그러니까 이제 그 일에 대해서는 아무런 대응도 하지 않아도 되고 그냥 사실오인이라고만 하면 된다"는 것이 아베 총리의 자세입니까?
아베: 지금 오가와 위원의 발언 속에도 사실오인이 있습니다. 우선 하원이 공식적으로 판단을 내리지 않았습니다. 아직은 내부 논의 과정에 불과하다는 것입니다. 그리고 우리 정부는 그에 맞는 대응을 하고 있는 것일 뿐입니다.
오가와: 제가 하원 전체에서 결의가 나왔다고 말한 적은 없습니다. 산하 위원회에서, 아니 위원회에서는 벌써 결의가 나왔습니다. 단지 하원 전체에서 아직 나오지 않았을 뿐인데, 만약 나오게 된다면 "일본이 곤란해지겠죠"라고 말하는 것입니다. 총리, 당신이 고노 담화에 대해 적극적으로 임한다고 했지만 사실 적극적으로 임하지 않고 있다는 것을 태도를 통해 잘 알았습니다. 시간이 없으므로, 다음으로 마쓰오카 도시카쓰 농림수산대신에게 의원회관 공과금 결제에 대해 묻겠습니다.
— 2007년 3월 5일, 참의원 예산위원회 전체회의에서 위안부 문제에 관한 오가와 도시오 위원과 아베 신조 총리 간의 질의·응답 부분

"(일본군의) 강제성을 뒷받침하는 것은 없었다"라는 발언에 대해 미국에서도 비판이 이어지자, 2007년 3월 16일 국회 답변에서 고노 담화의 계승을 다시 언급하며 "동정과 사죄"라는 단어를 사용하기도 했다. 이후 4월 3일 조지 W. 부시 미국 대통령과의 전화 통화에서도 이 같은 입장을 전달했다. 4월 7일에는 영국 BBC와의 인터뷰에서 "매우 힘든 상황에 위안부들이 강제적으로 동원된 것에 대해 대단히 죄송하다", "우리는 전시의 환경에서 그러한 고난과 고통이 강제된 것에 책임을 느끼고 있다"라고 말했다. 또한 이날 일본 언론에도 "인간으로서 진심으로 동정한다. 총리로서 매우 죄송하다", "그 여성들이 위안부가 되지 않으면 안 되었던 상황에 대해 우리는 책임이 있다"라고 말했다. 아베의 이와 같은 발언에 대해 마이니치 신문은 "이번 발언은 일본 측의 '책임'도 지적함으로써 일각의 반발을 진정시키려고 한 것으로 보인다"라고 보도했다.
제2차 아베 신조 내각 출범 직후인 2012년 12월 27일에는 고노 담화를 재검토할 방침을 밝혔다.

#### 한일 합의
2015년 12월 28일, 한일 외교장관 회담에서 일본 측은 "위안부 동원에 있어 일본군의 관여와 일본 정부의 책임을 인정하고 사죄한다"라고 하였으며, 일본 측이 위안부 피해자를 지원하는 화해·치유재단에 10억 엔을 내놓는 조건으로 양측은 "최종적이고 불가역적인 문제 해결"에 합의하였다. 이에 대해 아베는 "우리의 자손과, 그리고 그 다음 세대의 아이들에게 계속 사죄할 숙명을 지울 수는 없다", "이번 합의에 따라 한일 양국이 힘을 합쳐 '한일 신시대'를 열어가고 싶다"라고 말했다.

### 야스쿠니 신사 참배
총리의 야스쿠니 신사 참배에 대해서 "나라를 위해 목숨을 바친 사람들에 대해 국가의 지도자가 존중의 뜻을 표하는 것은 당연하다. 참배를 해야 한다고 생각한다"라고 말했다. 또 아베의 역사 인식을 둘러싸고 반일 감정을 서슴지 않게 드러내는 중국과 한국의 태도를 비판하였고, 다른 나라가 야스쿠니 신사 참배에 대해 항의하는 것은 내정 간섭이라는 견해를 가지고 있다.
아베는 자민당 간사장 재임 기간인 2004년, 간사장 대리 재임 기간인 2005년에는 각각 종전기념일(8월 15일)에 참배를 했지만, 내각관방장관 재임 중에는 2006년 4월 15일 아침에 비밀리에 참배했다. 이후 아베는 기자회견에서 몰래 참배한 사건에 관해 "참배했는지 여부에 대해서 말씀드릴 생각은 없다"라고 말했다.
제1차 아베 신조 내각 출범으로 총리에 취임한 이후에도 야스쿠니 신사 참배를 계속할 의사를 표시했다. 2007년 1월 17일 자민당 당대회에서 결정된 활동 방침에서도 "야스쿠니 신사 참배를 이어받는다"라는 내용이 명기되었지만, 야스쿠니 신사 참배 문제가 외교 문제나 정치 문제가 되는 것을 피하기 위해 아베 자신의 참배에 대해서는 밝히지 않겠다는 의지를 거듭 밝혔다. 아베는 1차 집권 기간 중에는 참배를 하지 않았는데, 이에 대해 총리 퇴임 후 인터뷰에서 "'주장하는 외교'를 펴는 과정에서 일본을 위한 미래의 포석을 두기 위해 큰 결단을 내렸다"라고 설명했다.
2012년 9월 14일 열린 자민당 총재 후보자 공동 기자회견에서 아베는 "총리 재임 중에 (야스쿠니 신사를) 참배하지 못한 것은 천추의 한이다"라며 다시 총리에 취임할 경우에 야스쿠니 신사를 참배할 수도 있음을 시사했다.
이후 재집권에 따른 제2차 아베 신조 내각 출범 이후에는 2013년 봄 및 종전기념일인 8월 15일에도 참배하지 않았다.
그러나 재집권 후 1년이 되는 2013년 12월 26일, 1차 집권 기간 중에는 참배하지 않았던 야스쿠니 신사를 참배하였는데, 참배 전 중국, 미국 등의 외교 루트를 통해서 외국에도 참배 소식을 전한 후에 전격적으로 참배하였다. 모닝 드레스 차람으로 참배했으며, "내각총리대신 아베 신조"라는 이름이 쓰여진 국화를 헌화했다. 또한 야스쿠니 신사 경내에 있는 전몰자들을 추모하는 "진레이샤(鎮霊社)"에도 참배했다. 참배 이후, "항구 평화에 대한 맹세"라는 제목의 담화를 발표하였다.
아베는 참배 후 기자단에 "경건한 모습으로 방문했다. 지난 1년 간 아베 정권의 발걸음을 보고하고, 두 번 다시 전쟁의 참화에 의해 사람들이 고통 받는 일이 없는 시대를 만들겠다고 다짐하는 결의를 전하기 위해서 이날을 택했다. 전정터에서 흩어진 영령의 명복을 비는 것은 세계 공통의 지도자의 자세이다. 중국, 한국 사람들의 기분을 상하게 할 생각은 털끝만큼도 없다. 한중 양국 정상에게 이를 직접 설명하고 싶다"라고 말했다.

#### 여론조사
아베의 2013년 12월 26일 야스쿠니 신사 참배에 대해서는 다음과 같은 여론조사 결과가 나왔다.
- 아사히 신문은 2013년 12월 30일 조간 30면에서 "일본 총리가 야스쿠니 신사에 참배하는 것에 찬성하십니까? 반대하십니까?"라는 질문에 20대에서 찬성 60%, 반대 15%였으며, 30세 이상에서는 찬성 59%, 반대 22%가 나왔다고 보도했다.[297] 또한 이와 함께 진행한 내각 지지율 조사에서 "아베 내각을 지지하십니까? 지지하지 않으십니까?"라는 질문에 20대에서 "지지" 53%, "지지하지 않는다" 33%였으며, 30세 이상에서는 "지지" 55%, "지지하지 않는다" 33%였다고 밝혔다.[297] 아사히 신문은 2014년 1월 25일~26일 실시한 정례 여론조사에서도 아베의 야스쿠니 참배에 대한 의견을 물었는데, 이 조사에서는 긍정 평가 41%, 부정 평가 46%였다.
- 교도 통신은 2013년 12월 28일~29일 긴급 전화 여론조사를 실시해 아베의 야스쿠니 참배에 대한 의견을 물었는데, 긍정 평가 43.2%, 부정 평가 47.1%였다. 또한 아베 내각의 지지율은 55.2%(전월 대비 1.0 pp 증가), "지지하지 않는다"는 32.6%(전월 대비 0.4 pp 감소)였다고 보도했다.[298]
- 산케이 신문과 FNN의 공동 여론조사에서는 아베의 야스쿠니 참배에 대해 "평가하지 않는다"가 53.0%, "평가한다"가 38.1%로 부정 비율이 긍정을 크게 웃돌았다. 다만 20대와 30대에서는 긍정 평가가 조금 더 높았다.[299]

#### 비판
아베의 2013년 12월 26일 야스쿠니 신사 참배에 대해 다음과 같은 비판이 있었다.
- 미국 백악관은 아베의 야스쿠니 신사 참배에 관한 성명을 일체 발표하지 않았지만,[300] 주일 미국 대사관은 2013년 12월 26일 "일본은 소중한 동맹국이자 우방국이지만 주변국과의 긴장을 악화시키는 행동을 취한 데 대해 실망하고 있다"라는 성명을 냈다.[301]
- 미국 국무부의 젠 사키 대변인은 "야스쿠니 참배에 관한 성명을 내는가"라는 질문에 대해 "주일 미국 대사관의 성명을 보라"며 답변을 피했다.[300]
  - 이후 2013년 12월 30일, 사키 대변인은 주일 미국 대사관이 12월 26일 내놓은 "실망하고 있다(disappointed)"라는 표현을 두고 "'실망'이라는 말은 아베 총리의 야스쿠니 신사 참배 자체를 논평한 것이 아니라 중국 및 한국과의 관계 악화를 우려한 것이다", "이견이 있을 때 서로 솔직하게 소통할 수 있다는 것은 서로가 긴밀한 관계라는 증거이다", "일본은 소중한 동맹국이자 우방이며, (이번 아베 총리의 야스쿠니 신사 참배는) 미일 관계 전체에 영향을 주지 않을 것이다"라고 말했다.[301]
- 유럽 연합(EU) 대변인은 아베의 야스쿠니 참배에 우려를 표명하고, 한중일 각국에 대해 "EU는 긴장을 고조시키는 행동을 피하고 외교를 통해 싸움을 해결할 필요성을 늘 강조해왔다"라고 말하고, 동북아 지역의 장기적 안정을 위해 당사국이 건설적인 관계를 쌓기를 촉구했다.
- 중화인민공화국과 대한민국의 주일 대사는 아베의 참배에 항의의 뜻을 표명했다.
- 대한민국의 주요 신문 중 하나인 조선일보는 "일본의 주요 6개 신문 중 아사히, 마이니치, 니혼케이자이, 도쿄 등 4개 신문은 사설을 통해 아베 총리를 비판했다. 평화주의를 지키려는 일본 국민과 아베 총리를 분리하여 일본 내에서 양심적인 목소리를 높이려면, 한국은 대응을 오로지 '반일' 감정으로만 이어갈 것이 아니라 보다 고도의 차원에서 접근할 필요가 있다. 일본 국내외에서 아베 총리에 대한 비판을 높여서 그 자리를 잃게 한다면 이 탈선에도 반드시 제동이 걸릴 것"이라고 보도했다.
- 중화민국(대만)의 마잉주 총통은 "중화민족의 한 사람으로서 일본 정부가 주변국의 상처를 생각하지 않고 이런 행동을 취한 것은 이해하기 힘들며, 일본에 실망했다"라고 자신의 페이스북에서 밝혔다. 이후 총통부 대변인은 "제2차 대전 이후의 국제 질서에 대한 도전에 평화를 사랑하는 사람이 단호히 반대하는 것은 당연하다"라고 말했다.[302]
- 교도 통신은 미국 월스트리트 저널이 "일본 군국주의 부활에 대한 공포를 자국의 이익 확대의 빌미로 삼고 싶은 중국 정부에 대한 '선물'이다"라는 비판적 입장을 보였다고 보도했다.
- 민주당 대표인 가이에다 반리는 "과거 일본 역사의 부정적 측면에서 벗어나야 한다. 일본의 주체적인 판단으로 대승적인 입장에 서서 참배를 중단해야 한다"며 야스쿠니 신사는 일본 역사의 어두운 면이라는 생각을 드러내며 아베를 비판했다.[303]
- 러시아 외교부 정보국장은 12월 26일 성명을 통해 "이런 행보에는 유감을 표명하지 않을 수 없다"며 비판했다.
- 대한민국 외교부 대변인은 2014년 1월 23일의 정례 브리핑에서, 세계 경제 포럼 연차 총회에 참석한 아베 총리가 "야스쿠니 참배를 이해해 달라"라고 요구했던 것에 대해 "야스쿠니 신사를 참배하면서 한일 우호를 말하는 것이 얼마나 모순된 것인지, 한국 뿐만 아니라 전 세계 언론과 지식인, 양식 있는 사람들이 목소리를 높이고 있다. 이 목소리가 안 들린다는 게 이해가 안 된다"라고 비판했다. 이어 "야스쿠니 신사 참배는 제국주의 시대에 일본이 저지른 잘못을 반성하지 않는 것과 같다. 총리 등 지도자가 야스쿠니 신사를 참배하지 않는 것이 한일 우호, 동북아 지역 안정의 출발점이다"라고 다시 한 번 강조했다.[304]
- 컬럼비아 대학교 교수인 제럴드 커티스는 강연에서 "아베 신조의 참배는 일본의 국익에 전혀 도움이 되지 않는다"라고 비판하였고, 이어 "재참배 여부는 중국과의 외교 협상의 거래 수단이 된다"라고 말했다. 커티스는 "아베 총리는 총리 취임 후 1년간 이곳을 방문하는 것을 자제했으나 한중 양국으로부터 얻은 것이 없었다. 그래서 참배를 한 것이다. 그러나 참배를 했다고 해서 두 나라와의 관계가 더 악화되는 것은 아닐 것이다"라고 지적했다. 이후 "이번 참배에 대한 중국의 태도가 비교적 억제되고 있다"며 재참배 여부가 중일 관계에 있어 국면 지렛대 역할을 할 수 있을 것이라고 밝혔다. 커티스는 미국 정부의 "실망" 입장 표명에 대해서는 "아베 총리의 입장에서는 충격적이었겠지만 세계는 변화하고 있다. 중국이 대두하고 있다는 새로운 현실을 깨닫지 않으면 안 된다"라고 말했다.[304]
- 월스트리트 저널은 2014년 1월 23일 전자판에서, 복수의 미국 정부 당국자의 말을 인용해 "아베 신조가 야스쿠니 신사 참배를 되풀이 하지 않는다는 보장을 미국 정부가 일본 정부에 비공식적으로 요구하고 있다"라고 전했다. 또 "이는 중일 관계가 더욱 악화될 것을 우려한 것으로 보인다"라고 보도했다. 이후 월스트리트 저널은 "미국 정부는 참배 후에 워싱턴과 도쿄에서 열린 일본 측과의 '일련의 회담'을 통해, 아베가 주변국을 화나게 하는 언동을 삼가도록 요청했다. 또 한미일 동맹을 저해하고 있는 한일 관계의 개선을 위해 한국 측을 끊임없이 설득할 것을 촉구하고, 위안부 문제에 적절히 대처할 것도 요구했다. 또 앞으로 과거 침략과 식민지 지배에 대한 사죄를 재확인할 것을 검토하도록 아베 총리에게 촉구할 것으로 알려졌다"라고 보도했다. 미국 국무부 부대변인은 이날 기자회견에서 이러한 월스트리트 저널의 보도에 대한 질문을 받자 "사실인지 나는 모른다"라고 답했다.[305]

## 인물
좌우명
요시다 쇼인이 말한 "지성(至誠)적이면서도 움직이지 않는 것, 이것이야말로 드러나지 않는 방법이다" 및 "초심을 잊지 말자"이다. 일본 국회 헌정기념관에는 아베가 직접 붓글씨로 쓴 이 두 명언이 전시되어 있다.
즐겨 읽은 책
소설가 후루카와 가오루의 《유혼록(留魂録)의 세계》 ("유혼록"은 요시다 쇼인이 지은 것이다)
존경하는 인물이나 좋아하는 인물
에도 막부 말기의 사상가인 요시다 쇼인을 존경한다. 아베의 "신조(晋三)"라는 이름도 요시다 쇼인이 다녔던 학당인 쇼카손주쿠의 문하생이었던 다카스기 신사쿠(高杉晋作)의 "신(晋, しん)"에서 따온 것이다. 이는 아버지 아베 신타로 또한 사실상 마찬가지이다.
- 본인이 내각관방 부장관이었던 시절 총리였던 고이즈미 준이치로와 모리 요시로를 존경한다.[309]
- 이시하라 신타로를 "정치인 중에는 드문 타입", "늘 도전적인 이케멘"이라고 평가하였고, 학생 시절에는 아버지인 아베 신타로를 만나기 위해 자택을 방문한 이시하라로부터 《태양의 계절》 문고본을 받았을 때 이시하라가 "더욱 새로운 것을 사라"는 말을 본인에게 한 이후부터 이시하라를 동경하고 있다.[309][310]

패션
추위를 많이 탄다. 따라서 일본 정부의 "쿨 워크" 정책의 일환으로 여름철 국회 내에서 와이셔츠, 넥타이 차림을 하도록 하는 규정이 도입되었음에도 아베는 에어컨 바람이 차갑다는 이유로 정장 차림을 고수했다. 그러나 도쿄 신문이 실시한 인터넷 조사에서 아베가 "쿨 워크" 차림이 어울리는 정치인 순위 2위를 차지하는 결과가 나오면서 이러한 옷차림에도 변화가 나타나기 시작했다. 이후 2002년, "깨끗함을 중요시하여 패션을 고른다"는 평가를 받으며 정치·경제 부문 "베스트 드레서 상"을 수상하였다. 아베는 수상 소감으로 "솔직히 말해서 항상 내 옷을 체크해주는 아내가 받아야 하는 상이다"라고 말했다.
양궁
대학 시절 양궁을 즐겼던 아베는 2005년 전(全)일본 양궁연맹의 제6대 회장으로 취임하였다. 이후 2007년 3월 25일, 회장에 재추천되었고 아베가 이를 수락하면서 이사회에서 2기 회장이 되었다. 그러나 아베가 총리 재임 중이었기 때문에 사실상 양궁연맹 부회장이 직무를 대행하게 되었다.
2006년 4월 28일, 후지 TV의 오락 프로그램에 출연해 MC인 아카시야 산마와 함께 양궁 대결을 펼치기도 했다.
골프
골프도 아베의 취미 중 하나로, 과거 미국 유학 기간 동안 현지에서 만난 친구와 함께 골프를 즐겼다고 한다.
야구
과거 일본 프로 야구 산케이 스왈로스 시절부터 도쿄 야쿠르트 스왈로스의 팬이다. 아베는 과거 고베 제강소 근무 기간을 회상하며 "그 회사 직원들은 거의 모두 한신 타이거스 팬이었다. 한신 팬 없이 그 회사는 돌아갈 수 없을 정도였다"며 농담을 던지기도 했다. 2017년 제48회 중의원 의원 총선거 기간에는 효고현 제2구에 출마한 공명당 아카바 가즈요시 후보의 고베시 기타구 오카바 역 앞 지원 유세에서 "오늘(10월 14일) 열린 클라이맥스 시리즈 1차전에서 한신 타이거스가 이겼다"라고 말하기도 했다.
또한 본인이 "안티 교진(巨人)"이라고 밝혔으며, 요미우리 자이언츠에서 선수와 감독을 모두 거친 야구 선수 출신 정치인 호리우치 쓰네오에게는 국회 질의·응답 때 농담 섞인 견제를 하기도 했다.
좋아하는 음식 및 요리 솜씨
과거에는 자기 전에 비디오를 보면서 아이스크림과 전병을 먹는 것을 좋아했으나, 아내의 조언에 따라 그만두었다. 2012년에는 코스 요리보다는 스스로 주문해 먹는 일품 요리를 좋아한다고 말했다. 바비큐를 해 먹을 때는 타바스코 소스가 들어간 쫄깃한 야키소바를 만들어낼 수 있다.
좋아하는 TV 프로그램
코미디를 좋아했고, 특히 타모리의 팬으로서 후지 TV 계열의 코미디 프로그램인 "보캬부라 천국(ボキャブラ天国)"을 즐겨 봤다. 또 본인의 취향은 아니지만 폭소문제가 출연하는 프로그램에 직접 출연하였고, 봄철 벚꽃 축제에서 이들과 사진을 찍기도 했다.
지병
일본의 국가 지정 난치병 중 하나인 궤양성 대장염을 앓고 있다. 중학교 졸업할 때부터 이 질환으로 고생했다고 한다. 1차 집권 시기(2006~2007)와 2차 집권 시기(2012~2020) 모두 궤양성 대장염 증세 악화를 이유로 총리직에서 사임한 바 있다.
흡연
자신의 흡연 경력에 대해 "24, 25세 정도까지 담배를 피웠고, 그 후에는 그만두었다."라고 털어놓은 뒤 "피울 때는 간접 흡연의 입장에 있는 사람들이 불쾌해 한다는 것을 전혀 몰랐지만 끊고 나니 잘 알게 되었다."라고 말했다.

## 가족 관계

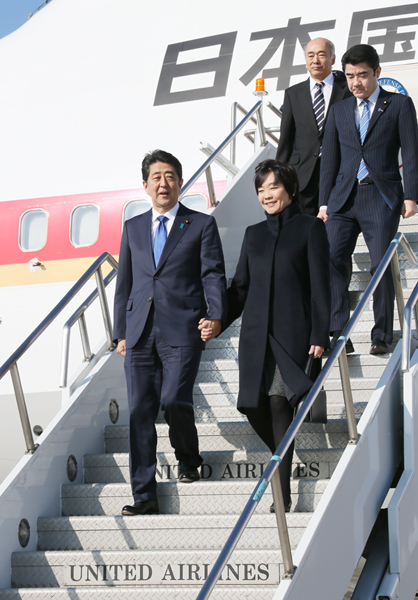
아베 신조와 부인 아베 아키에(오른쪽)

아베의 집안에는 정치가를 지낸 이들이 많으며, 조부와 증조부도 수상을 지낸 세습 정치 가문으로 잘 알려져 있다. 조부는 중의원 의원을 지낸 아베 간(安倍寬)이고, 외조부는 제56·57대 총리를 역임한 기시 노부스케(岸信介), 외종조부는 제61·62·63대 총리를 지낸 사토 에이사쿠(佐藤榮作), 고조부는 1894년 경복궁을 점령하고 청일 전쟁의 도화선이 되었던 오시마 요시마사로 요시다 쇼인의 정한론을 배우기도 하였다. 아버지는 일본의 외무대신을 지낸 아베 신타로(安倍晋太郎), 남동생은 참의원인 기시 노부오(岸信夫)이다. 부인은 모리나가 제과 사장 마쓰자키 아키오의 딸 아베 아키에(일본어: 安倍 昭恵)이다.
부인인 아베 아키에는 열렬한 한류 마니아로, 텔레비전 드라마 《겨울연가》에 출연한 배우인 고(故) 박용하의 팬이다. 아베 부부는 슬하에 자녀가 없는데, 이에 대해서 아베 아키에 여사는 2006년 11월 문예춘추에 기고한 수기에서 자신이 불임이라는 사실을 언론에 공개했다.

### 가계도
|             |             |             |             | 아베 다메                                                            | 아베 다메                                                            | 아베 다메                                                            | 아베 다메                                                            | 아베 다메                                                            | 아베 다메                                                            |                                                       |                                                       |                                                       |                                                       |  |  | 아베 도라노스케                                                                          | 아베 도라노스케                                                                          | 아베 도라노스케                                                                          | 아베 도라노스케                                                                          | 아베 도라노스케                                                                          | 아베 도라노스케                                                                          |  |  |                                                                                             |                                                                                             |                                                                                             |                                                                                             |                                                                                             |                                                                                             |  |  |             |             |             |             |             |             |  |  |                                                        |                                                        |                                                        |                                                        |                                                        |                                                        |  |  |
|             |             |             |             | 아베 다메                                                            | 아베 다메                                                            | 아베 다메                                                            | 아베 다메                                                            | 아베 다메                                                            | 아베 다메                                                            |                                                       |                                                       |                                                       |                                                       |  |  | 아베 도라노스케                                                                          | 아베 도라노스케                                                                          | 아베 도라노스케                                                                          | 아베 도라노스케                                                                          | 아베 도라노스케                                                                          | 아베 도라노스케                                                                          |  |  |                                                                                             |                                                                                             |                                                                                             |                                                                                             |                                                                                             |                                                                                             |  |  |             |             |             |             |             |             |  |  |                                                        |                                                        |                                                        |                                                        |                                                        |                                                        |  |  |
|             |             |             |             |                                                                      |                                                                      |                                                                      |                                                                      |                                                                      |                                                                      |                                                       |                                                       |                                                       |                                                       |  |  |                                                                                          |                                                                                          |                                                                                          |                                                                                          |                                                                                          |                                                                                          |  |  |                                                                                             |                                                                                             |                                                                                             |                                                                                             |                                                                                             |                                                                                             |  |  |             |             |             |             |             |             |  |  |                                                        |                                                        |                                                        |                                                        |                                                        |                                                        |  |  |
|             |             |             |             |                                                                      |                                                                      |                                                                      |                                                                      |                                                                      |                                                                      |                                                       |                                                       |                                                       |                                                       |  |  |                                                                                          |                                                                                          |                                                                                          |                                                                                          |                                                                                          |                                                                                          |  |  |                                                                                             |                                                                                             |                                                                                             |                                                                                             |                                                                                             |                                                                                             |  |  |             |             |             |             |             |             |  |  |                                                        |                                                        |                                                        |                                                        |                                                        |                                                        |  |  |
|             |             |             |             | 아베 시즈코 일본 제국 육군 대장 오시마 요시마사의 손녀               | 아베 시즈코 일본 제국 육군 대장 오시마 요시마사의 손녀               | 아베 시즈코 일본 제국 육군 대장 오시마 요시마사의 손녀               | 아베 시즈코 일본 제국 육군 대장 오시마 요시마사의 손녀               | 아베 시즈코 일본 제국 육군 대장 오시마 요시마사의 손녀               | 아베 시즈코 일본 제국 육군 대장 오시마 요시마사의 손녀               |                                                       |                                                       |                                                       |                                                       |  |  | 아베 간 1894년-1946년 일본의 중의원 의원                                                 | 아베 간 1894년-1946년 일본의 중의원 의원                                                 | 아베 간 1894년-1946년 일본의 중의원 의원                                                 | 아베 간 1894년-1946년 일본의 중의원 의원                                                 | 아베 간 1894년-1946년 일본의 중의원 의원                                                 | 아베 간 1894년-1946년 일본의 중의원 의원                                                 |  |  |                                                                                             |                                                                                             |                                                                                             |                                                                                             |                                                                                             |                                                                                             |  |  |             |             |             |             |             |             |  |  |                                                        |                                                        |                                                        |                                                        |                                                        |                                                        |  |  |
|             |             |             |             | 아베 시즈코 일본 제국 육군 대장 오시마 요시마사의 손녀               | 아베 시즈코 일본 제국 육군 대장 오시마 요시마사의 손녀               | 아베 시즈코 일본 제국 육군 대장 오시마 요시마사의 손녀               | 아베 시즈코 일본 제국 육군 대장 오시마 요시마사의 손녀               | 아베 시즈코 일본 제국 육군 대장 오시마 요시마사의 손녀               | 아베 시즈코 일본 제국 육군 대장 오시마 요시마사의 손녀               |                                                       |                                                       |                                                       |                                                       |  |  | 아베 간 1894년-1946년 일본의 중의원 의원                                                 | 아베 간 1894년-1946년 일본의 중의원 의원                                                 | 아베 간 1894년-1946년 일본의 중의원 의원                                                 | 아베 간 1894년-1946년 일본의 중의원 의원                                                 | 아베 간 1894년-1946년 일본의 중의원 의원                                                 | 아베 간 1894년-1946년 일본의 중의원 의원                                                 |  |  |                                                                                             |                                                                                             |                                                                                             |                                                                                             |                                                                                             |                                                                                             |  |  |             |             |             |             |             |             |  |  |                                                        |                                                        |                                                        |                                                        |                                                        |                                                        |  |  |
|             |             |             |             |                                                                      |                                                                      |                                                                      |                                                                      |                                                                      |                                                                      |                                                       |                                                       |                                                       |                                                       |  |  |                                                                                          |                                                                                          |                                                                                          |                                                                                          |                                                                                          |                                                                                          |  |  |                                                                                             |                                                                                             |                                                                                             |                                                                                             |                                                                                             |                                                                                             |  |  |             |             |             |             |             |             |  |  |                                                        |                                                        |                                                        |                                                        |                                                        |                                                        |  |  |
|             |             |             |             |                                                                      |                                                                      |                                                                      |                                                                      |                                                                      |                                                                      |                                                       |                                                       |                                                       |                                                       |  |  |                                                                                          |                                                                                          |                                                                                          |                                                                                          |                                                                                          |                                                                                          |  |  |                                                                                             |                                                                                             |                                                                                             |                                                                                             |                                                                                             |                                                                                             |  |  |             |             |             |             |             |             |  |  |                                                        |                                                        |                                                        |                                                        |                                                        |                                                        |  |  |
|             |             |             |             | 아베 요코 1928년- 일본의 제56·57대 내각총리대신 기시 노부스케의 장녀 | 아베 요코 1928년- 일본의 제56·57대 내각총리대신 기시 노부스케의 장녀 | 아베 요코 1928년- 일본의 제56·57대 내각총리대신 기시 노부스케의 장녀 | 아베 요코 1928년- 일본의 제56·57대 내각총리대신 기시 노부스케의 장녀 | 아베 요코 1928년- 일본의 제56·57대 내각총리대신 기시 노부스케의 장녀 | 아베 요코 1928년- 일본의 제56·57대 내각총리대신 기시 노부스케의 장녀 |                                                       |                                                       |                                                       |                                                       |  |  | 아베 신타로 1924년-1991년 일본의 농림대신 내각관방장관 통상산업대신 외무대신 중의원 의원 | 아베 신타로 1924년-1991년 일본의 농림대신 내각관방장관 통상산업대신 외무대신 중의원 의원 | 아베 신타로 1924년-1991년 일본의 농림대신 내각관방장관 통상산업대신 외무대신 중의원 의원 | 아베 신타로 1924년-1991년 일본의 농림대신 내각관방장관 통상산업대신 외무대신 중의원 의원 | 아베 신타로 1924년-1991년 일본의 농림대신 내각관방장관 통상산업대신 외무대신 중의원 의원 | 아베 신타로 1924년-1991년 일본의 농림대신 내각관방장관 통상산업대신 외무대신 중의원 의원 |  |  |                                                                                             |                                                                                             |                                                                                             |                                                                                             |                                                                                             |                                                                                             |  |  |             |             |             |             |             |             |  |  |                                                        |                                                        |                                                        |                                                        |                                                        |                                                        |  |  |
|             |             |             |             | 아베 요코 1928년- 일본의 제56·57대 내각총리대신 기시 노부스케의 장녀 | 아베 요코 1928년- 일본의 제56·57대 내각총리대신 기시 노부스케의 장녀 | 아베 요코 1928년- 일본의 제56·57대 내각총리대신 기시 노부스케의 장녀 | 아베 요코 1928년- 일본의 제56·57대 내각총리대신 기시 노부스케의 장녀 | 아베 요코 1928년- 일본의 제56·57대 내각총리대신 기시 노부스케의 장녀 | 아베 요코 1928년- 일본의 제56·57대 내각총리대신 기시 노부스케의 장녀 |                                                       |                                                       |                                                       |                                                       |  |  | 아베 신타로 1924년-1991년 일본의 농림대신 내각관방장관 통상산업대신 외무대신 중의원 의원 | 아베 신타로 1924년-1991년 일본의 농림대신 내각관방장관 통상산업대신 외무대신 중의원 의원 | 아베 신타로 1924년-1991년 일본의 농림대신 내각관방장관 통상산업대신 외무대신 중의원 의원 | 아베 신타로 1924년-1991년 일본의 농림대신 내각관방장관 통상산업대신 외무대신 중의원 의원 | 아베 신타로 1924년-1991년 일본의 농림대신 내각관방장관 통상산업대신 외무대신 중의원 의원 | 아베 신타로 1924년-1991년 일본의 농림대신 내각관방장관 통상산업대신 외무대신 중의원 의원 |  |  |                                                                                             |                                                                                             |                                                                                             |                                                                                             |                                                                                             |                                                                                             |  |  |             |             |             |             |             |             |  |  |                                                        |                                                        |                                                        |                                                        |                                                        |                                                        |  |  |
|             |             |             |             |                                                                      |                                                                      |                                                                      |                                                                      |                                                                      |                                                                      |                                                       |                                                       |                                                       |                                                       |  |  |                                                                                          |                                                                                          |                                                                                          |                                                                                          |                                                                                          |                                                                                          |  |  |                                                                                             |                                                                                             |                                                                                             |                                                                                             |                                                                                             |                                                                                             |  |  |             |             |             |             |             |             |  |  |                                                        |                                                        |                                                        |                                                        |                                                        |                                                        |  |  |
|             |             |             |             |                                                                      |                                                                      |                                                                      |                                                                      |                                                                      |                                                                      |                                                       |                                                       |                                                       |                                                       |  |  |                                                                                          |                                                                                          |                                                                                          |                                                                                          |                                                                                          |                                                                                          |  |  |                                                                                             |                                                                                             |                                                                                             |                                                                                             |                                                                                             |                                                                                             |  |  |             |             |             |             |             |             |  |  |                                                        |                                                        |                                                        |                                                        |                                                        |                                                        |  |  |
| 아베 사치코 | 아베 사치코 | 아베 사치코 | 아베 사치코 | 아베 사치코                                                          | 아베 사치코                                                          |                                                                      |                                                                      | 아베 히로노부 1952년- 일본의 미쓰비시상사 패키징 사장                | 아베 히로노부 1952년- 일본의 미쓰비시상사 패키징 사장                | 아베 히로노부 1952년- 일본의 미쓰비시상사 패키징 사장 | 아베 히로노부 1952년- 일본의 미쓰비시상사 패키징 사장 | 아베 히로노부 1952년- 일본의 미쓰비시상사 패키징 사장 | 아베 히로노부 1952년- 일본의 미쓰비시상사 패키징 사장 |  |  | 아베 아키에 1962년-                                                                      | 아베 아키에 1962년-                                                                      | 아베 아키에 1962년-                                                                      | 아베 아키에 1962년-                                                                      | 아베 아키에 1962년-                                                                      | 아베 아키에 1962년-                                                                      |  |  | 아베 신조 1954년-2022년 일본의 제90·96·97·98대 내각총리대신 제72대 내각관방장관 중의원 의원 | 아베 신조 1954년-2022년 일본의 제90·96·97·98대 내각총리대신 제72대 내각관방장관 중의원 의원 | 아베 신조 1954년-2022년 일본의 제90·96·97·98대 내각총리대신 제72대 내각관방장관 중의원 의원 | 아베 신조 1954년-2022년 일본의 제90·96·97·98대 내각총리대신 제72대 내각관방장관 중의원 의원 | 아베 신조 1954년-2022년 일본의 제90·96·97·98대 내각총리대신 제72대 내각관방장관 중의원 의원 | 아베 신조 1954년-2022년 일본의 제90·96·97·98대 내각총리대신 제72대 내각관방장관 중의원 의원 |  |  | 기시 지카코 | 기시 지카코 | 기시 지카코 | 기시 지카코 | 기시 지카코 | 기시 지카코 |  |  | 기시 노부오 1959년- 일본의 제21대 방위대신 중의원 의원 | 기시 노부오 1959년- 일본의 제21대 방위대신 중의원 의원 | 기시 노부오 1959년- 일본의 제21대 방위대신 중의원 의원 | 기시 노부오 1959년- 일본의 제21대 방위대신 중의원 의원 | 기시 노부오 1959년- 일본의 제21대 방위대신 중의원 의원 | 기시 노부오 1959년- 일본의 제21대 방위대신 중의원 의원 |  |  |
| 아베 사치코 | 아베 사치코 | 아베 사치코 | 아베 사치코 | 아베 사치코                                                          | 아베 사치코                                                          |                                                                      |                                                                      | 아베 히로노부 1952년- 일본의 미쓰비시상사 패키징 사장                | 아베 히로노부 1952년- 일본의 미쓰비시상사 패키징 사장                | 아베 히로노부 1952년- 일본의 미쓰비시상사 패키징 사장 | 아베 히로노부 1952년- 일본의 미쓰비시상사 패키징 사장 | 아베 히로노부 1952년- 일본의 미쓰비시상사 패키징 사장 | 아베 히로노부 1952년- 일본의 미쓰비시상사 패키징 사장 |  |  | 아베 아키에 1962년-                                                                      | 아베 아키에 1962년-                                                                      | 아베 아키에 1962년-                                                                      | 아베 아키에 1962년-                                                                      | 아베 아키에 1962년-                                                                      | 아베 아키에 1962년-                                                                      |  |  | 아베 신조 1954년-2022년 일본의 제90·96·97·98대 내각총리대신 제72대 내각관방장관 중의원 의원 | 아베 신조 1954년-2022년 일본의 제90·96·97·98대 내각총리대신 제72대 내각관방장관 중의원 의원 | 아베 신조 1954년-2022년 일본의 제90·96·97·98대 내각총리대신 제72대 내각관방장관 중의원 의원 | 아베 신조 1954년-2022년 일본의 제90·96·97·98대 내각총리대신 제72대 내각관방장관 중의원 의원 | 아베 신조 1954년-2022년 일본의 제90·96·97·98대 내각총리대신 제72대 내각관방장관 중의원 의원 | 아베 신조 1954년-2022년 일본의 제90·96·97·98대 내각총리대신 제72대 내각관방장관 중의원 의원 |  |  | 기시 지카코 | 기시 지카코 | 기시 지카코 | 기시 지카코 | 기시 지카코 | 기시 지카코 |  |  | 기시 노부오 1959년- 일본의 제21대 방위대신 중의원 의원 | 기시 노부오 1959년- 일본의 제21대 방위대신 중의원 의원 | 기시 노부오 1959년- 일본의 제21대 방위대신 중의원 의원 | 기시 노부오 1959년- 일본의 제21대 방위대신 중의원 의원 | 기시 노부오 1959년- 일본의 제21대 방위대신 중의원 의원 | 기시 노부오 1959년- 일본의 제21대 방위대신 중의원 의원 |  |  |

## 수훈
수상
- 2002년 - 베스트 드레서 상 (정치·경제 부문)
- 2006년 - 《GQ》 선정 '올해의 남성'[329]
- 2013년 - 베스트 드레서 상 (정치·경제 부문)
- 2013년 - 미국 《포린 폴리시》 선정 '세계 100대 지식인'
- 2013년 - 허먼 칸 상
- 2013년 - 싱가포르 《더 스트레이츠 타임스》 선정 '올해의 아시아인상'
- 2014년 - 미국 《타임》지 선정 '세계에서 가장 영향력 있는 100인'[330]

훈장
- 네덜란드 - 오라녜나사우 훈장 -  (2014년)
- 필리핀 - 시카투나 훈장 -  (2015년)[331]
- 스페인 - 이사벨 라 카톨리카 훈장 -  (2017년)[332]

## 저서
대표 저술
- PHP 연구소, 편집. (2006년 4월). 《安倍晋三対論集 日本を語る》 [아베 신조 대론집 일본을 말하다]. PHP 연구소. ISBN 978-4569643632.
- 《美しい国へ》 [아름다운 나라에]. 문춘신서. 문예춘추. 2006년 7월. ISBN 978-4166605248.
- 《新しい国へ 美しい国へ 完全版》 [새로운 나라에 아름다운 나라로 완전판]. 문춘신서 903. 문예춘추. 2013년 1월. ISBN 978-4166609031.
- 《日本の決意》 [일본의 결의]. 신초샤. 2014년 4월. ISBN 978-4103355915.

공동 저술, 편집 저술
- 아베 신조, 편집. (1992년 4월). 《吾が心は世界の架け橋－安倍外交の全記録》 [나의 마음은 세계의 가교 - 아베 외교의 전 기록]. 신외교연구회.  - 아베 신타로의 외교
- 아베 신조, 오카자키 히사히코 (2004년 1월). 《この国を守る決意》 [이 나라를 지키는 결의]. 후소샤. ISBN 978-4594043315.
- 아베 신조, 편집. (2006년 12월). 《日中対話》 [일중 대화]. 언론 블로그 및 북레터 나라면 이렇게 생각한다 - 전문가의 주장. 언론 NPO. ISBN 978-4903743011.
- 아베 신조, 햐쿠타 나오키 (2013년 12월). 《日本よ、世界の真ん中で咲き誇れ》 [일본이여, 세계 한복판에서 피어나라]. 왁스 매거진. ISBN 978-4898314180.

논문
- Japan's Coming "Wage Surprise" (2013년 12월 23일 발표) 아베 신조, 박근혜와는 다른 『세계론』(토요사, 2014년 1월)에 수록
- Asia's Democratic Security Diamond By Shinzo Abe. PROJECT SYNDICATE.

## 평가
일본 경제의 고질적인 문제였던 디플레이션 해결을 위해 집권하면서부터 아베노믹스로 불리는 강력한 양적 완화 정책을 실시하였으며, 이로 인해 일본 증시에 활력이 붙고 일본 대기업들의 수출 경쟁력 증가 등의 효과를 거둔 한편, 수입 원자재 가격 상승 및 재정 부채 증가 등 부작용도 겪고 있다. 또한 이로 인해 엔화 가치가 떨어져 대한민국 기업들의 수출 경쟁력에도 많은 영향을 끼치고 있다.
외교적으로는 미일 동맹을 최우선시하는 등 대미 관계에 중점을 두고 있다. 군사적으로는 집단적 자위권을 추진, 전후 전쟁을 금지한 평화헌법을 개정하여 일본을 전쟁할 수 있는 '보통국가'로 만드는 일을 추진하고 있다. 중국과 한반도에 대한 과거의 식민지 침략에 대해서는 “침략의 정의는 학계에서도, 국제적으로도 정해지지 않았다”고 주장하는 등의 행보를 보여 제2차 세계 대전 때 피해를 입은 유럽 국가, 한국, 중국 등의 비판을 샀다.
그가 총리직에 복귀한 지 1년이 되는 2013년 12월 26일, 선거로 공약한 대로 그는 야스쿠니 신사 참배를 행하여 한국 및 중국에서 논란이 되기도 했다. 참배 후 그는 “일본을 위해 귀중한 생명을 희생한 영령에게 존숭의 뜻을 표했다.”라고 말한데 이어 “중국인들 및 한국인들의 기분을 상하게 할 생각은 털끝만큼도 없다”고 언급하기도 했다. 국가를 위해서 순사한 사람들의 영령을 위로하는 것은, 국가 지도자로서 당연한 책무라는 것이 그의 주장이었다. 앞서 그는 1차 아베 내각 시절, 야스쿠니를 참배하지 못한 것에 대해 “통한의 극치”라고 밝힌 바있다. 한편 대한민국 등에서는 이에 관한 비판 여론이 강하게 표출되었다.
자위대를 군대로 전환하기 위한 개헌 문제나 과거사 인식 문제 등에 의해서 한국, 중국 등을 비롯한 제2차 세계 대전 피해국들로부터 비판의 대상이 되었다. 한편 아베는 비정규직 처우 개선, 최저임금 인상, 동일임금 동일노동 등 노동자 권리 향상, 대학 무상화정책, 다문화 정책 등 일부 진보적인 정책을 펴고 있다. 공통적으로 출산율 및 인구 감소에 따른 문제 개선과 연관된 해결책이다.

## 같이 보기
- 자유민주당
- 아베노믹스
- 아소 다로
- 고이즈미 준이치로
- 세이와 정책연구회
- 일본회의
- 아베 신타로
- 아베 아키에
- 아베 신조 내각

## 역대 선거 결과
|  | 24.19% |

|  | 54.34% |

|  | 71.70% |

|  | 79.74% |

|  | 73.61% |

|  | 64.24% |

|  | 78.16% |

|  | 76.26% |

|  | 72.57% |

|  | 69.72% |